# Église Saint-Pierre-et-Saint-Paul de Santeuil
Pour les articles homonymes, voir Église Saint-Pierre-et-Saint-Paul.
L'église Saint-Pierre-Saint-Paul est une église catholique située à Santeuil (Val-d'Oise), en France.
Édifiée pendant deux campagnes au second quart du XIIe siècle pour les parties orientales et le clocher et au début du XIIIe siècle pour la nef, elle associe le style roman au style gothique primitif et conserve une rare homogénéité. Elle a en effet été épargnée par les guerres et n'a jamais subi de remaniements ou modifications affectant sa structure, ce qui est rare dans le Vexin français. L'église de Santeuil se présente comme un type idéal de l'église villageoise médiévale. Son plan est tout à fait classique et régulier, même plus régulier que d'habitude car le chœur et les croisillons du transept sont presque identiques. Son clocher correspond à un type largement répandu dans le Vexin. Sa nef montre une élévation ambitieuse à trois niveaux avec une galerie ouverte sur combles, évoquant le triforium des grandes églises et cathédrales gothiques. L'influence du chantier de la cathédrale Notre-Dame de Paris est indéniable car les arcades des galeries sont directement recopiées sur celles du chœur de cette cathédrale. En même temps, contrairement aux apparences, les dimensions de l'église sont tout à fait modestes, et sa nef ne mesure que 3,50 m de large, ce qui la fait paraître encore plus haute et élancée.
Toute l'architecture de l'église est soignée, mais la décoration reste simple, ce qui n'empêche pas une certaine élégance grâce à l'harmonie des volumes et des formes. Hormis ces caractéristiques, l'église Saint-Pierre-et-Saint-Paul se distingue par ses croisillons et son chœur recouvertes de voûtes en berceau romanes, ce qui est devenu très rare dans la région, la plupart de ces voûtes ayant été remplacées par des voûtes d'ogives. L'église de Santeuil a été classée au titre des monuments historiques par arrêté du 30 octobre 1894.

## Localisation

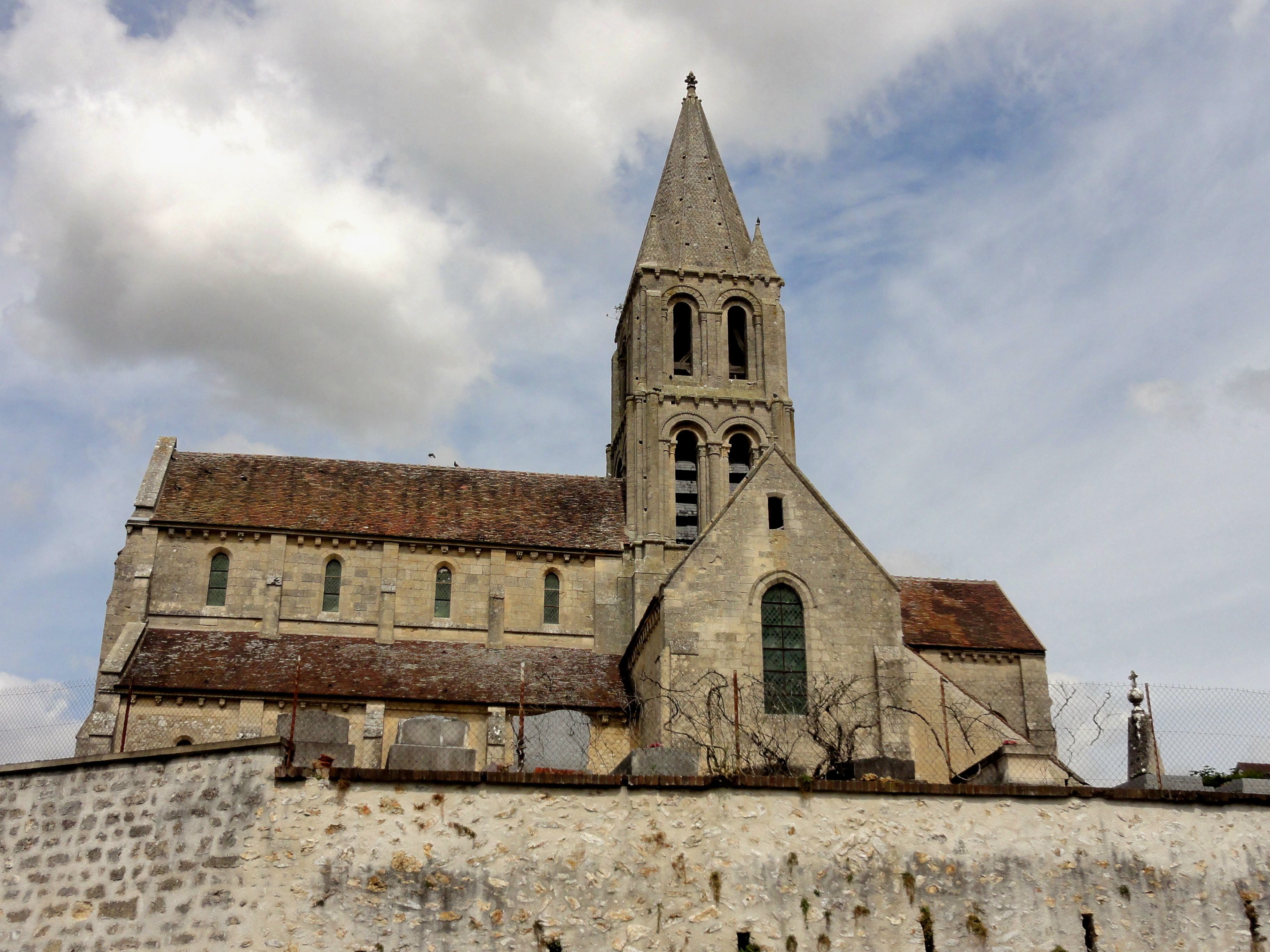
Vue depuis le sud.

L'église est située dans le département français du Val-d'Oise, dans le Vexin français et dans la vallée de la Viosne, sur la commune de Santeuil, rue de l'Église. Elle est bâtie sur une proéminence du flanc de colline contre laquelle le village est adossée, et domine ainsi toute la partie ancienne du village, si bien qu'elle est visible de loin dans une partie de la vallée. Cependant, étant située plus basse que les plateaux dans lesquels la vallée de la Viosne s'est creusée, seulement la flèche du clocher est visible en s'approchant de Santeuil par les plateaux, depuis l'ouest et l'est. Le cimetière entoure toujours l'église, à l'ouest, au sud et à l'est, tandis que la rue de l'Église passe près de l'élévation nord. Il est situé à un niveau supérieur que les rues qui le délimitent, à savoir la rue de l'Église au nord et à l'ouest et la Côte du Colombier au sud, et cette différence de niveau nécessite un mur de soutènement qui fait qu'il faut gravir plusieurs marches d'escalier pour accéder au cimetière et donc à l'église. Cette situation topographique particulière fait que l'église est exposée comme sur un présentoir et marque particulièrement la silhouette du village, lui donnant son cachet individuel. En même temps, seulement les parties hautes de l'église sont visibles depuis les voies qui l'entourent directement, du fait des murs de soutènement et de la différence de niveau. Pour bien voir l'élévation sud et le chevet, il faut pénétrer dans le cimetière et reculer jusqu'à ses limites. Aucune autre construction ne s'approche de l'église, si bien que l'on peut en faire le tour et qu'aucune partie n'est dissimulée.

## Historique

### Les origines

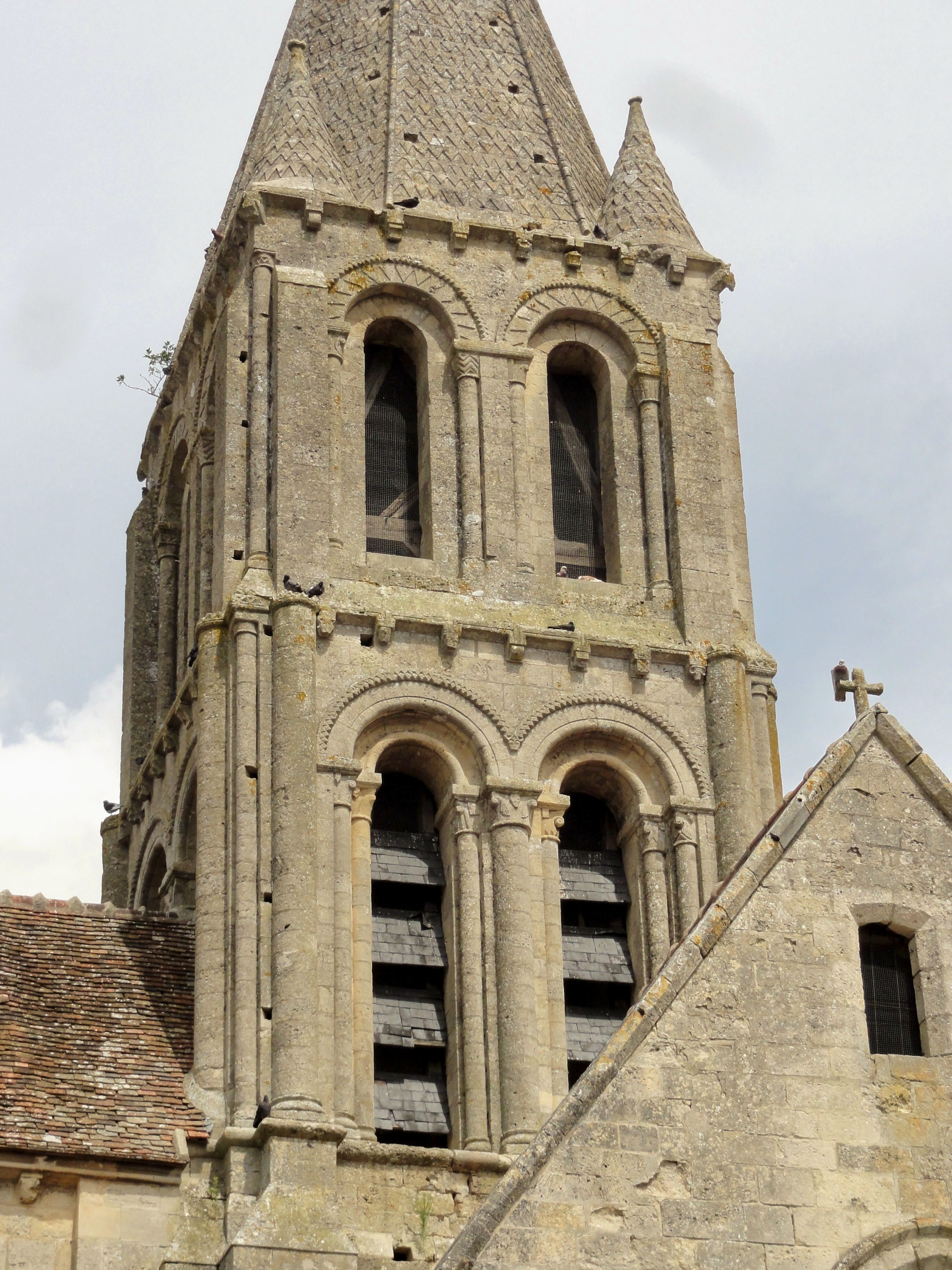
Clocher, côté sud.

L'église de Santeuil était initialement placée sous le patronage de saint Romain, et dépendait du doyenné de Meulan et de l'archidiocèse de Rouen jusqu'à la Révolution française. Aucun document d'archives renseignant sur l'histoire de l'édifice et ses campagnes de construction n'est connu. L'analyse archéologique permet aisément de distinguer deux campagnes de construction bien distinctes, la première étant située au second quart du XIIe siècle et porte sur le transept, le clocher et le chœur, et la seconde étant située au premier quart du XIIIe siècle et porte sur la nef avec les bas-côtés. La voûte de la base du clocher, qui est en même temps la croisée du transept, a été refaite pendant le XIIIe siècle, sans doute dès la seconde campagne. Pendant le dernier quart du XVe siècle, un nouveau portail a été percé dans le bas-côté sud, et le portail dans le mur occidental du croisillon sud a sans doute été bouché en même temps. Les auteurs ayant étudié l'église à de différentes époques s'accordent pour la datation à quelques détails près. Eugène Lefèvre-Pontalis pense que la façade occidentale serait contemporaine des parties orientales, avis non partagé par les autres auteurs. En tout cas, la tourelle d'escalier est postérieure à l'achèvement de la façade, car son mur recouvre en partie un contrefort plat de cette façade. Pour Pierre Coquelle, Eugène Lefèvre-Pontalis et Monique Rivoire, le clocher est contemporain des parties orientales et caractéristique du milieu du XIIe siècle, voire de la première moitié du XIIe siècle, alors que Maryse Bideault et Claudine Lautier le datent du début du XIIIe siècle, tout en insistant sur son caractère encore roman, et sans expliquer leur avis qui peut paraître surprenant,,,. 

### Les évolutions depuis la fin de la construction

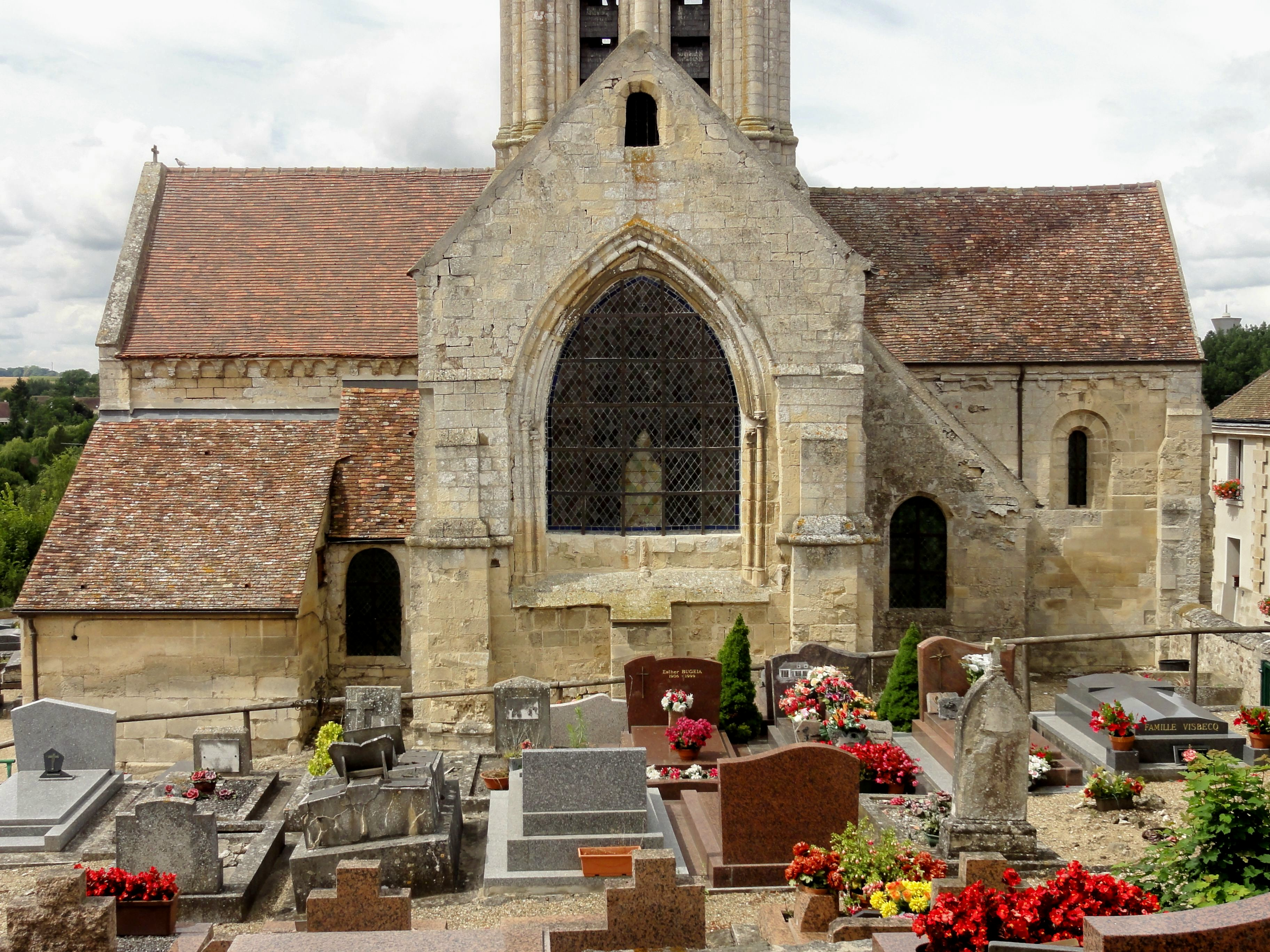
Le chevet avec la vaste baie du XIVe siècle.

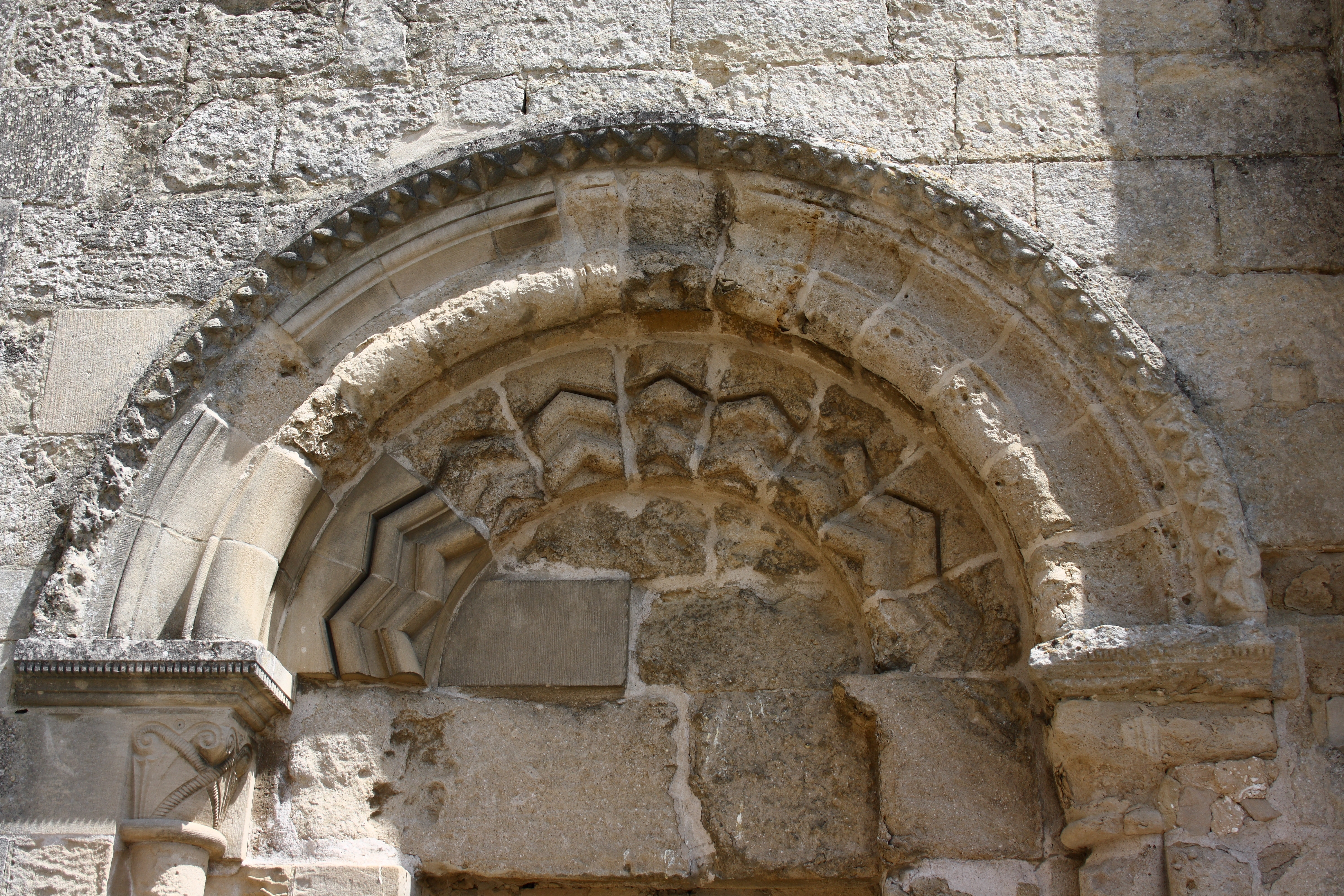
Archivolte du portail roman bouché.

L'église Saint-Pierre-et-Saint-Paul est l'un des rares édifices religieux du Vexin à avoir été plus ou moins épargnés de ravages pendant la guerre de Cent Ans. En effet, surtout sous les occupations successives par les Anglais pendant la première moitié du XVe siècle, la plupart des églises du Vexin ont été incendiées ou partiellement détruites. Des reconstructions dans le style gothique flamboyant puis Renaissance à partir du dernier quart du XVe siècle en a été la conséquence, faisant disparaître de nombreux nefs et chœurs du Moyen Âge. Ce n'est pas le cas de l'église de Santeuil, et elle en tient une relative homogénéité stylistique qui est l'exception pour les églises des XIIe et XIIIe siècles dans la région, et qui se rencontre plutôt chez les églises presque entièrement reconstruites après la guerre de Cent Ans. Cependant, des modifications mineures ont été apportées à l'église, concernant notamment les fenêtres, et visant à améliorer son éclairage par la lumière naturelle. Ainsi, les deux croisillons du transept sont pourvus de fenêtres en arc brisé plus grandes que les fenêtres romanes primitives, sans doute au XIIIe siècle ; une vaste baie est ménagée dans le chevet au XIVe siècle ; les deux grandes fenêtres en plein cintre dans le mur méridional du chœur et les deux autres dans les murs orientaux des chapelles orientées ont probablement été percées au XVIIIe siècle ; et les fenêtres latérales des bas-côtés ont été refaites à l'époque moderne et une seconde fois à la fin du XIXe siècle. Subsistent donc d'origine, les fenêtres de la façade occidentale, les fenêtres hautes de la nef, les trois fenêtres latérales des croisillons qui subsistent (donc une donnant sur les combles de la sacristie), et les deux fenêtres au nord du chœur (dont une bouchée). Également pour des raisons pratiques, les colonnes de l'arcade séparant la croisée du transept du chœur ont été coupées à mi-hauteur, et les piles du clocher ont été évasées en dessous, afin d'améliorer la visibilité du sanctuaire depuis la nef. En effet, l'écart entre les colonnes n'est que de 1,80 m, ce qui est un défaut de conception de l'église. Lors d'une restauration qualifiée de récente par Eugène Lefèvre-Pontalis en 1886, les faisceaux de cinq colonnettes contre le mur du croisillon nord ont été remplacés par des faisceaux de trois colonnettes par simple économie. D'autres modifications s'expliquent moins bien, à savoir la suppression de la double archivolte avec ses colonnettes à chapiteaux devant la chapelle orientée sud, et le bouchage de l'étroit passage entre le croisillon nord et le chœur, en 1920. Reste à mentionner l'ajout de la sacristie dans l'angle entre croisillon sud et chapelle orientée sud, à une époque indéterminée,,.
Sous l'initiative de L. Magne qui signale son mauvais état en 1890,, l'édifice est classé au titre des monuments historiques par arrêté du 30 octobre 1894. Les premières restaurations, dont celle à l'intérieur du bas-côté nord, sont donc antérieures au classement. À la suite de ce classement, de nombreux travaux sont entrepris pendant plusieurs décennies. En plus de la réfection des fenêtres des bas-côtés, dont le caractère roman est rétabli, les contreforts sont réparés et les corniches restaurées, et beaucoup de modillons sont remplacés. En 1905 et 1906, le tiers supérieur de la flèche en pierre est entièrement reconstruit. Les charpentes et couvertures sont réparées, des rejointoiements sont effectués dans les parois tant à l'extérieur qu'à l'intérieur, les baies des tribunes ouvertes sur combles sont débouchées, les arcs des voûtes et une partie des bases des colonnes sont refaits. Un dégagement de l'extérieur de l'église a lieu en 1922 et 1923. L'architecte en chef des monuments historiques chargé de la direction du chantier est Gabriel Ruprich-Robert à partir de 1908, puis Jules Formigé entre 1927 et 1942. Il s'occupe en particulier des supports (colonnes, bases et chapiteaux) dont les parties détériorées sont remplacées, et fait restaurer l'ensemble des parois de l'église,.

## Description

### Aperçu général

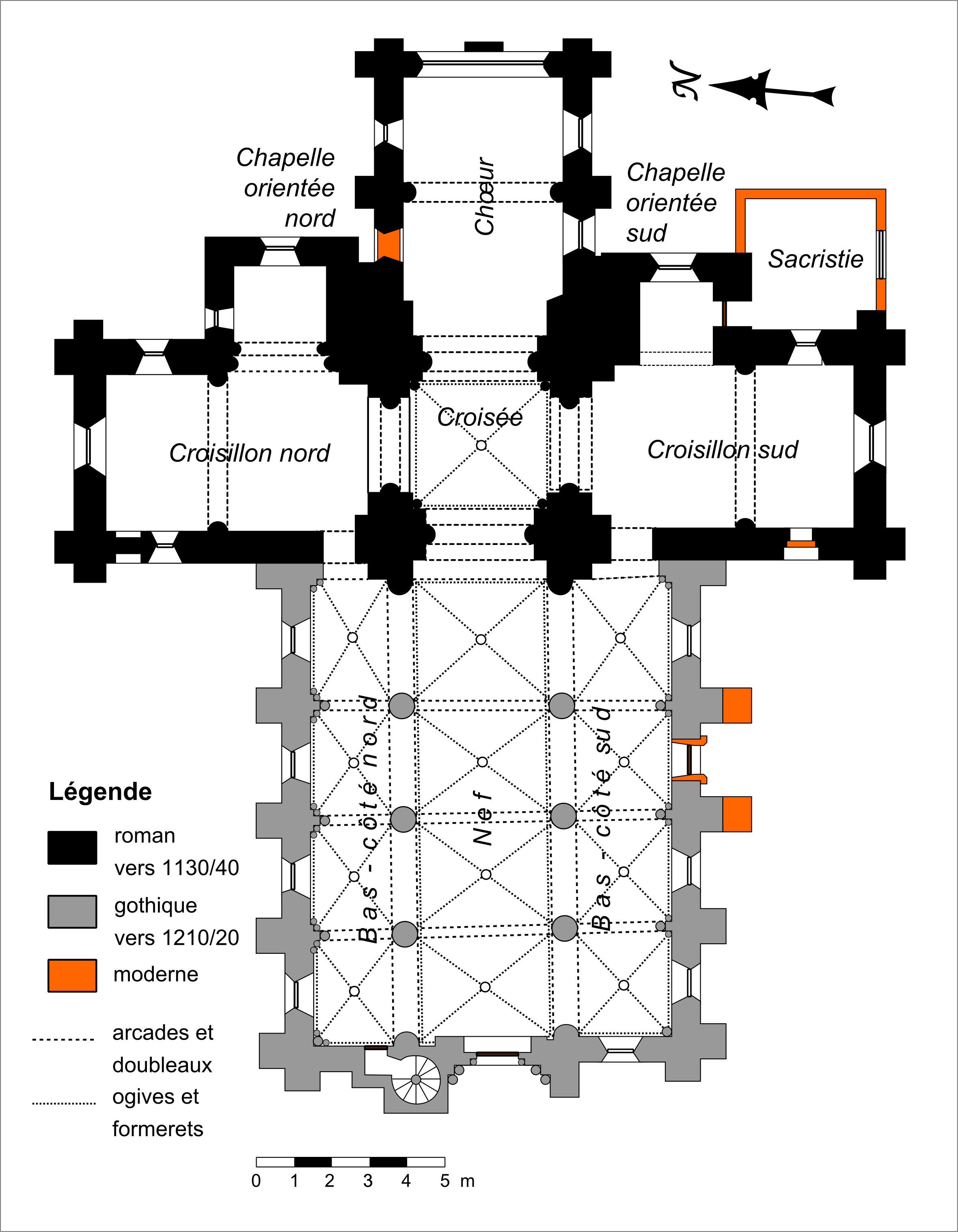
Plan de l'église.

L'église se présente dans ses grands traits dans la même apparence que lors de son achèvement vers 1220. Régulièrement orientée et de plan cruciforme, elle se compose d'une nef de quatre travées accompagnée de bas-côtés ; d'un transept nettement plus bas que la nef dont les croisillons comportent deux travées successives ; d'un clocher central se dressant au-dessus de la croisée du transept ; d'un chœur rectangulaire de deux travées se terminant par un chevet plat ; de deux chapelles orientées à l'est des croisillons ; et d'une sacristie à l'angle entre le croisillon et la chapelle orientée sud. La nef, les bas-côtés et la croisée du transept sont voûtés d'ogives ; et les croisillons, les chapelles orientées et le chœur sont voûtés en berceau brisé. L'église possède deux accès, le portail occidental et le portail latéral du bas-côté sud, celui du croisillon sud et un autre portail dans le mur occidental du bas-côté nord restant bouchés. De l'extérieur, les toitures présentent des pignons aux quatre extrémités. Les bas-côtés, les chapelles orientées et la sacristie sont recouverts de toits en appentis. Puisque le toit en appentis de la chapelle du nord prend appui contre le mur du chœur et non contre celui du croisillon, la première baie au nord du chœur est obturée, ce qui fait penser qu'il ne s'agit pas d'une disposition d'origine. Une tourelle d'escalier flanque la façade occidentale à gauche de la nef,,.

### Intérieur

#### Nef

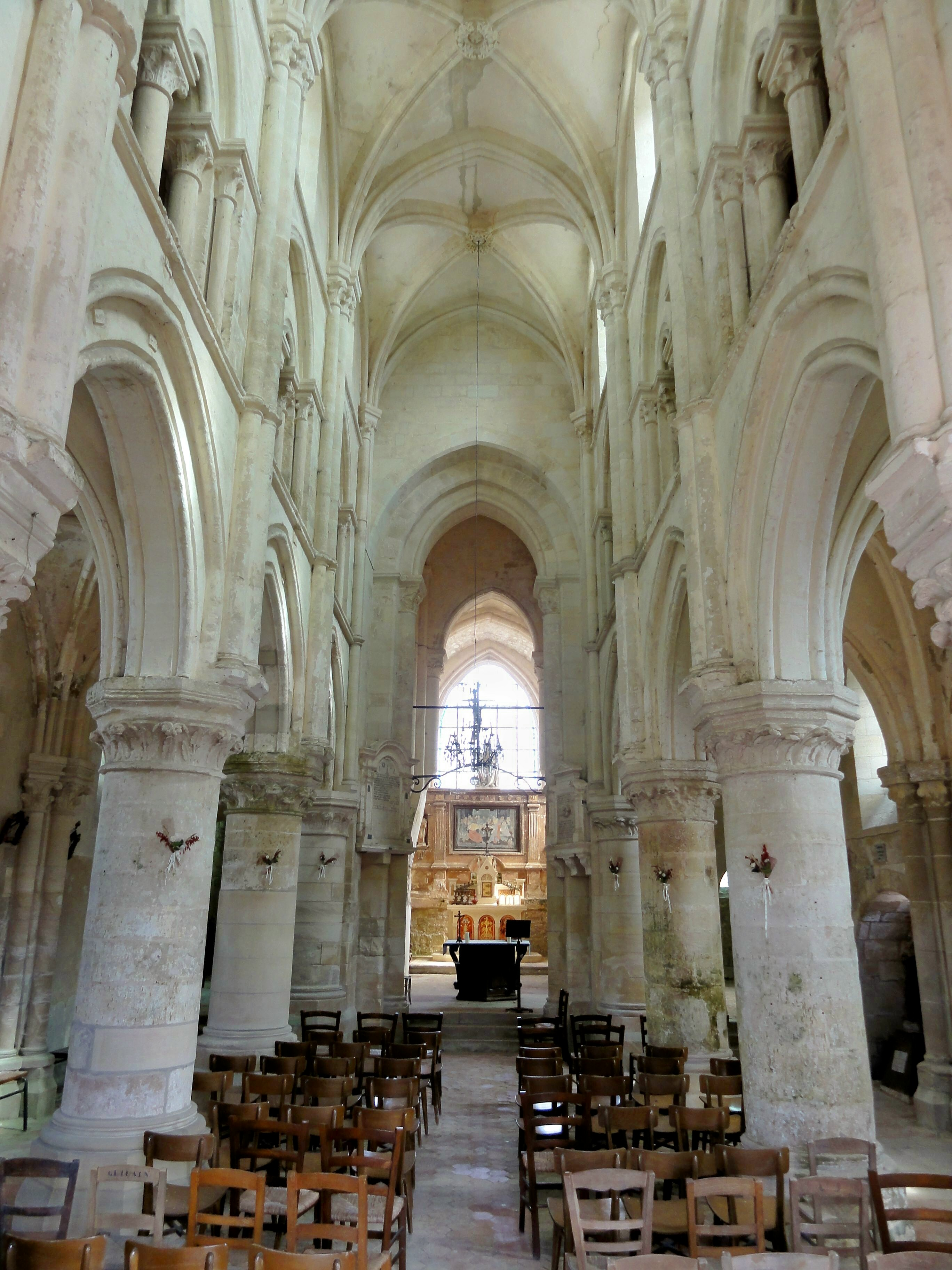
Nef, vue vers l'est.

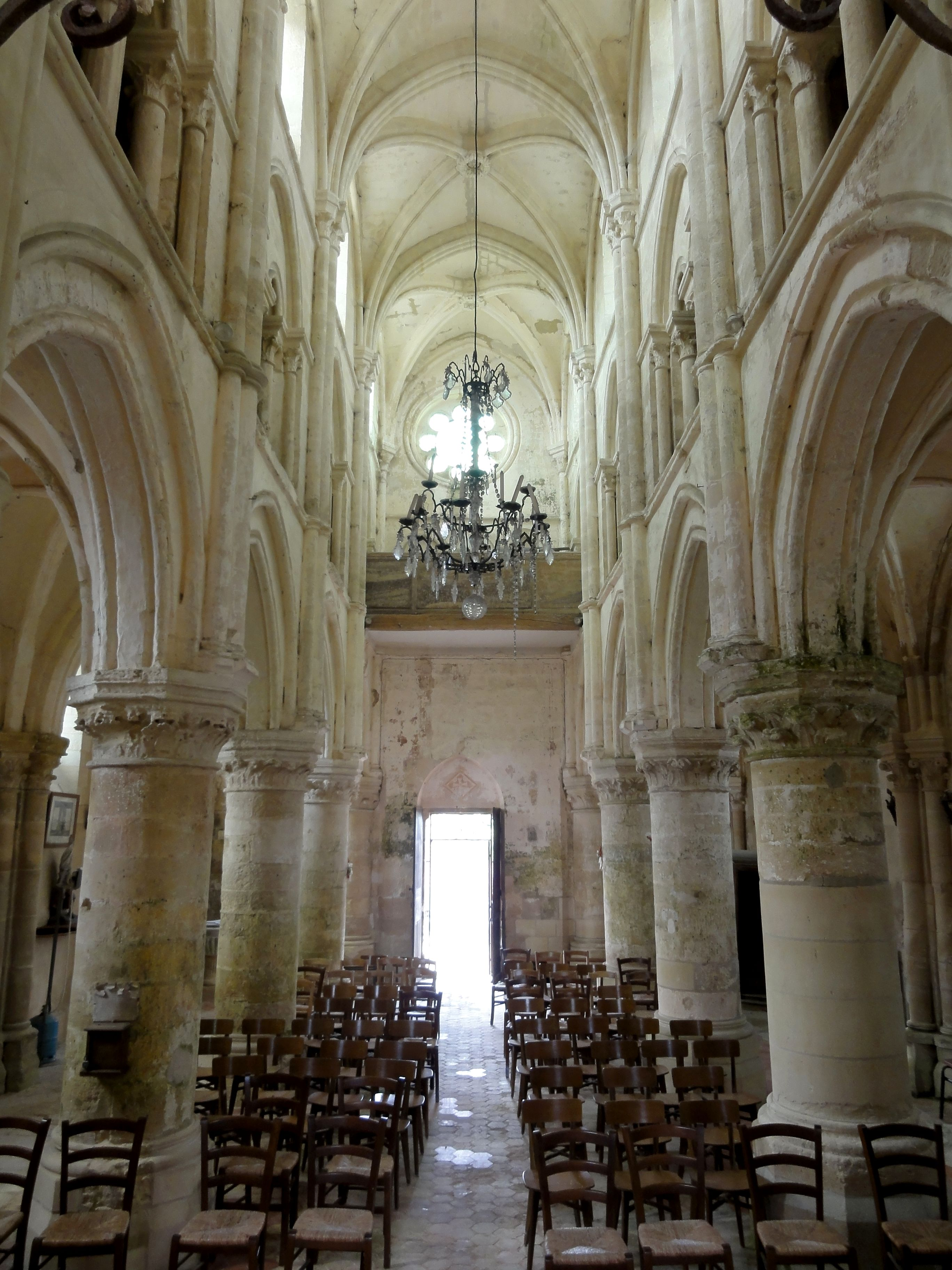
Nef, vue vers l'ouest.

La nef ne mesure que 3,50 m de largeur à l'intérieur, ce qui permet de ne placer que cinq chaises de front entre les piliers. C'est le clocher qui a commandé la largeur de la nef, car leur largeur est extérieurement la même. Ainsi, la nef peut efficacement contrebuter le clocher, dont le premier étage est dépourvu de contreforts. Quatre grandes arcades en tiers-point font communiquer la nef avec ses bas-côtés, qui sont encore plus étroits et ne servent que de couloirs de dégagement. Des chaises sont toutefois placées sous les grandes arcades afin de remédier au manque de place. Les arcades reposent sur des piliers cylindriques isolés appareillés en tambour. Les corbeilles des chapiteaux sont de faible hauteur par rapport aux tailloirs octogonaux, ornés de deux baguettes en leur milieu. Tous les chapiteaux sont sculptés de crochets, mais néanmoins tous différents, et Monique Rivoire souligne la qualité d'exécution. Comme motifs, l'on trouve de larges feuilles côtelées terminées en enroulement charnus ou des boutons qui se recourbent, avec parfois de petites feuilles à leur base, séparées par des feuilles plates ; des crochets alternant sur deux rangs ; et des feuilles découpés qui s'enroulent autour de la corbeille comme si elles étaient inclinées par le vent. Outre les grandes arcades, les tailloirs reçoivent les faisceaux de trois colonnettes qui descendent des hautes voûtes de la nef, ainsi que les doubleaux et ogives des bas-côtés. Les grandes arcades elles-mêmes sont à double rouleau, mais le tore extérieur ne peut achever sa trajectoire en raison des colonnettes, et descend donc par une ligne droite. Ce compromis a été retenu pour obtenir une ouverture maximale des grandes arcades. Leurs arêtes sont occupées par un petit tore et le profil de l'intrados est donc d'un méplat entre deux tores dégagés par des cavets. Au-dessus de l'étage des grandes arcades, un bandeau mouluré sert d'appui aux baies de la galerie ouverte sur combles, et à l'instar du tore qui sépare cet étage de celui des fenêtres hautes, sa fonction est de renforcer le caractère élancé de la nef et la verticalité, car les lignes verticales permettent à l'œil humain d'apprécier la distance et donc la hauteur. Le bandeau inclut les supports des hautes voûtes, où il prend la forme de bagues,,.
Les baies du faux triforium ou des galeries ouvertes sur combles s'ouvrent sous un arc de décharge brisé, qui repose sur deux colonnettes au chapiteaux de crochets dont les tailloirs moulurés s'approchent des supports des hauts voûtes, moulures qui se poursuit sur un court bandeau prenant le relais des tailloirs jusqu'aux supports. Sous chaque arc de décharge, les baies sont au nombre de trois, et repose sur trois colonnettes à chapiteaux de crochets qui prennent un léger recul par rapport à celles du premier. Ces trois colonnettes supportent un tympan non ajouré. La colonnette libre entre les deux baies est taillée à facettes une fois sur deux, et d'une travée sur l'autre, l'on trouve une telle colonnette alternativement au nord et au sud. Ce procédé qui vise à renforcer le jeu d'ombre et de lumière est très rare dans l'architecture gothique et ne se trouve guère que dans la collégiale Notre-Dame-en-Vaux de Châlons-en-Champagne et dans la crypte de l'église Saint-Étienne de Chamigny. Mis à part cette particularité, c'est la qualité de la sculpture des chapiteaux qui est à souligner. Les baies du faux triforium sont copiées sur celles du chœur de Notre-Dame-de-Paris, où il s'agit bien entendu d'un triforium véritable, c'est-à-dire avec un mur de refend. Ces galeries ouvertes sur combles se trouvent dans les églises de moindre importance dès le début de l'architecture gothique, et l'on en trouve des semblables dans les églises Saint-Aubin d'Ennery et Saint-Pierre-Saint-Paul de Gonesse, et d'une forme un peu différente, dans l'église de la Nativité de la Sainte-Vierge de Jouy-le-Moutier,,.
Un gros tore sépare l'étage des galeries de l'étage des fenêtres hautes. Immédiatement en dessus, suivent les chapiteaux des voûtes de la nef. Ceux qui correspondent aux doubleaux sont plus grands que ceux destinés aux ogives et formerets, qui sont placés en biais. Le profil des ogives est de deux tores séparés d'une arête, et celui des doubleaux s'en inspire, avec également deux tores séparés d'un méplat, car les doubleaux sont plus larges que les ogives. Les clés de voûte sont des petites rosaces d'une belle facture. Dans la nef, les voûtes sont à peine bombées. Les fenêtres hautes sont à lancette simple et leur arc brisé touche presque aux formerets. Ces petites fenêtres sans remplage sont un archaïsme qui exclut une période de construction postérieure à 1210 / 1220,,.

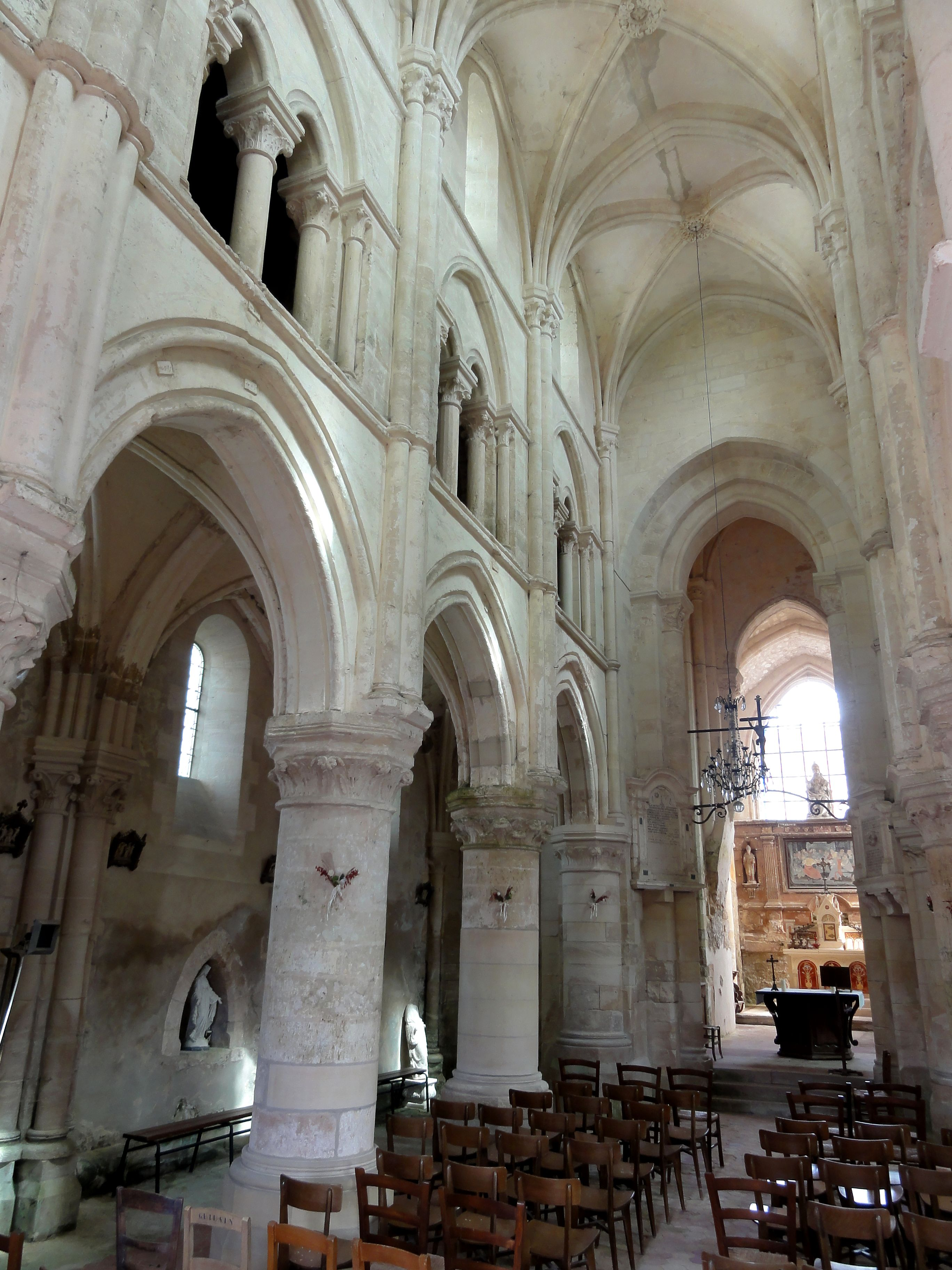
Nef, côté nord.
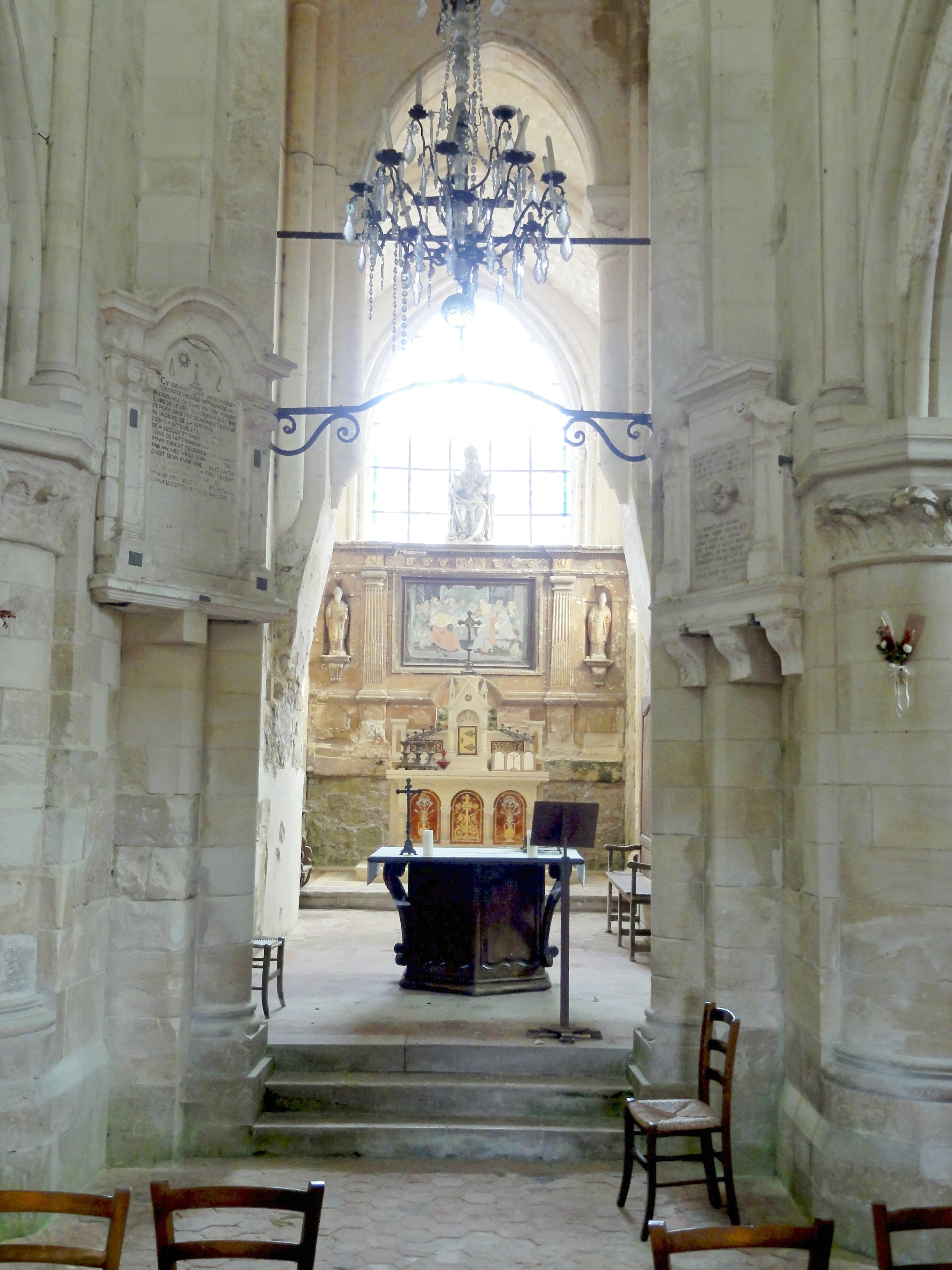
Arc triomphal.
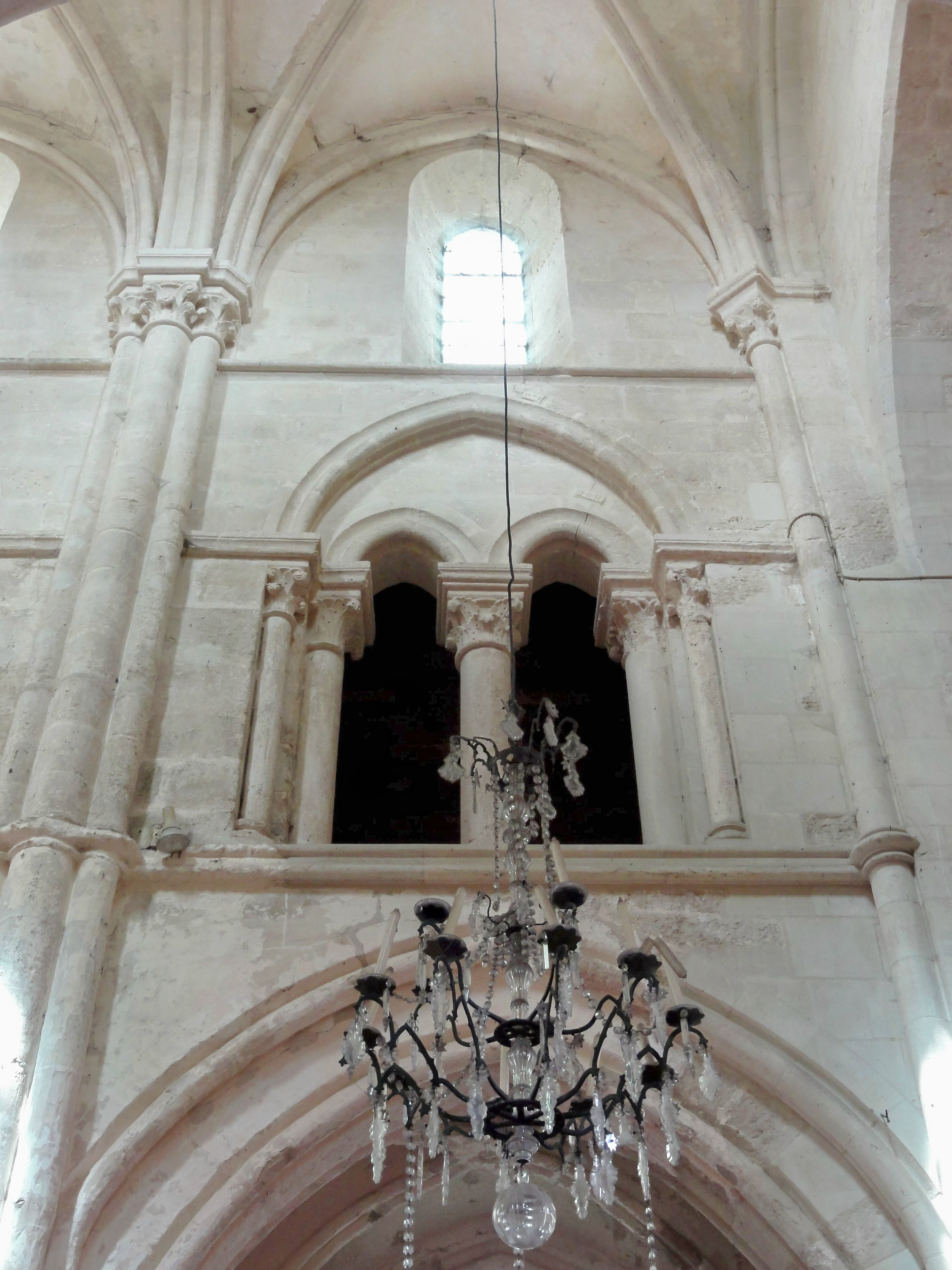
4e travée, parties hautes.
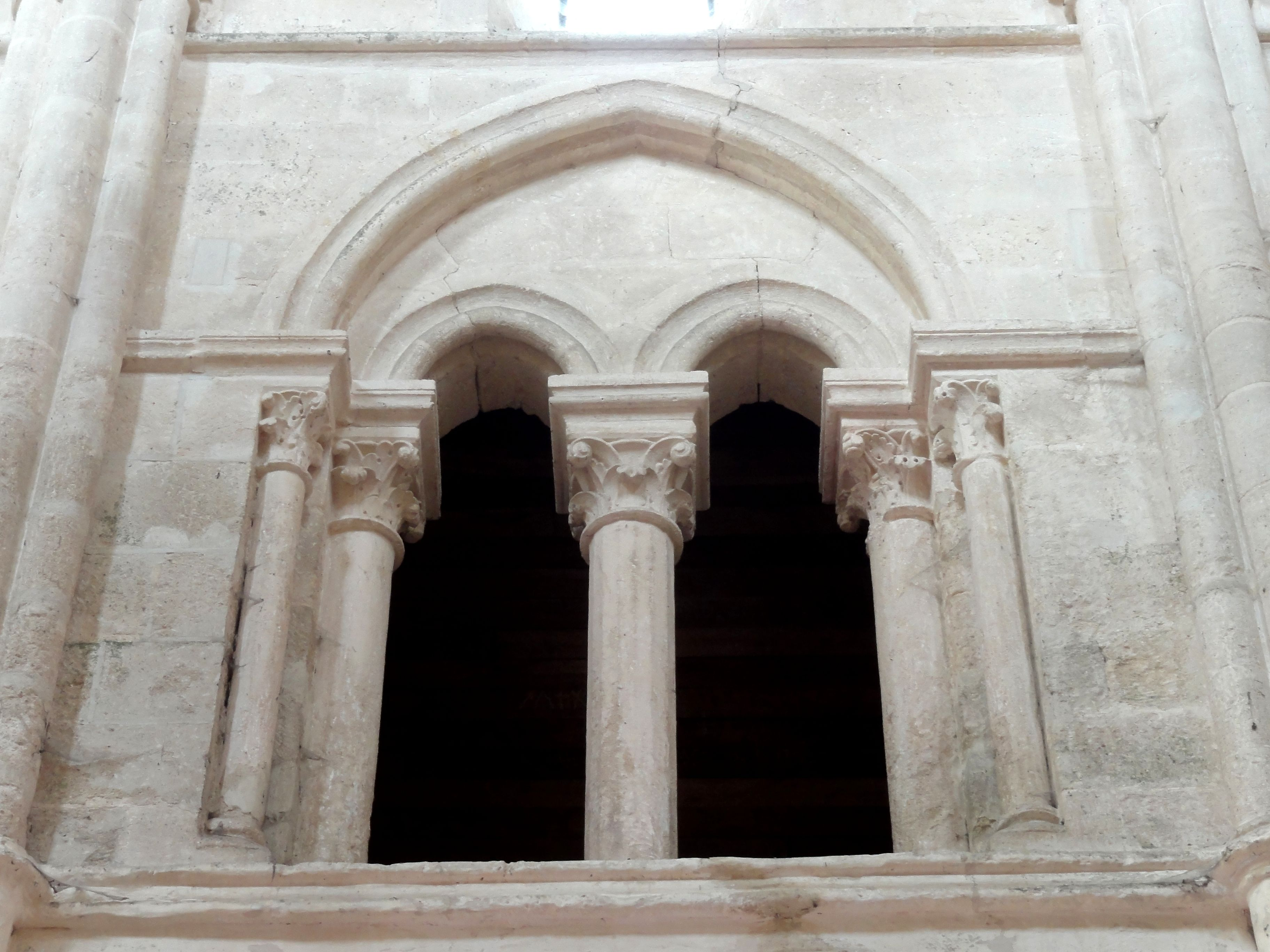
Galerie ouverte sur combles.
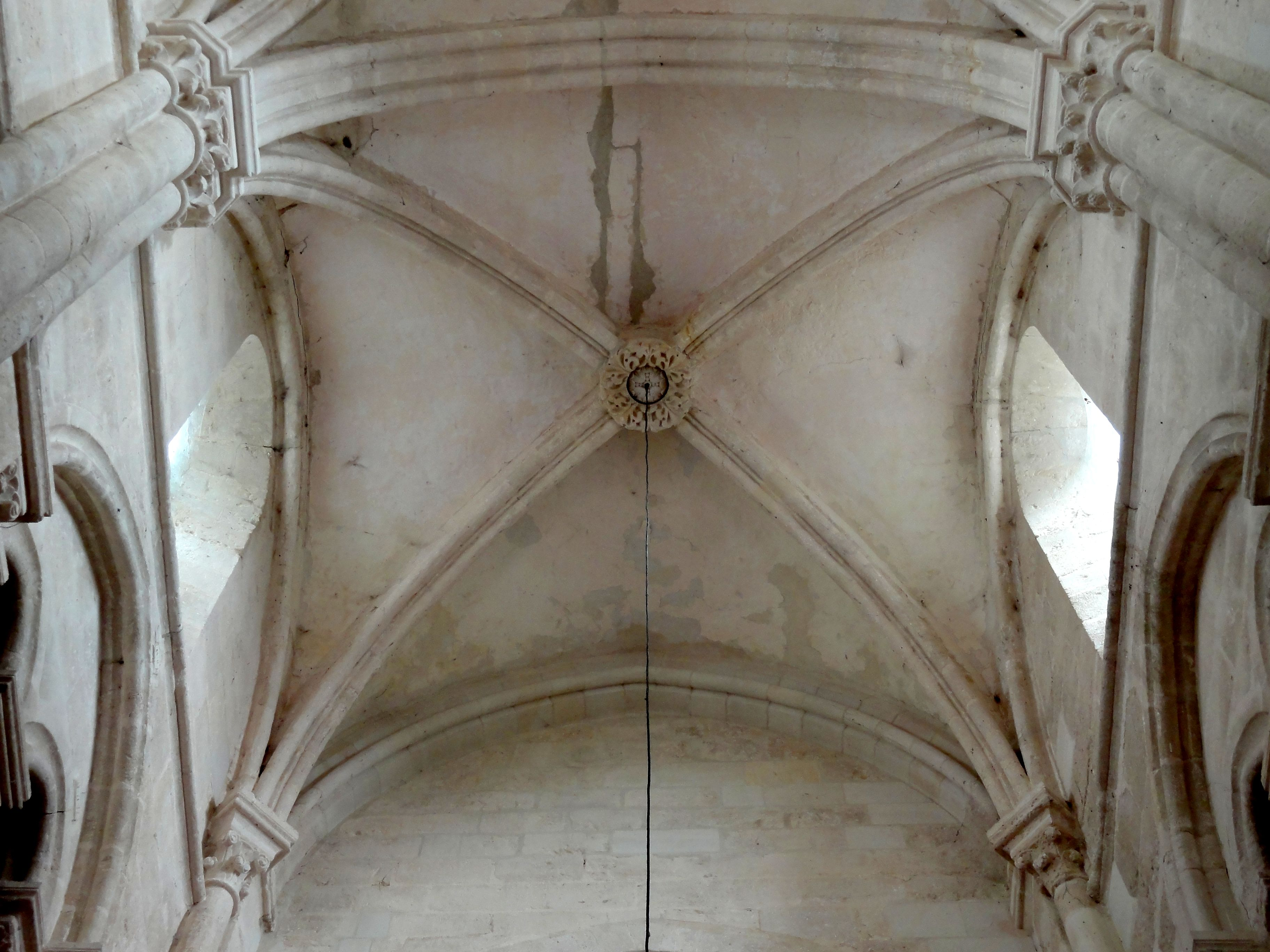
Voûte de la 1re travée.
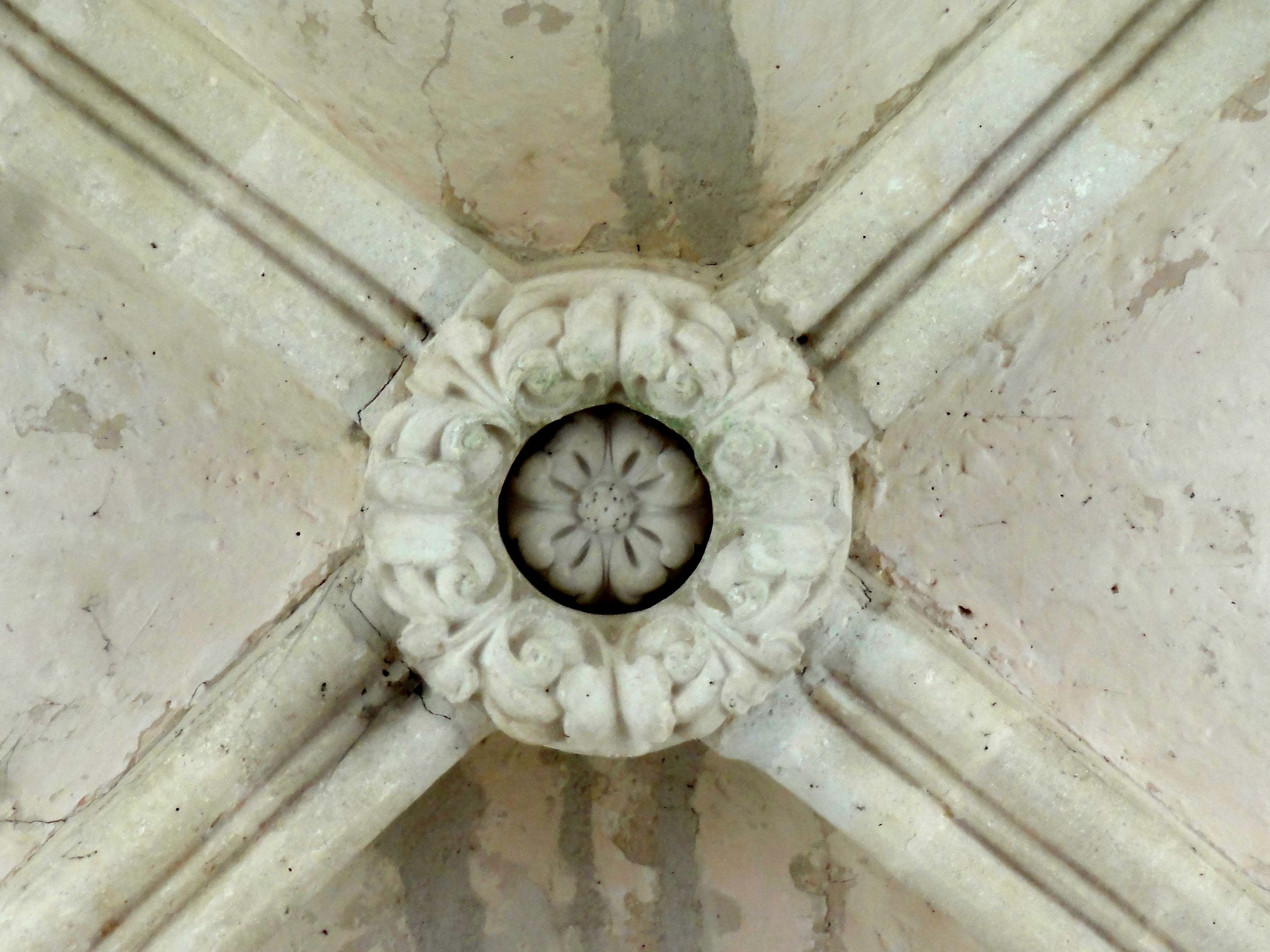
Clé de voûte de la 3e travée.

### Bas-côtés

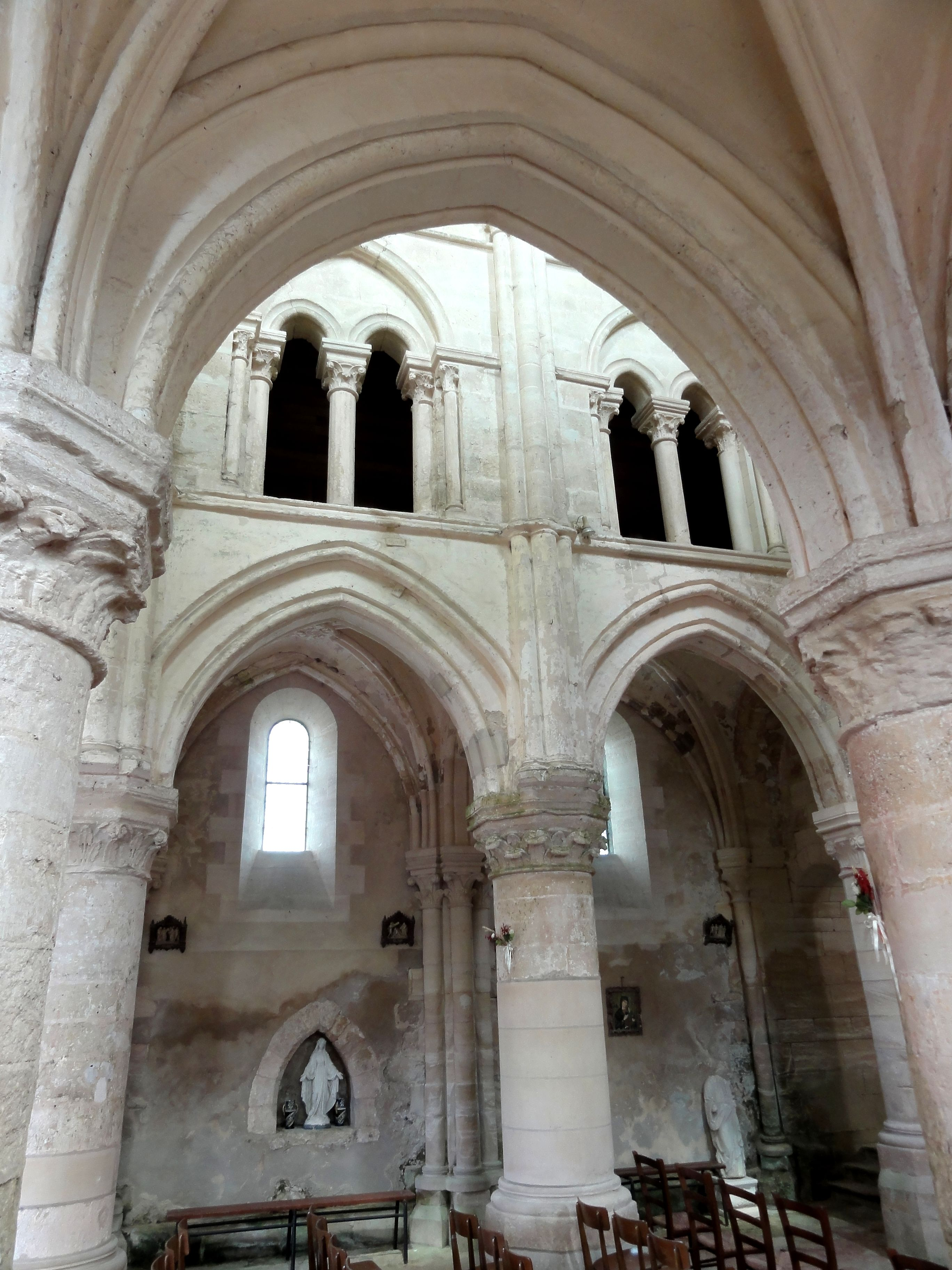
Vue par la 2e grande arcade du sud.

Les bas-côtés doivent leur caractère essentiellement aux grandes arcades. Du fait de leur étroitesse, les doubleaux sont extrêmement aigües, et les voûtes sont très bombées dans le sens nord-sud. Le doubleau secondaire des grandes arcades et les ogives s'interpénètrent avant de retomber sur les gros chapiteaux des piliers isolés, ce qui n'est pas le cas aux deux extrémités des bas-côtés. En dépit de la manque de place, et contrairement à la disposition adoptée pour la nef, les formerets disposent initialement de supports dédiés au droit des murs latéraux, où l'on trouve ainsi des faisceaux de cinq colonnettes du côté nord. Si ce n'est pas le cas dans le bas-côté sud, c'est le résultat d'une restauration pendant laquelle toutes les colonnettes et chapiteaux ont été remplacées, mais par mesure d'économie, l'on s'est contenté de faisceaux de trois colonnettes. Les nervures des voûtes ont le même profil que dans la nef, mais les clés de voûtes se présentent sous la forme de médaillons. Un seul médaillon est bien conservé au nord, et c'est également le seul qui s'accompagne d'une petite tête sculptée. Du côté de la façade occidentale, seul le bas-côté sud est percée d'une petite fenêtre en arc brisée largement ébrasée. Elle date d'origine, et son caractère archaïque peut expliquer qu'Eugène Lefèvre-Pontalis date la façade occidentale du milieu du XIIe siècle. Dans le bas-côté sud, la porte de la tourelle d'escalier se trouve à la place de cette fenêtre. Les extrémités orientales des bas-côtés font preuve d'un raccordement peu heureux avec les croisillons. Les piles carrées du clocher font saillie dans les bas-côtés, qui se terminent par un mur dans lequel une étroite arcade en plein cintre est percée. Au-dessus du mur, le dernier doubleau du bas-côté est seulement mouluré devant la pile du clocher. Seulement deux colonnettes à chapiteaux occupent les angles nord-est et sud-est des bas-côtés, ce qui montre que la moulure du dernier doubleau n'était pas destinée à être achevée. Les étroites arcades rappellent les passages berrichons qui sont fréquents dans les églises qui possèdent une nef-grange romane, plus large que la base du clocher. Restent à mentionner une petite niche dans la troisième travée du bas-côté nord, et une arcature aveugle dans la quatrième travée du bas-côté sud, pouvant correspondre à un enfeu disparu,,.

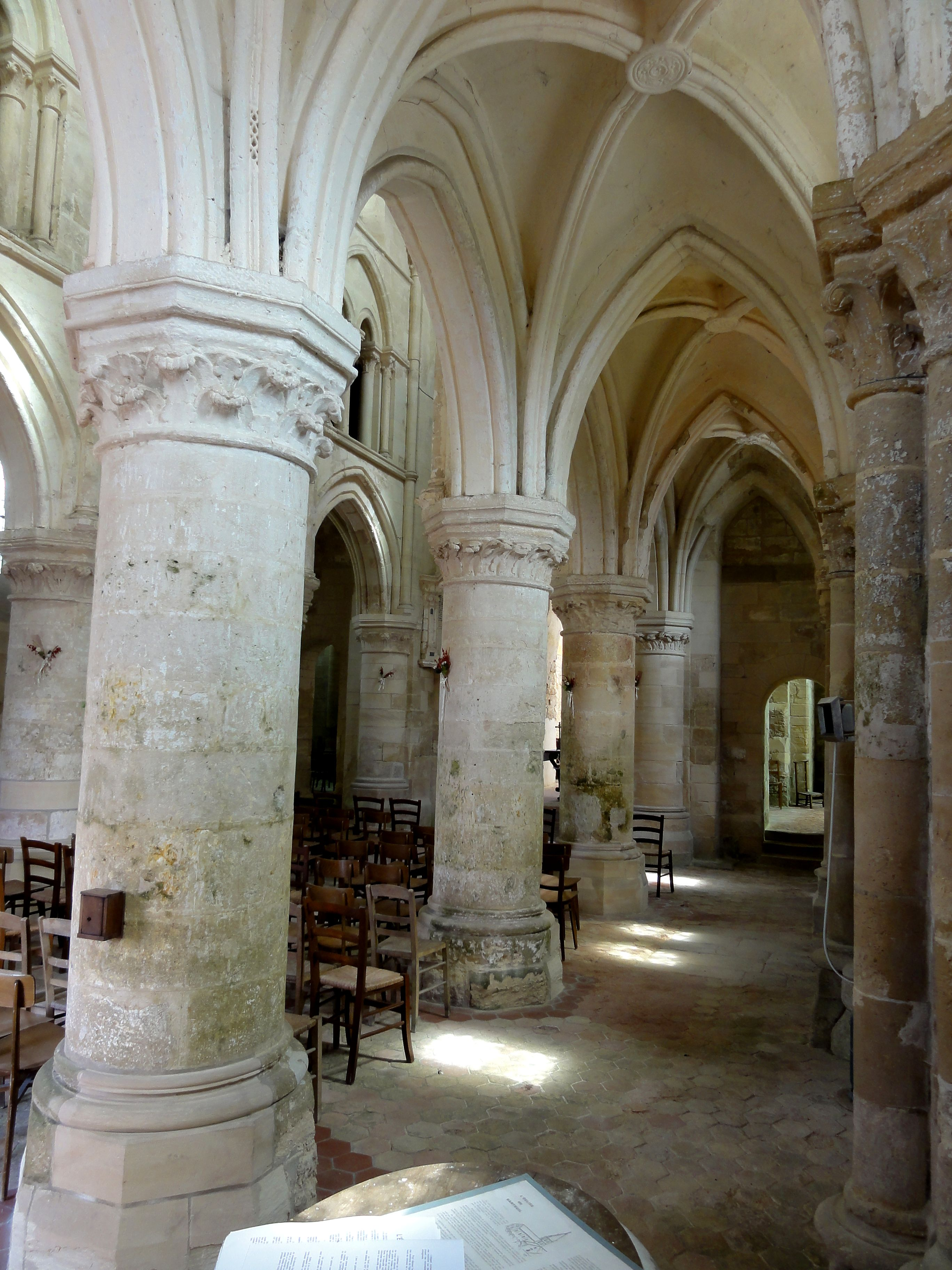
Bas-côté sud, vue vers l'est.
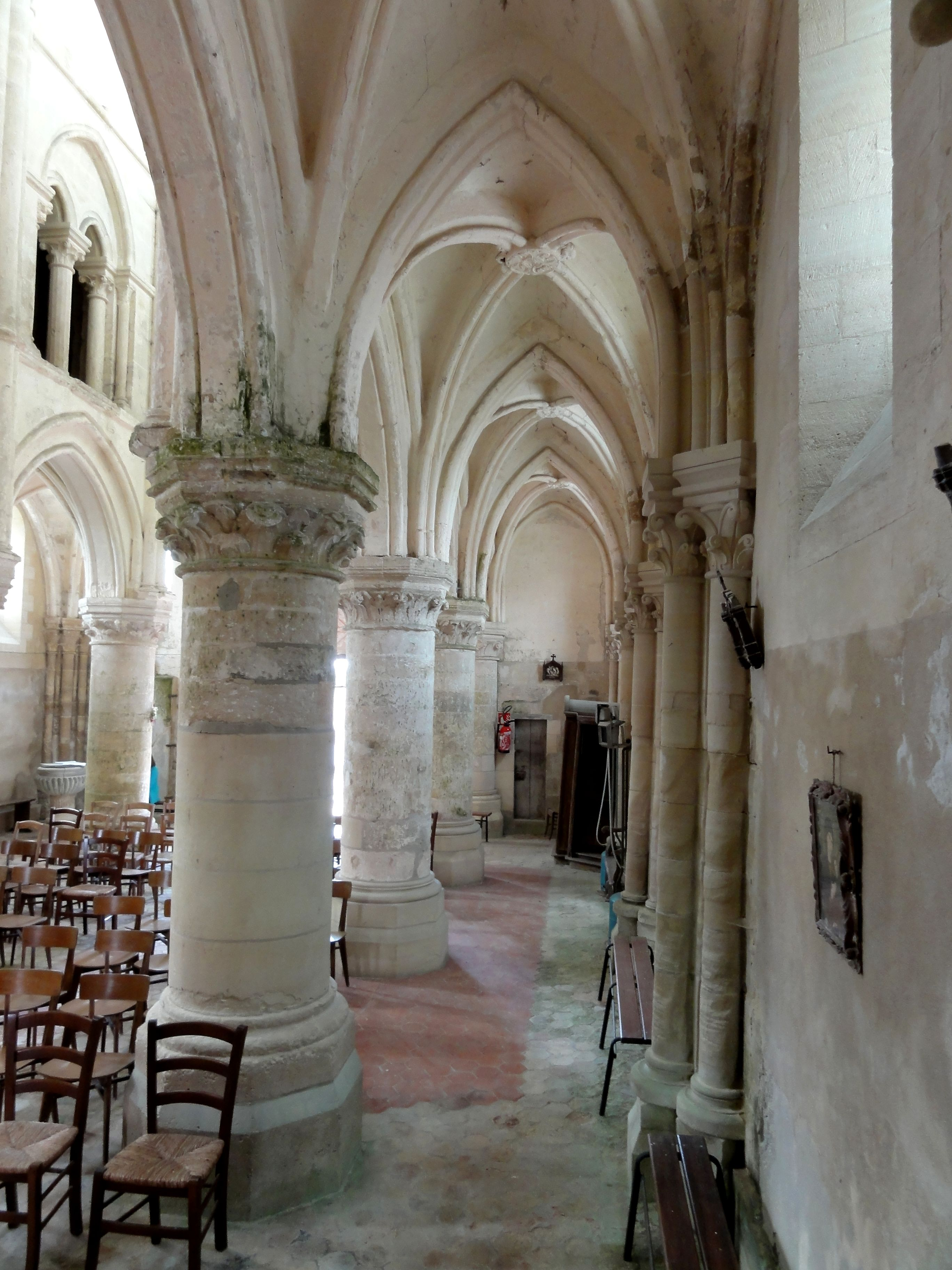
Bas-côté nord, vue vers l'ouest.
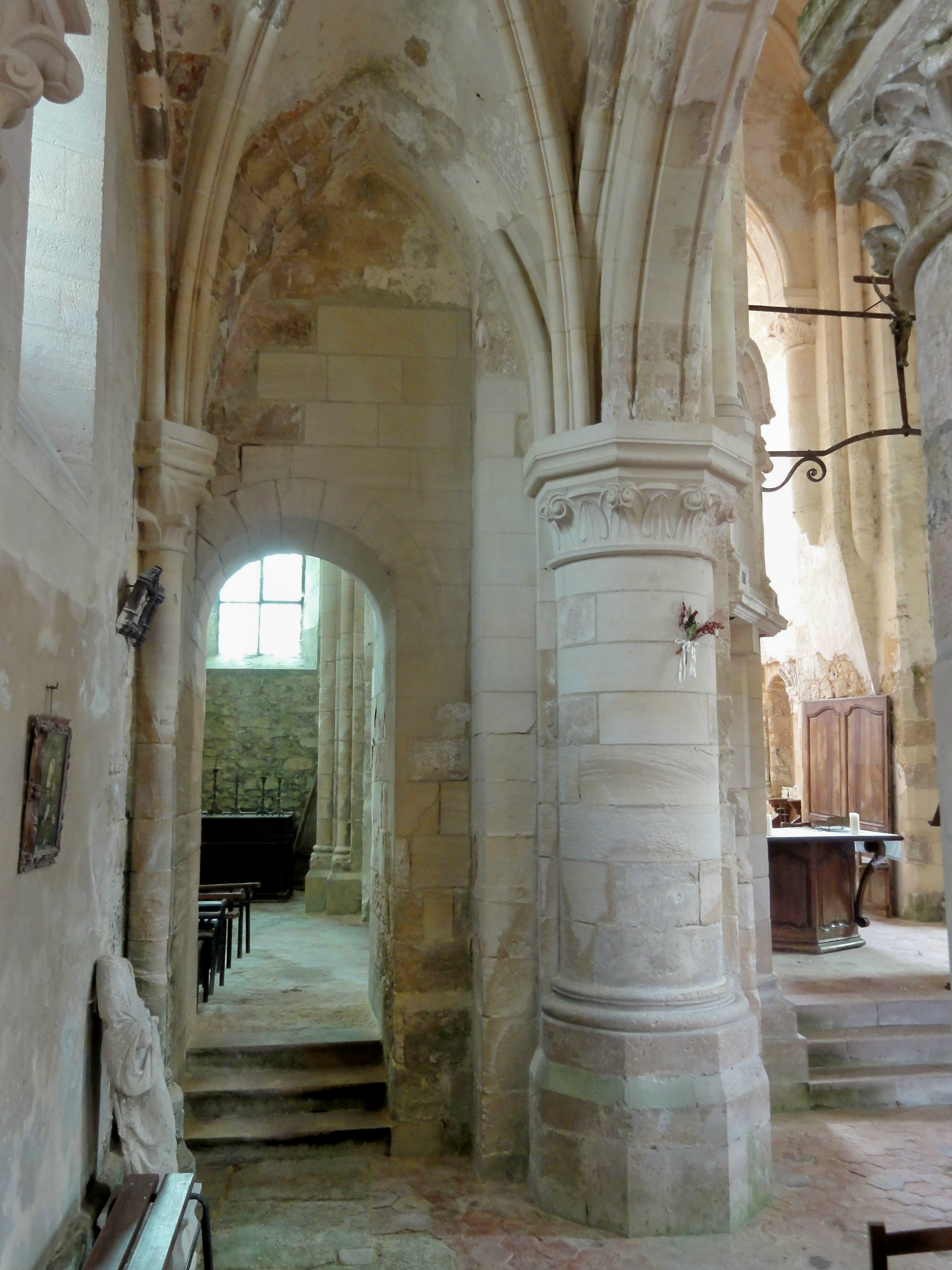
Bas-côté nord, extrémité est.
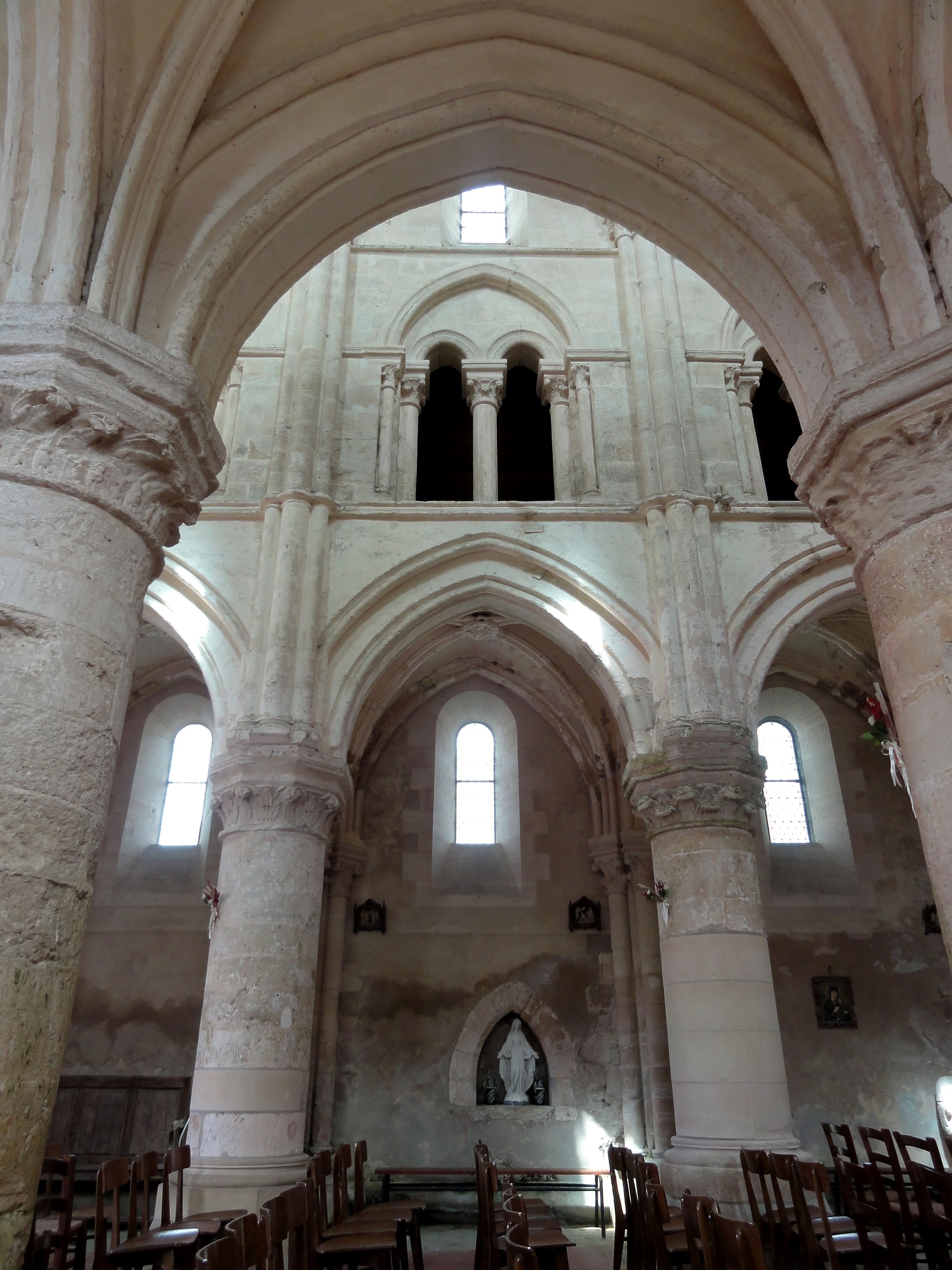
Vue par la 3e arcade du sud.
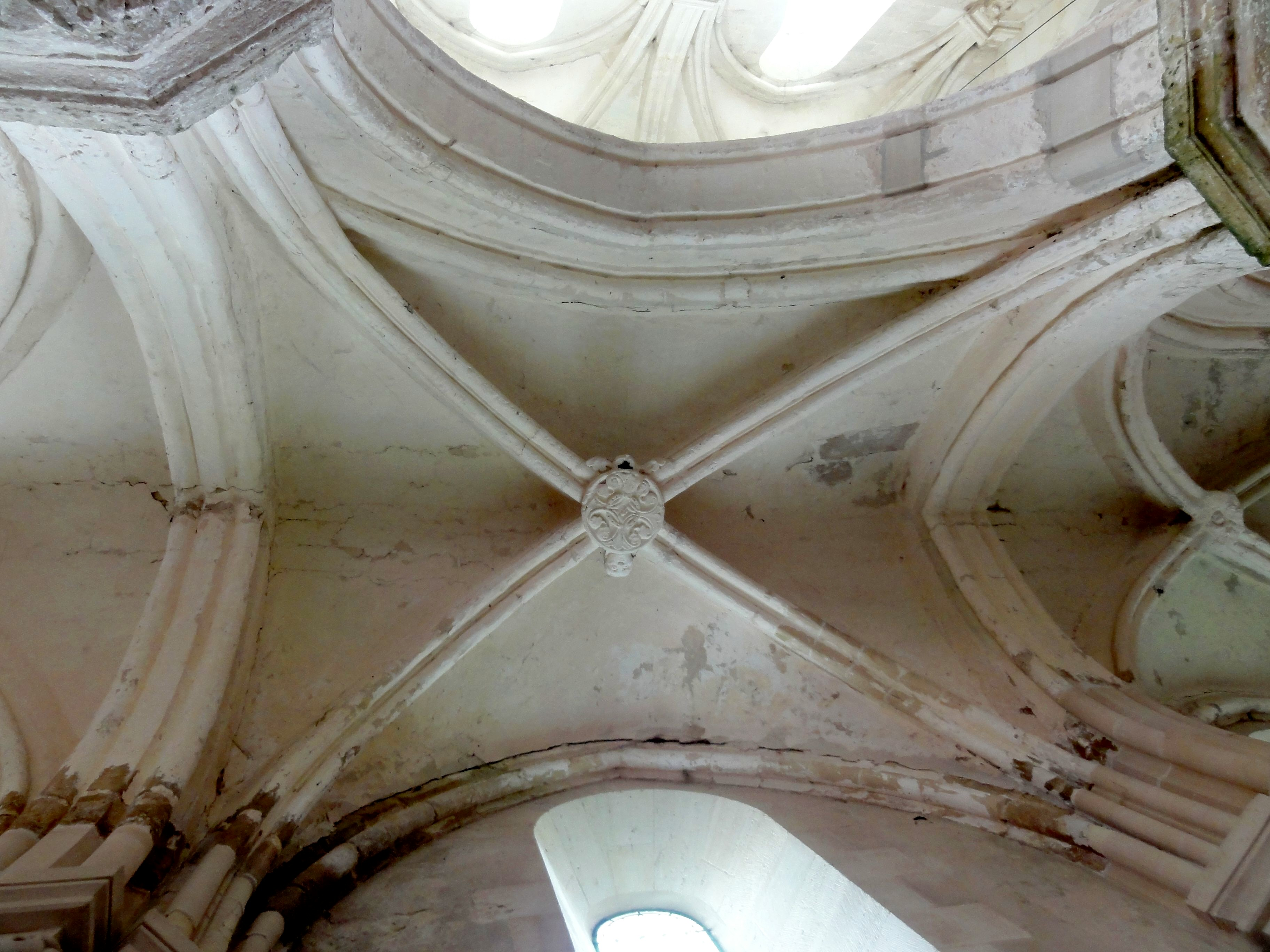
Voûte du bas-côté nord.
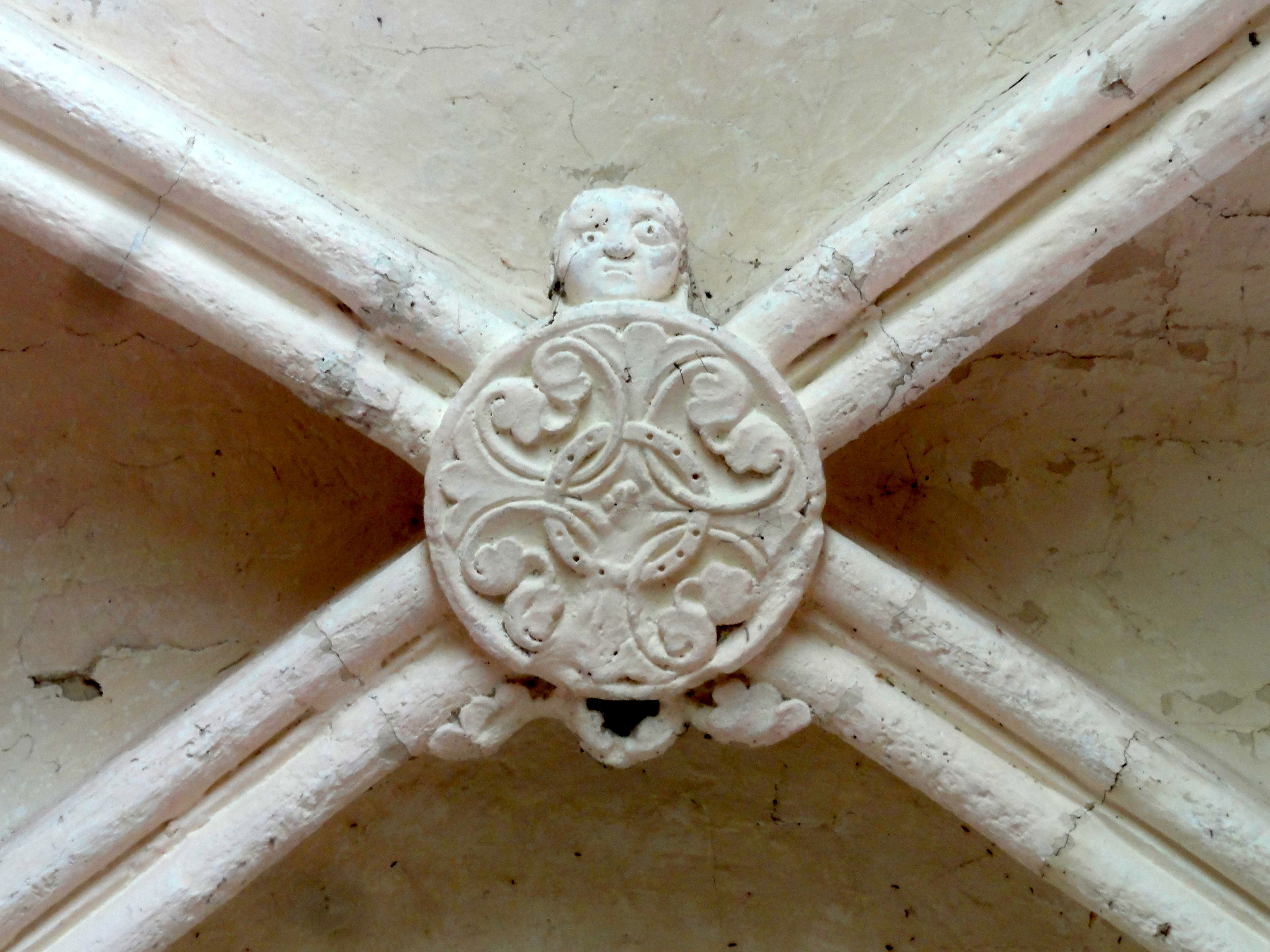
Clé de voûte au nord.

#### Croisée du transept

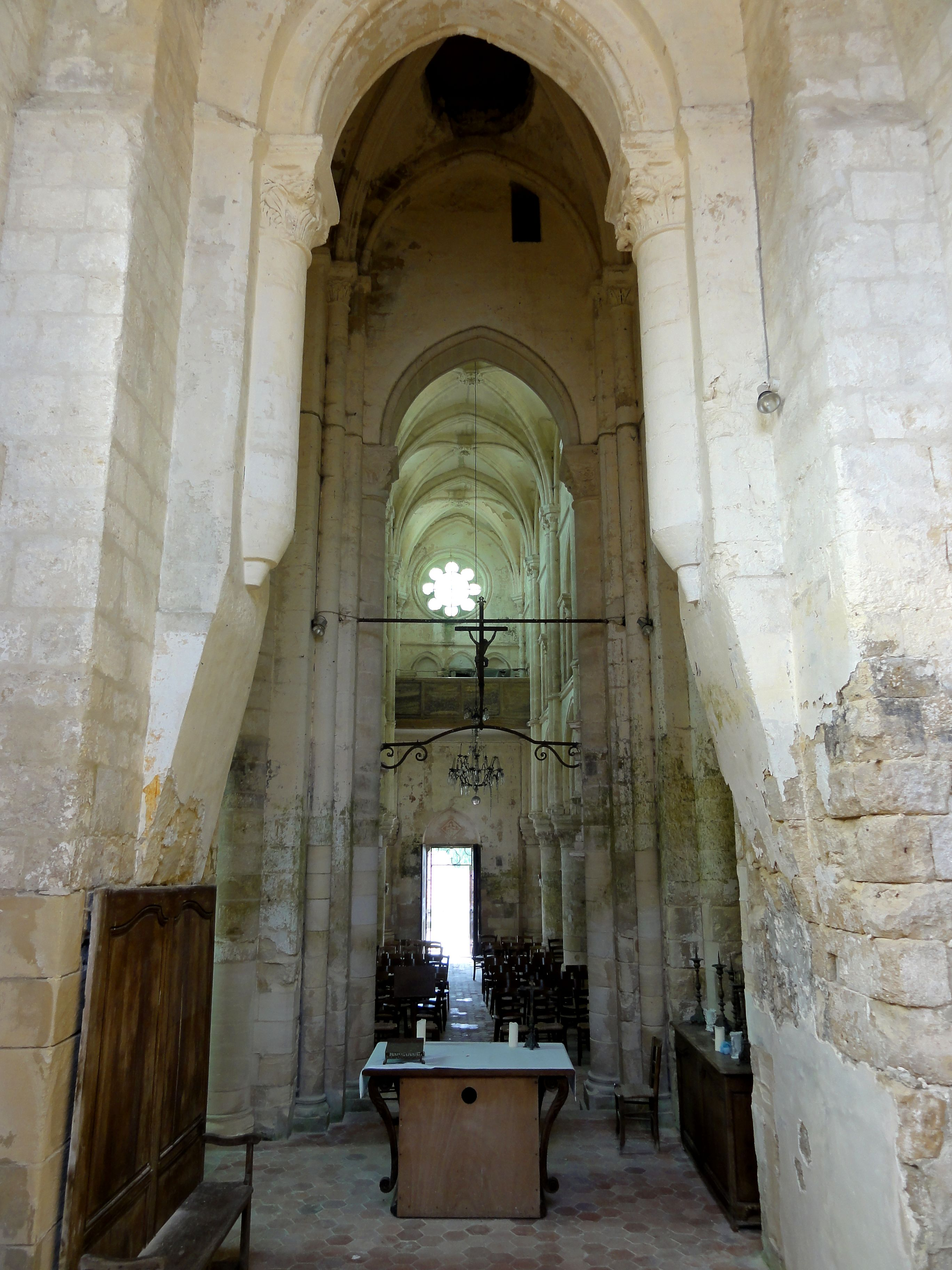
Vue dans la croisée du transept depuis le chœur.

Le clocher repose sur quatre piles de plan cruciforme, ou autrement dit, des piles carrées contre lesquelles des pilastres moins larges sont adossés. De grosses colonnes sont engagées dans chacun des huit pilastres tournées vers l'intérieur des ouvertures faisant communiquer la croisée du transept avec la nef, les croisillons et le chœur. Ces demi-colonnes supportent seulement des arcades brisées et non les voûtes en berceau des croisillons et du chœur. En effet, les voûtes commencent nettement en dessus des arcades. Les arêtes des arcades sont moulurées d'un tore dégagé par des cavets, ce qui n'est pas éloigné de la moulure des grandes arcades de la nef. Cependant, ces arcades sont doublés par un second rang de claveaux qui est aussi large que les pilastres sur lequel il repose. À l'intérieur de la croisée, ce second rang de claveaux est portée à proximité de la voûte et décoré d'un tore. Du côté de la nef, un troisième rang de claveaux encore plus large s'y ajoute, aussi large que les piles du clocher. Ces rangs de claveaux supplémentaires et l'absence de fonction des arcades pour le support des voûtes ont motivé le conseil de fabrique de couper les demi-colonnes côté chœur à mi-hauteur, et de supprimer la partie inférieure des pilastres, ce qui n'a apparemment pas été nuisible à la stabilité du clocher. C'est une solution douteuse du point de vue esthétique, mais largement justifiée par l'ouverture trop réduite des arcades, qui n'est que de 1,80 m comme déjà évoqué. Lors du même remaniement, l'on a également coupé la partie inférieure des colonnettes qui ont été logées dans les quatre angles de la croisée du transept lors de son voûtement d'ogives. La voûte est par ailleurs située à peu près à la même hauteur que celles de la nef, ce qui est étonnant du fait de la hauteur plus réduite des arcades de la croisée. Le profil des ogives est de deux tores encadrant un filet. Il n'y a pas de trou de cloches central, ce qui n'existait pas encore au XIIIe siècle, mais un grand orifice a été percé dans le voûtain occidental. Si la voûte et les parties hautes de la croisée ne laissent apparaître aucune trace d'un remaniement, les gros chapiteaux des demi-colonnes des arcades indiquent toutefois le caractère initialement roman de la base du clocher. Ces chapiteaux sont sculptés de feuilles d'acanthe travaillées au trépan, de feuilles stylisées, d'entrelacs perlés et de têtes de monstre, mais les chapiteaux des arcades vers les croisillons sont devenus difficilement lisibles. Au nord de l'arc triomphal, l'on trouve un chapiteau historié montrant un homme aux cheveux long assis à cheval sur un chien. — Aujourd'hui, le maître-autel est dans la croisée du transept et le chœur proprement dit est désaffecté,,.

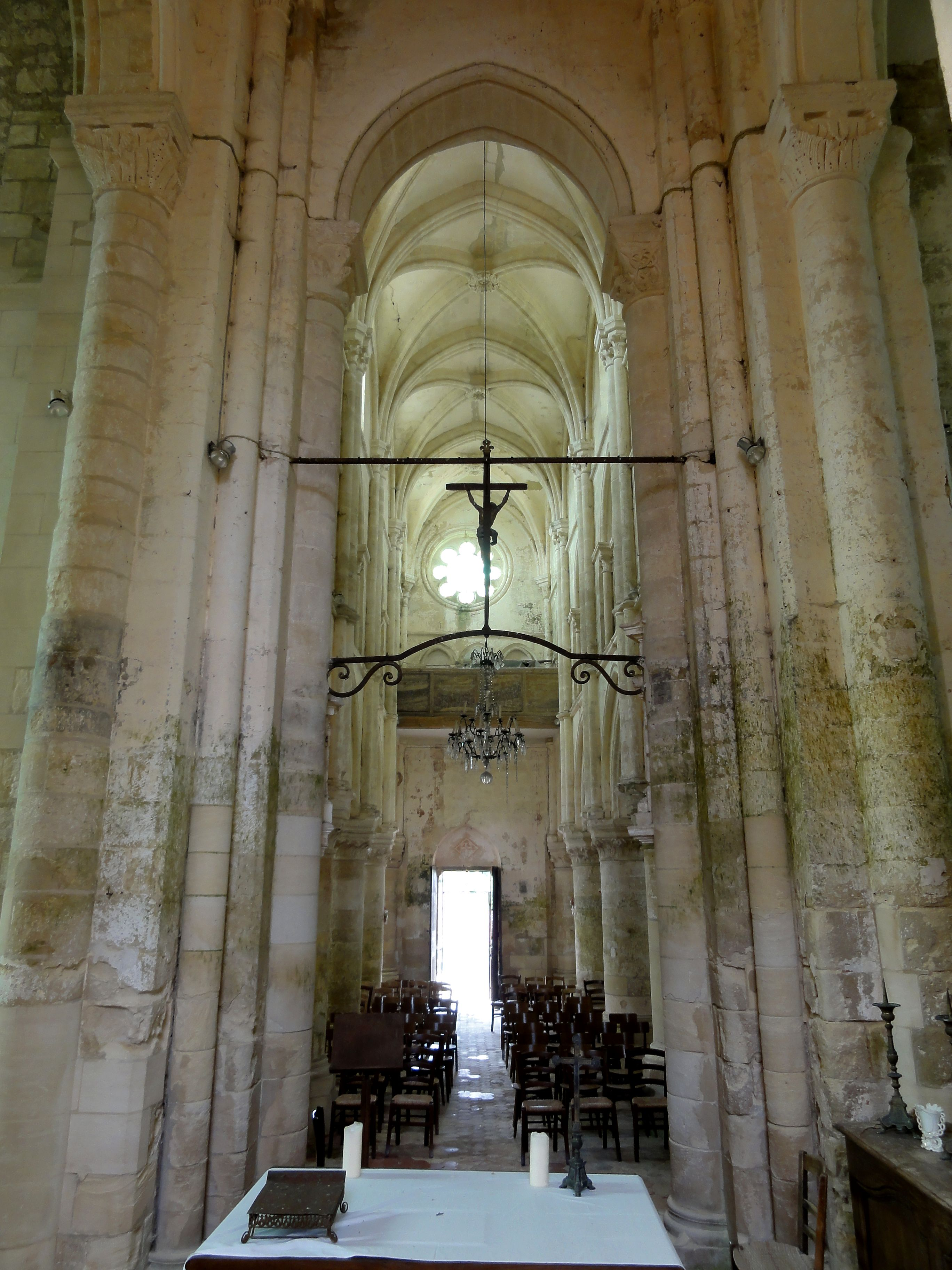
Croisée, vue vers l'ouest.
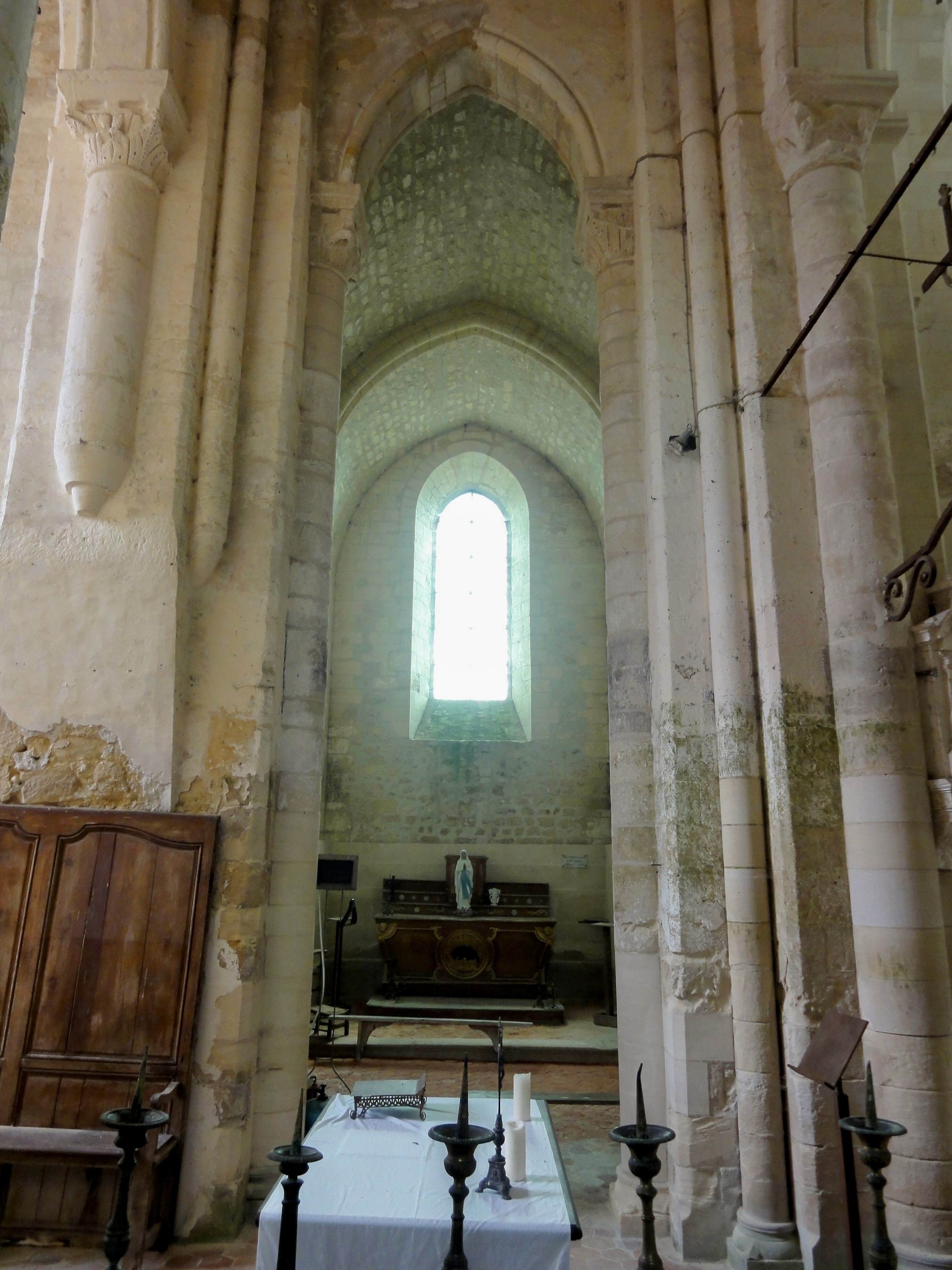
Croisée, vue vers le sud.
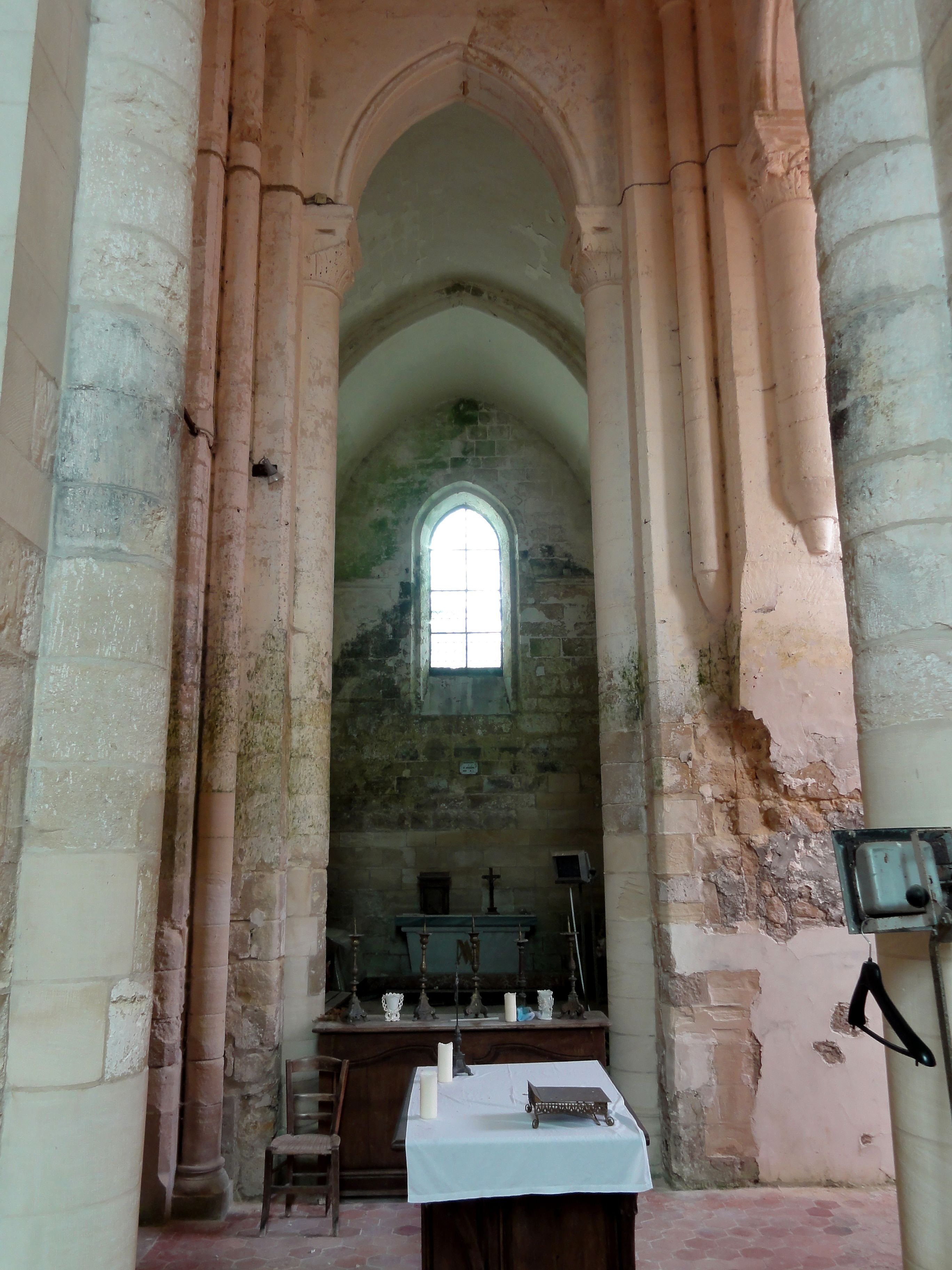
Croisée, vue vers le nord.
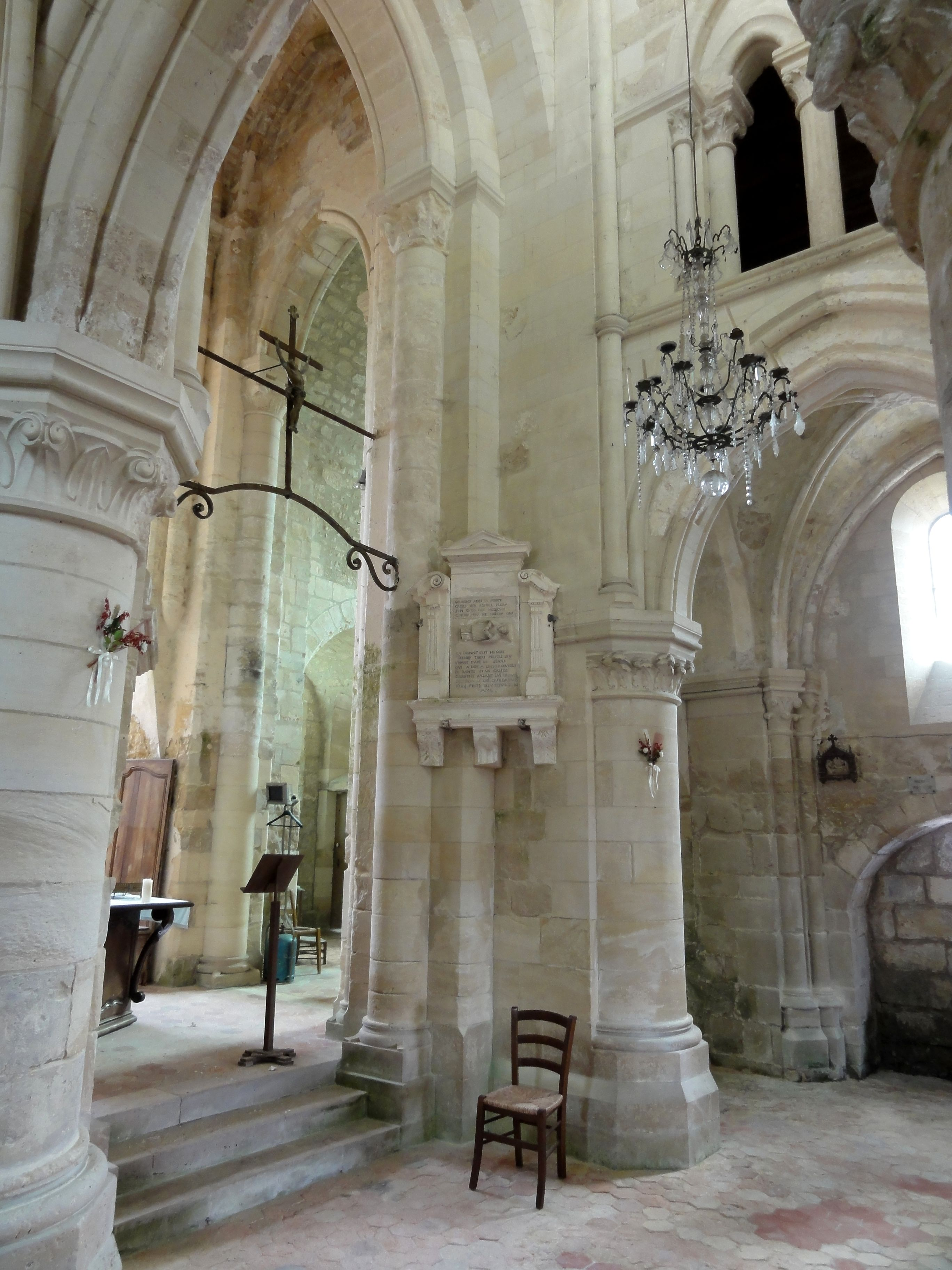
Vue sur la pile sud-ouest.
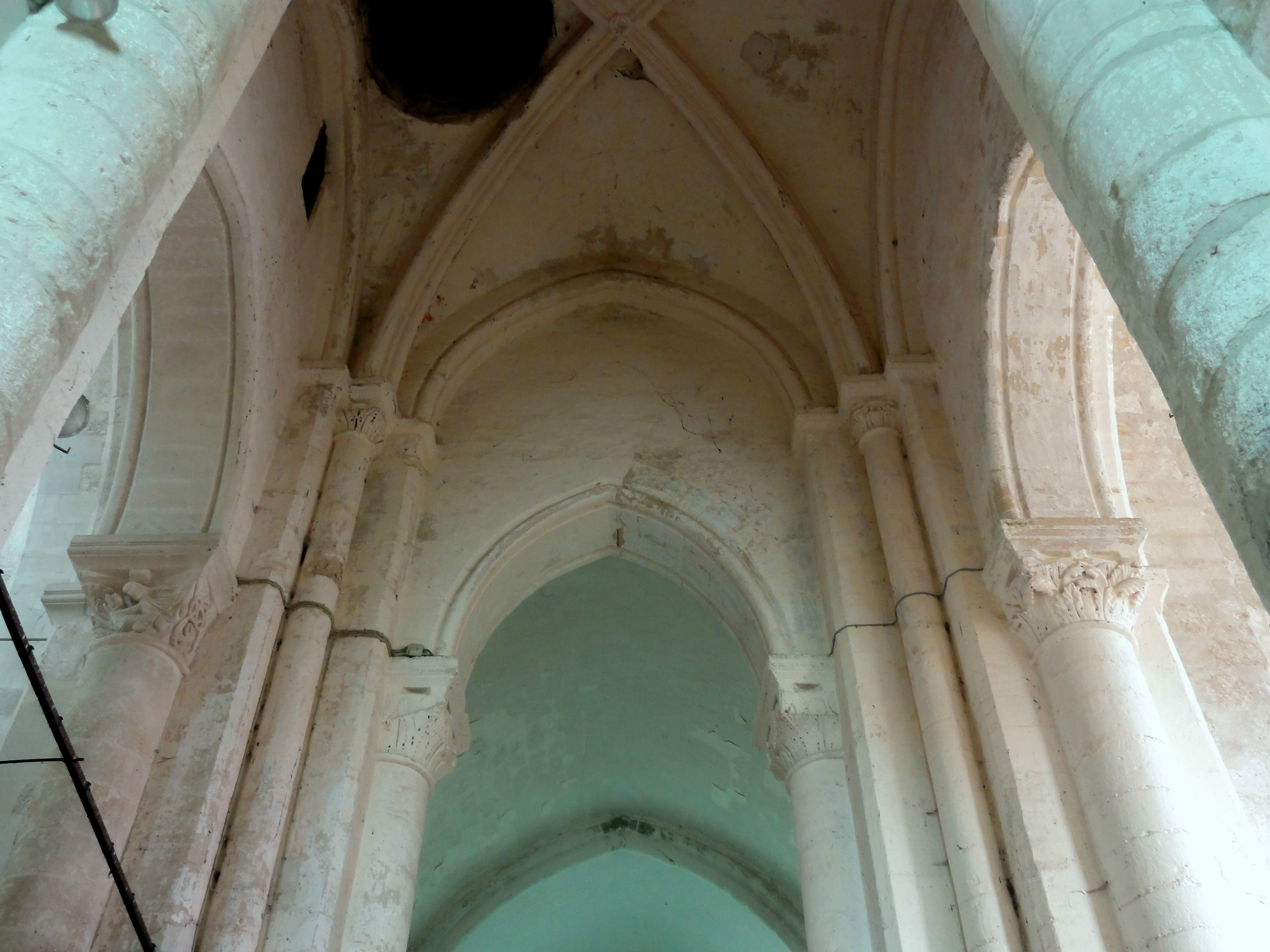
Voûte de la croisée.
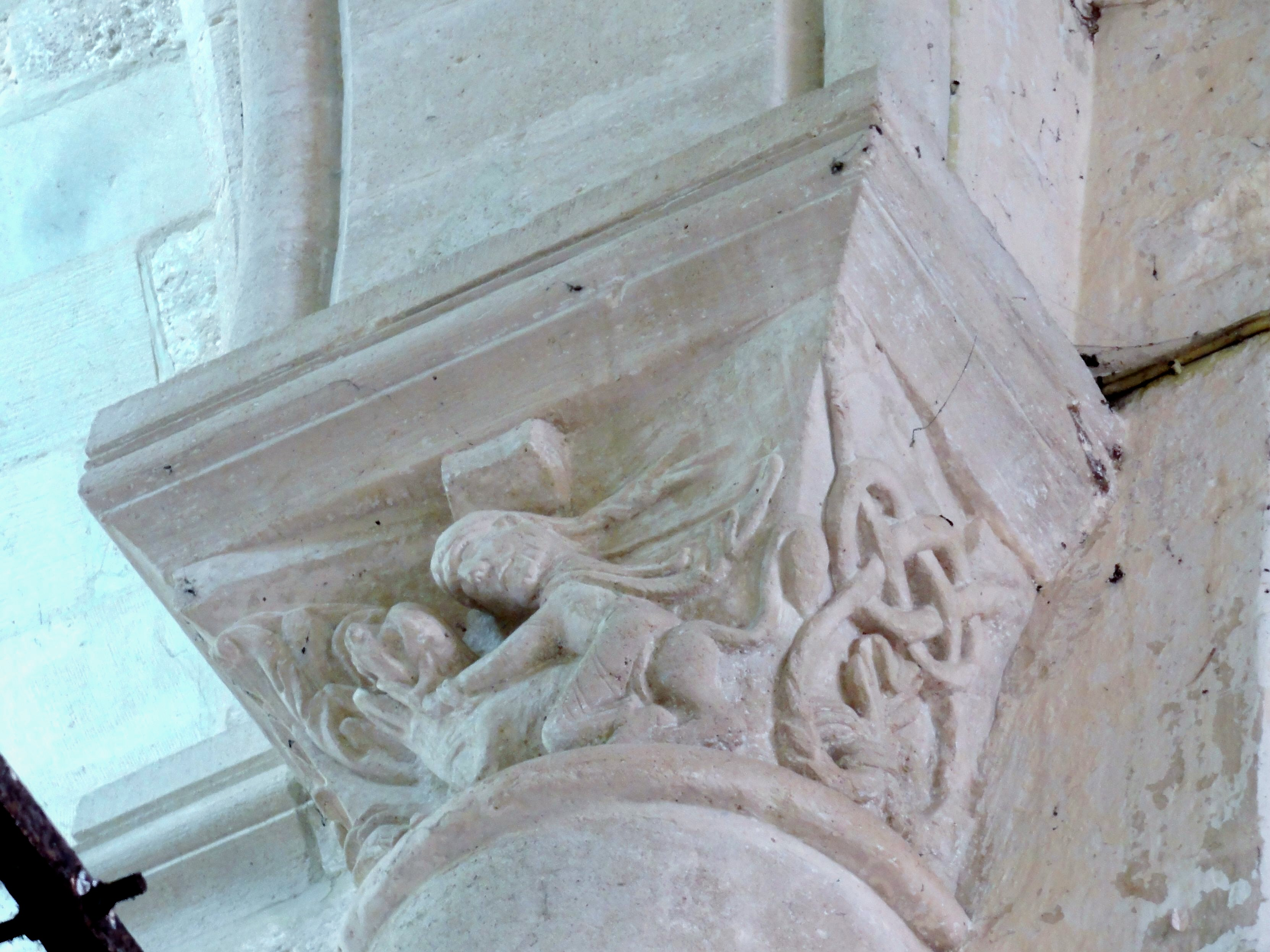
Arc triomphal, chapiteau historié côté nord.

#### Croisillons et chapelles orientées

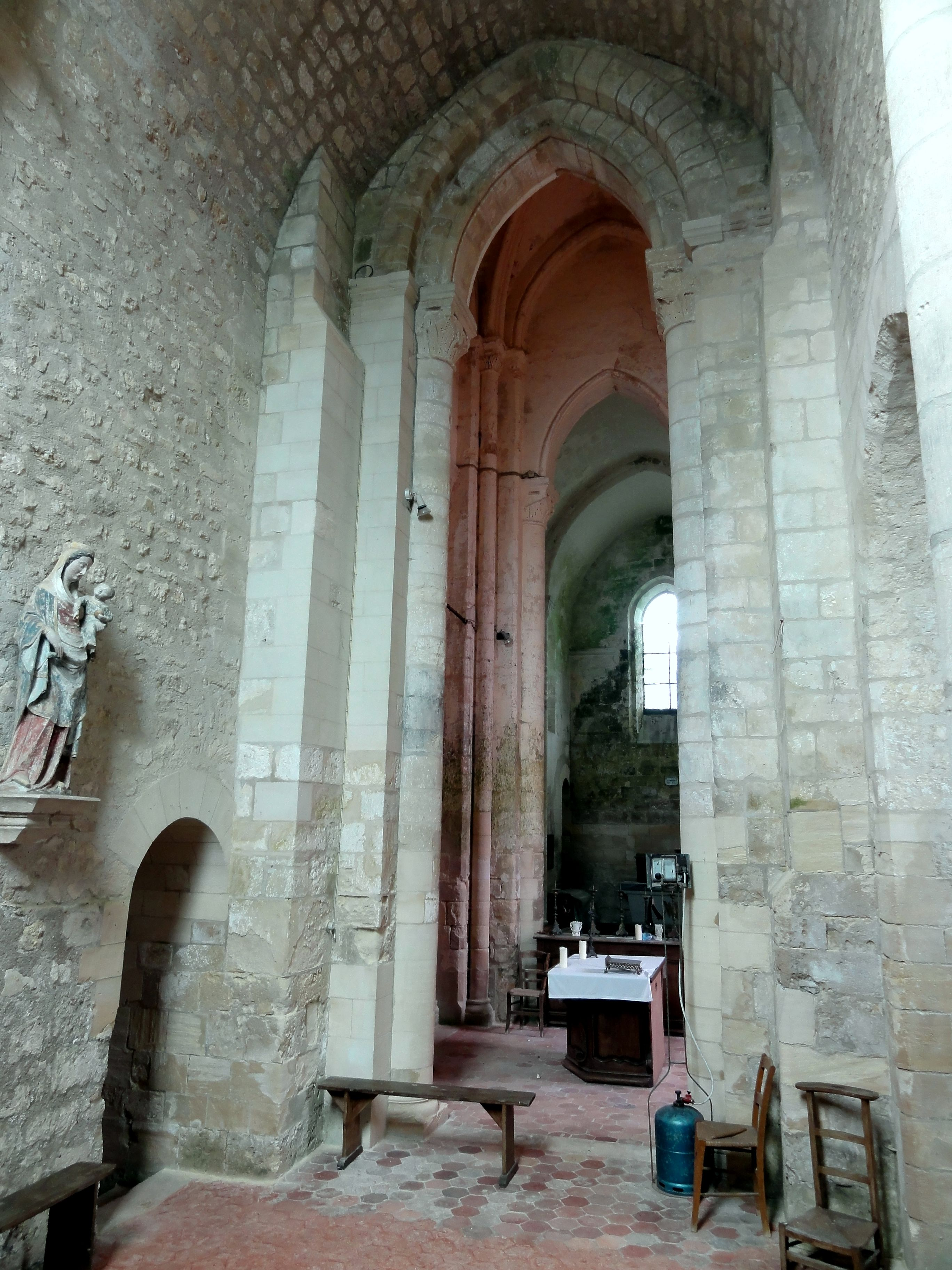
Transept, vue sud-nord.

Les croisillons sont destinées à servir de chapelles latérales, comme souvent dans les églises romanes, où la croisée de dimensions trop réduites n'était intégré dans le chœur liturgique : il n'y a en effet aucune continuité visuelle entre les croisillons et le chœur. Chaque croisillon compte deux travées successives séparés par un doubleau intermédiaire. La seconde travée est occupée par un piédestal et un petit autel à son extrémité. Une porte bouchée reste visible dans le mur occidental, tant au nord qu'au sud. La première travée présente l'étroite arcade plein cintre vers le bas-côté dans le mur occidental, est une arcade nettement plus grande vers la chapelle orientée dans le mur oriental. Les chapelles orientées accueillaient elles aussi des autels, et une piscine liturgique s'est conservée dans le mur septentrional de la chapelle du nord, ce qui indiquent que des messes de fondation y ont pu être célébrées. Dans le mur méridional de la chapelle sud, une porte moderne donne accès à la sacristie. Lieux de prière et de dévotion pendant des siècles, les croisillons et les chapelles orientées sont aujourd'hui sans usage, les cérémonies religieuses étant devenues trop rares pour que leurs autels puissent encore bénéficier d'attentions de la part des fidèles. L'architecture des croisillons est austère, mais l'on doit envisager la possibilité de peintures murales, comme l'indique un fragment (en l'occurrence un blason) sur le mur oriental du croisillon sud. Le profil en arc brisé des voûtes, doubleaux et arcades vers les chapelles indique une période de construction à la fin de la période romane, alors que l'on construisait déjà les premières voûtes d'ogives. L'ornementation se limite aux doubleaux intermédiaires et aux arcades faisant communiquer les croisillons avec la croisée et les chapelles. Le profil des doubleaux intermédiaires est d'un filet entre deux gros tores, soit pratiquement le même que celui des ogives de la croisée, bien que cette voûte daterait du XIIIe siècle. Les doubleaux retombent sur les chapiteaux de demi-colonnes adossées aux murs, semblables à ceux de la croisée, et comparables à celles de l'église Saint-Sulpice de Chars. La chapelle du nord s'ouvre sous une double archivolte décorée de moulurations toriques, l'archivolte extérieure retombant sur de petits chapiteaux de fines colonnettes, et l'archivolte sur des chapiteaux plus grands de colonnettes plus forte. Les archivoltes de la chapelle sud ont été supprimées. À l'intérieur des chapelles, toute ornementation est absente. Une unique baie dans le mur oriental suffit largement à l'éclairage. Les croisillons ne comportent de fenêtres que dans la seconde travée, à savoir des fenêtres romanes en plein cintre et largement ébrasés à l'est et à l'ouest, et une fenêtre gothique primitive semblable aux fenêtres hautes de la nef respectivement au nord et au sud. Dans le croisillon sud, la baie occidentale a cependant disparu, et la baie orientale ne donne que sur les combles de la sacristie, bien qu'elle ait gardée sa verrière,,.

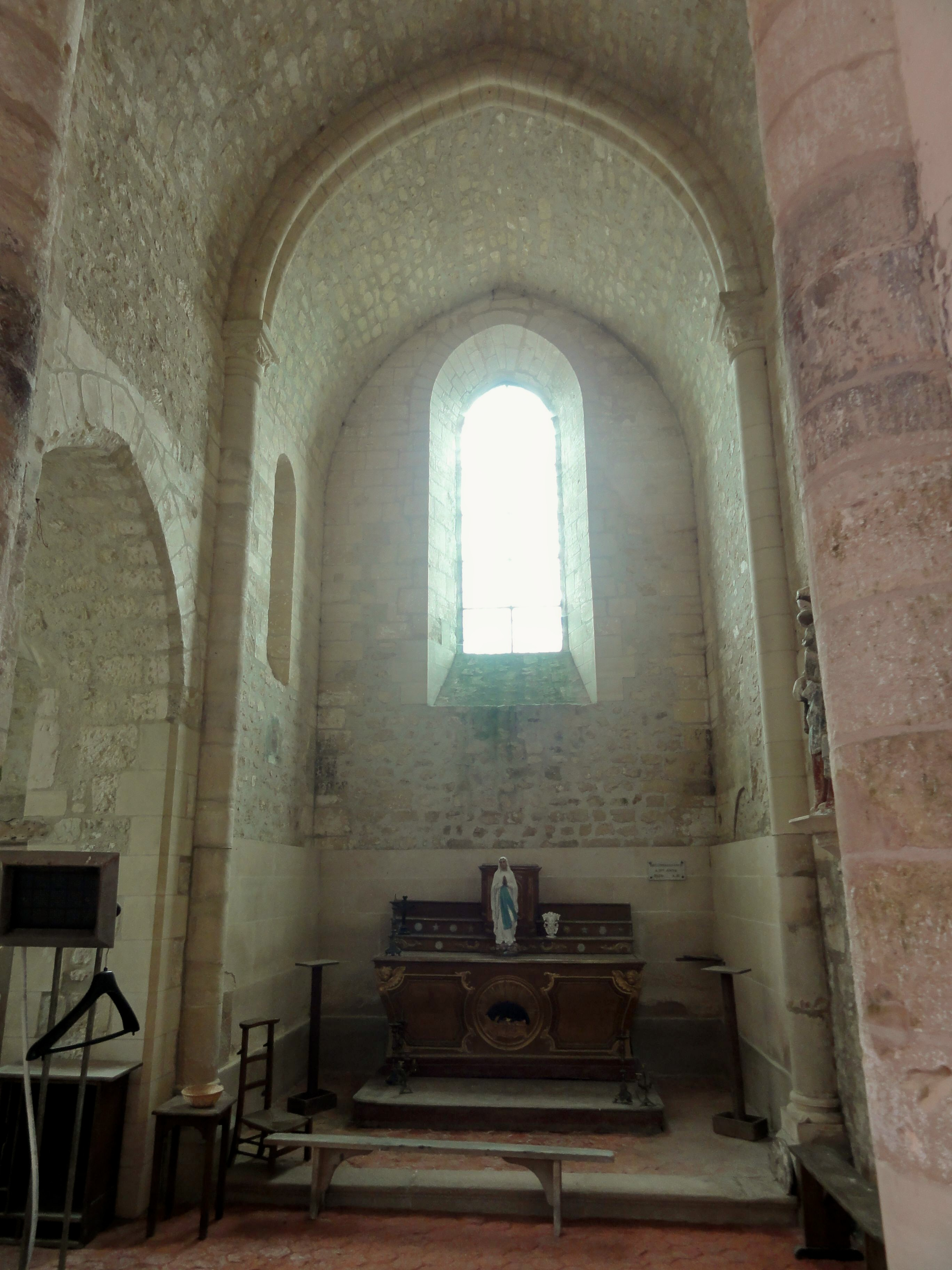
Croisillon sud.
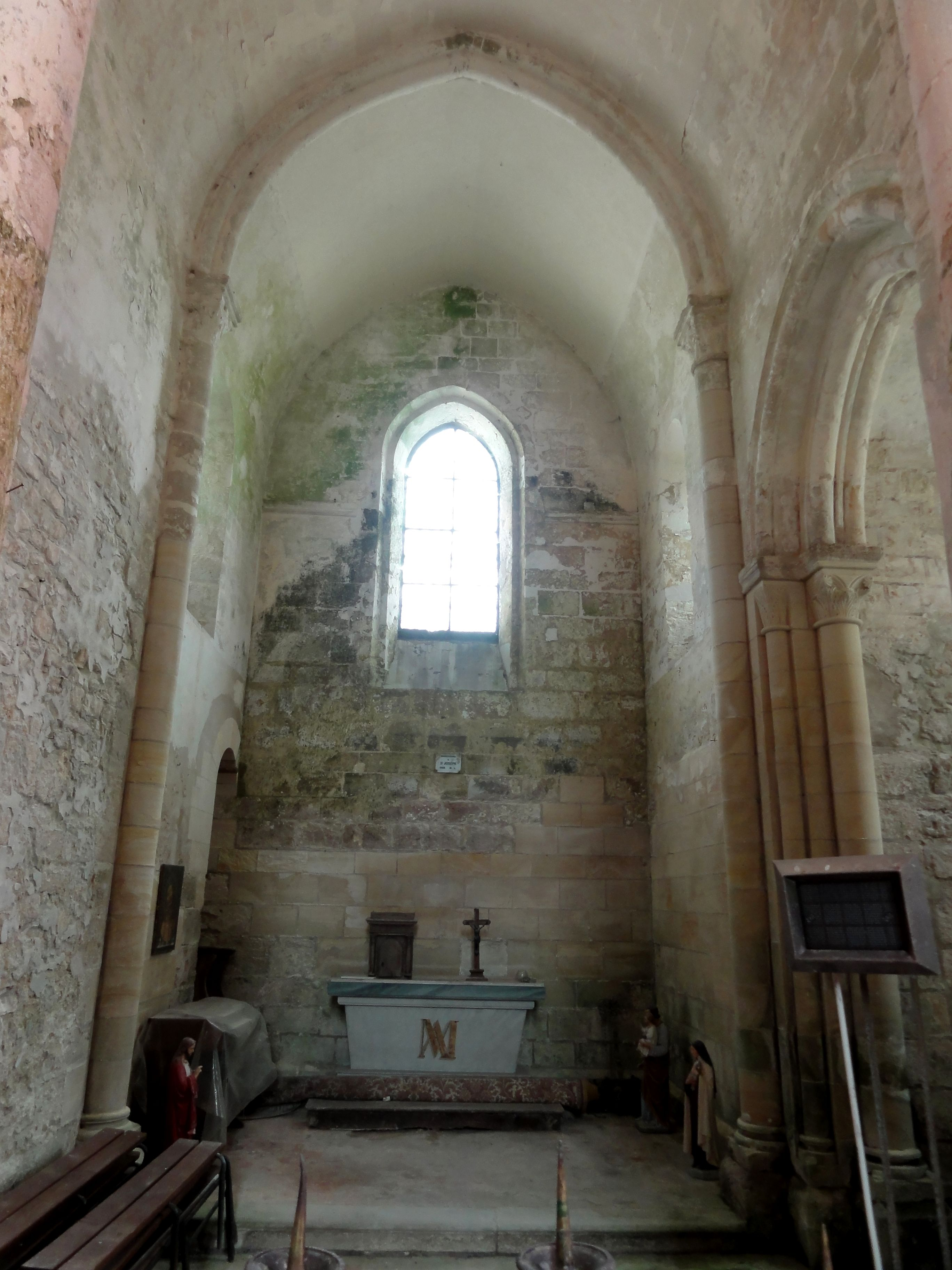
Croisillon nord.
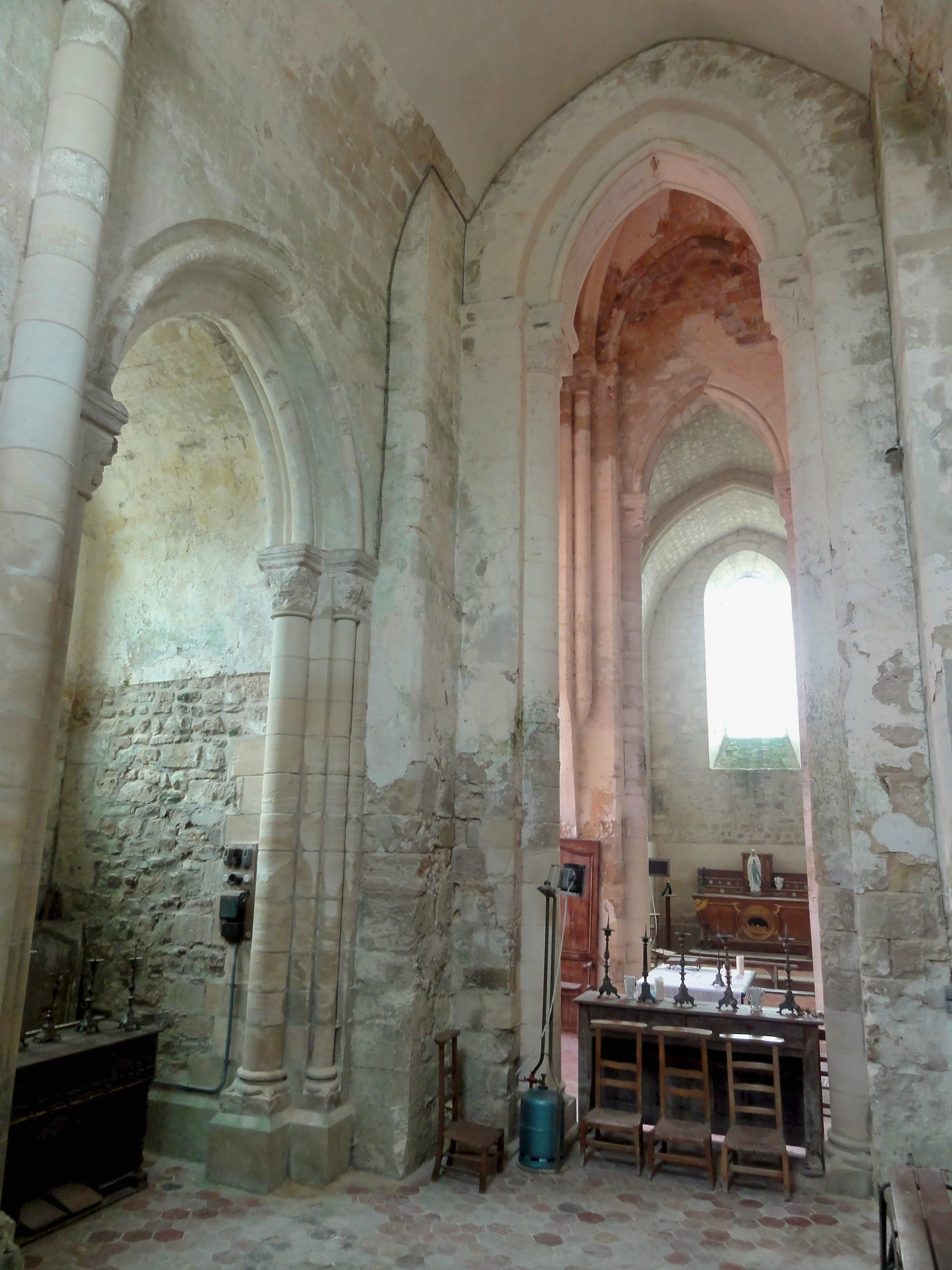
Transept, vue nord-sud.
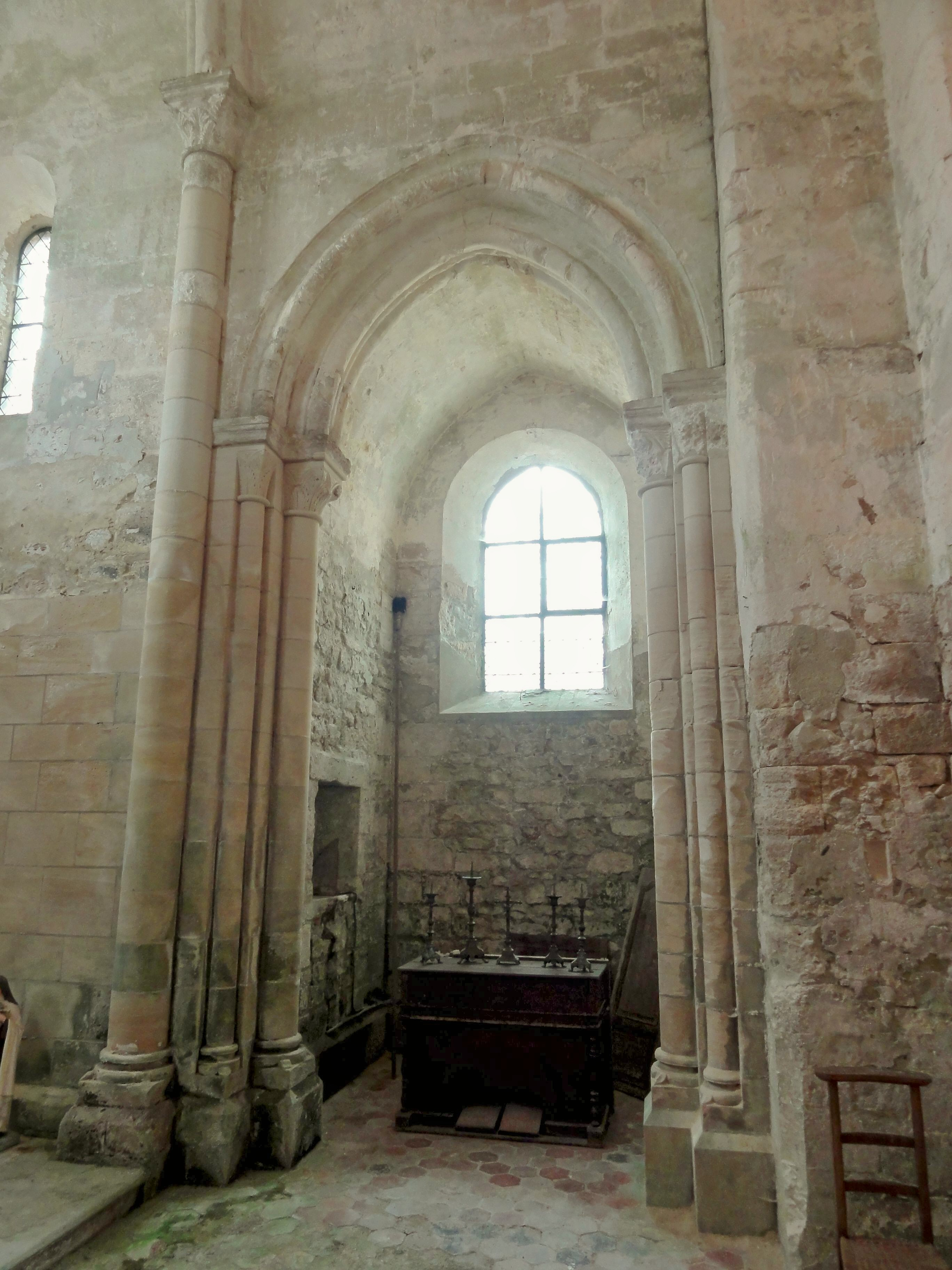
Chapelle orientée nord.
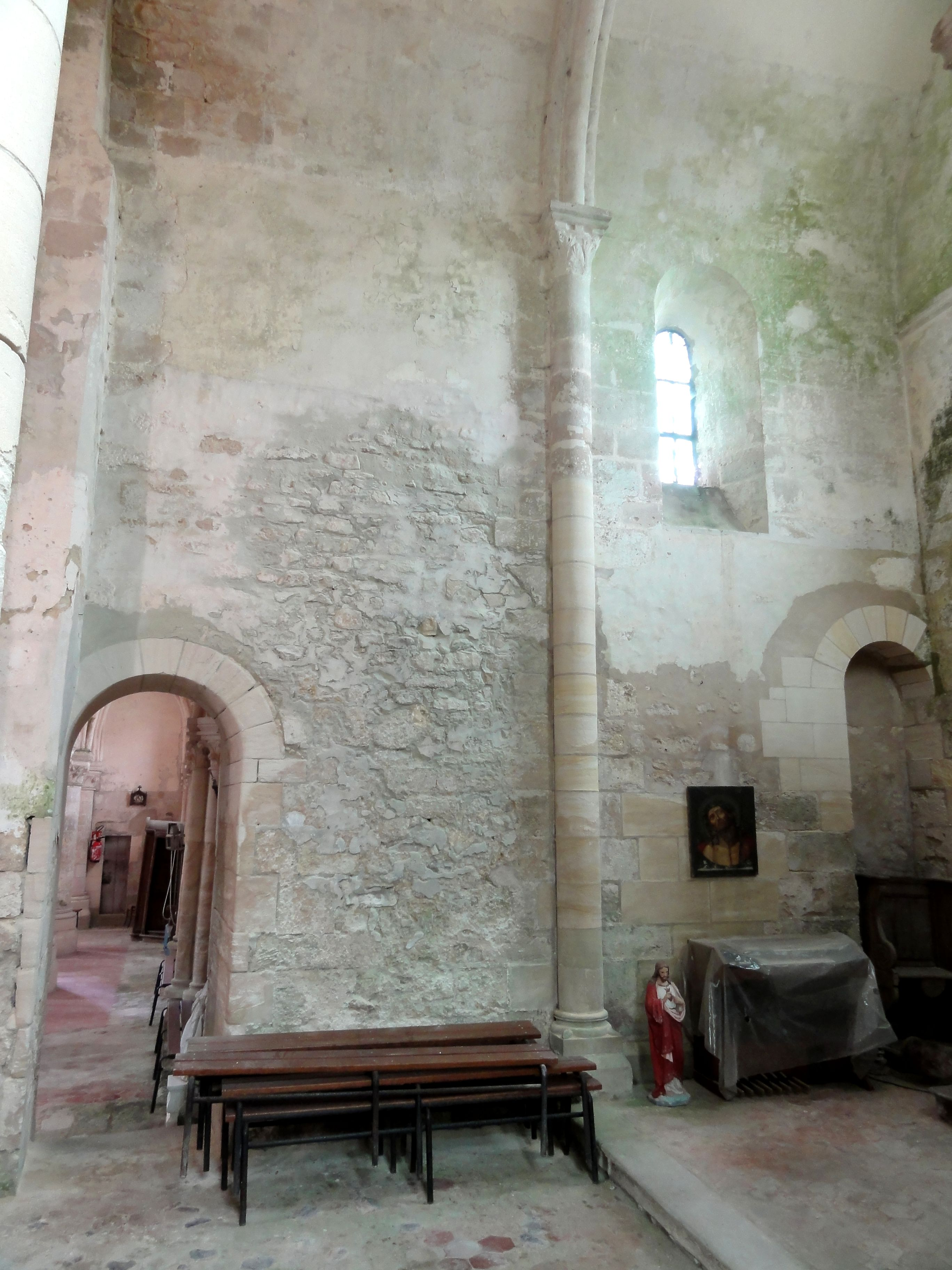
Croisillon nord, côté ouest.
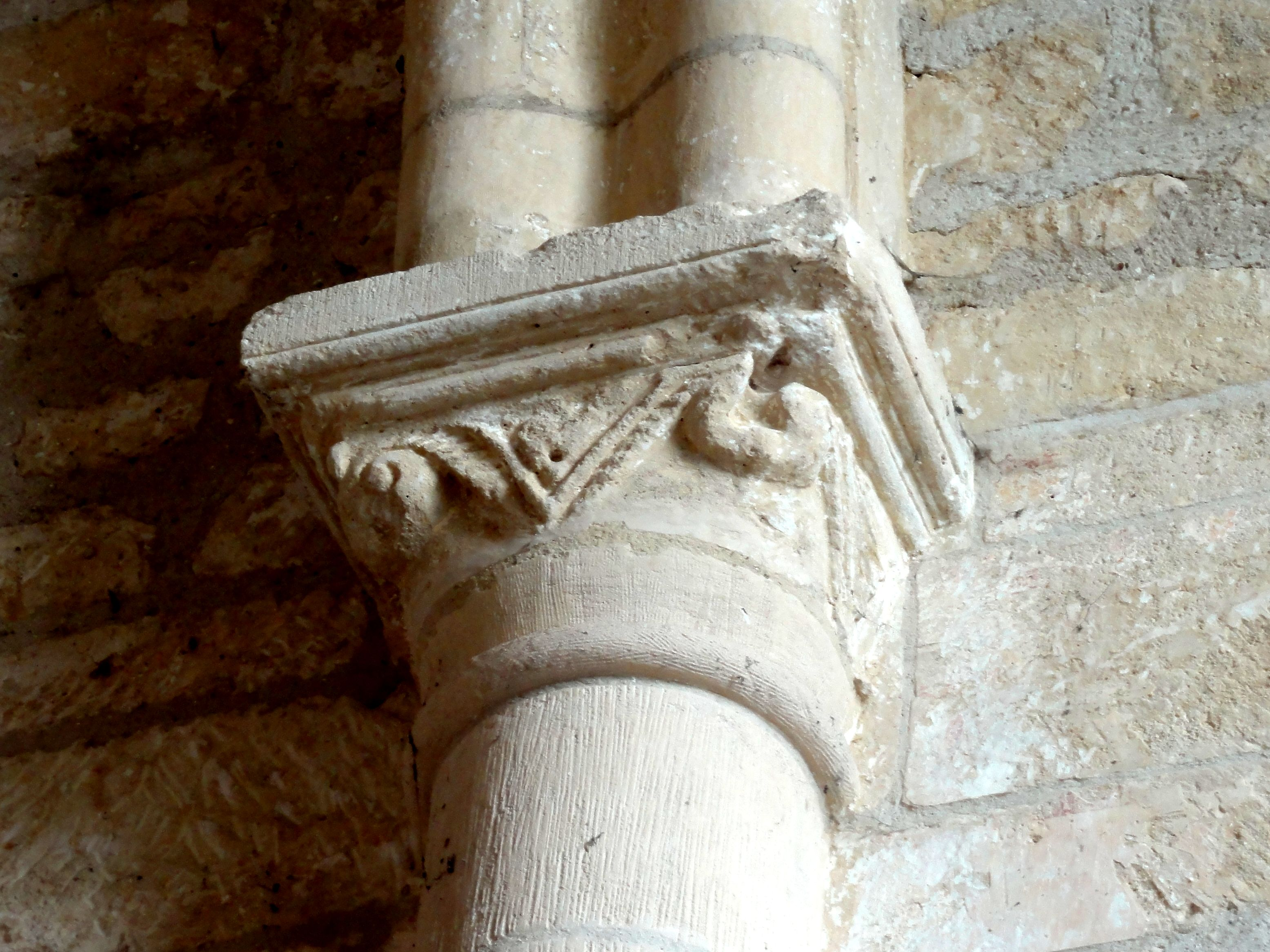
Chapiteau du croisillon sud.

#### Chœur

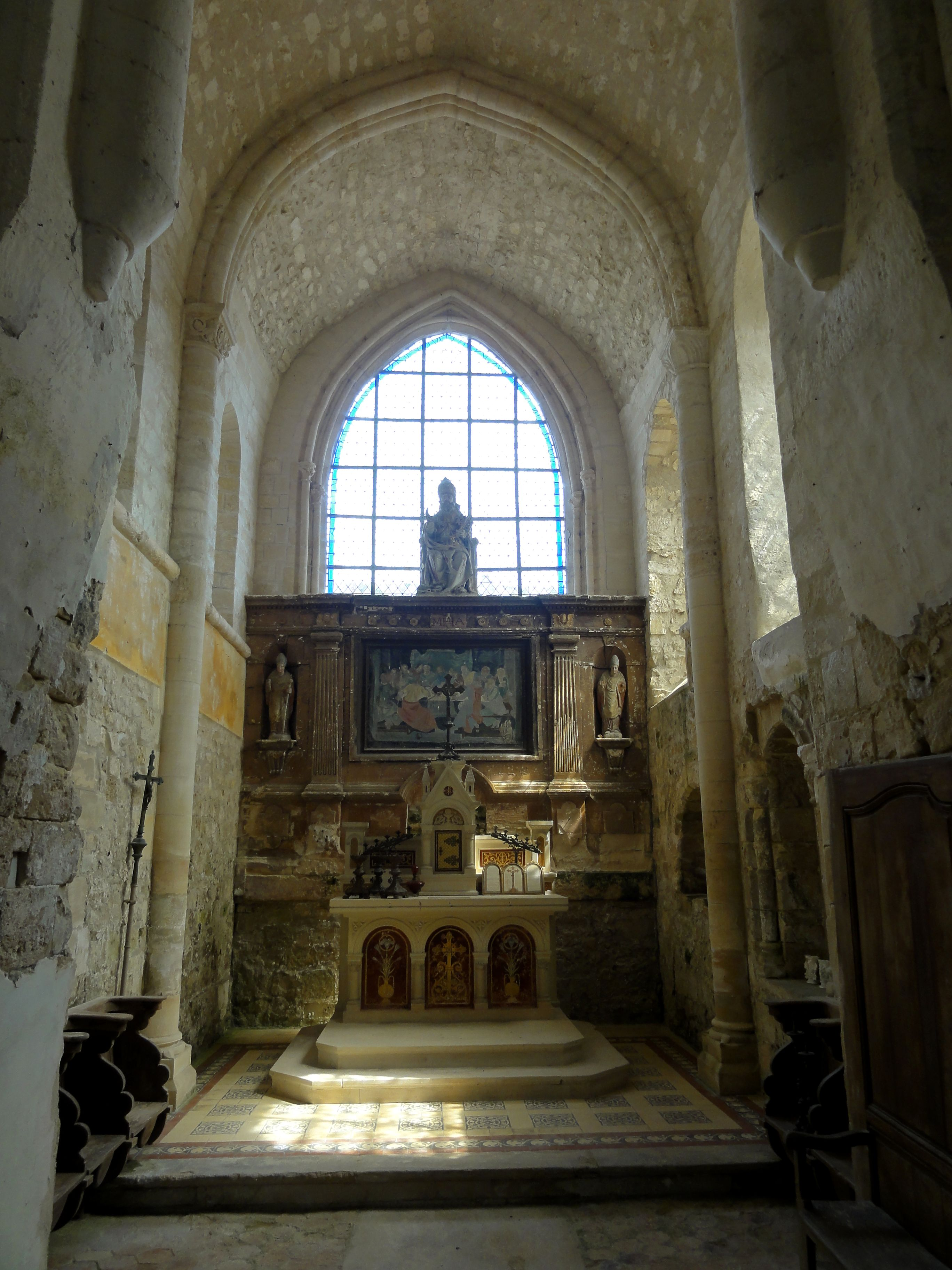
Chœur.

Le chœur est en grande partie analogue aux croisillons. Il communique avec la croisée par l'arcade évasée dans sa partie inférieure de la manière déjà décrite. Il n'y a pas d'intercommunications avec les chapelles orientées dont les murs touchent ceux du chœur, et le passage qui existait jusqu'en 1920 avec la chapelle du nord ne datait que de l'époque moderne, d'après Eugène Lefèvre-Pontalis. Monique Rivoire signale que les chapiteaux de l'arcade vers le chœur et du doubleau intermédiaire et les bases ont en grande partie été refaits, ce qui explique leur bon état, contrairement aux arcades séparant le chœur des croisillons, où les chapiteaux sont fortement dégradés mais authentiques. Un chapiteau authentique se trouve toutefois à droite de la piscine de la première travée du chœur. Contrairement aux croisillons, il y a deux fenêtres latérales par travée, celles du nord datant d'origine et celles du sud ayant été repercées au XVIIIe siècle. La première baie du nord est bouchée, mais la vaste baie du chevet rend le chœur très lumineux. Elle est aujourd'hui dépourvue de remplage, mais les fines colonnettes avec leurs petites chapiteaux qui supportent une double archivolte torique renvoient bien au premier quart du XIVe siècle et au style gothique rayonnant,,.
En dessous de cette fenêtre, se trouve le grand retable de l'ancien maître-autel, qui occupe toute la largeur du chœur et s'appuie contre le mur extérieur. C'est une œuvre de style classique en pierre taillée, d'une facture relativement simple. La partie centrale est occupée, comme souvent, par une représentation de la cène, ici sous la forme d'une peinture murale. Elle est flanquée par deux pilastres cannelés qui supportent un entablement qui fait saillie en dessus des pilastres, et arborent des têtes de chérubins en bas-relief à ces endroits. Sinon, le décor de l'entablement se limite à une frise de denticules, quelques médaillons et l'inscription « MHA » au centre. À gauche et à droite de l'image de la cène, les compartiments entre les pilastres et les angles du mur comportent des niches à statues en plein cintre, qui abritent des statues de saints évêques ayant perdu leurs attributs, alors que l'on s'attendrait plutôt à saint Pierre et saint Paul. Mais saint Pierre en costume pontifical trône sur un fauteuil au sommet du retable. Les chiffres « 16 » à gauche et « 60 » à droite devraient correspondre à l'année de construction 1660. Toute la partie inférieure du retable n'est qu'un stylobate séparé des parties supérieures par un bandeau mouluré. Il est interrompu par un fronton en plein cintre au milieu, sous lequel devait se trouver le tabernacle. Ce dernier a été remplacé lors de l'installation de l'ancien maître-autel, qui s'y trouve toujours.

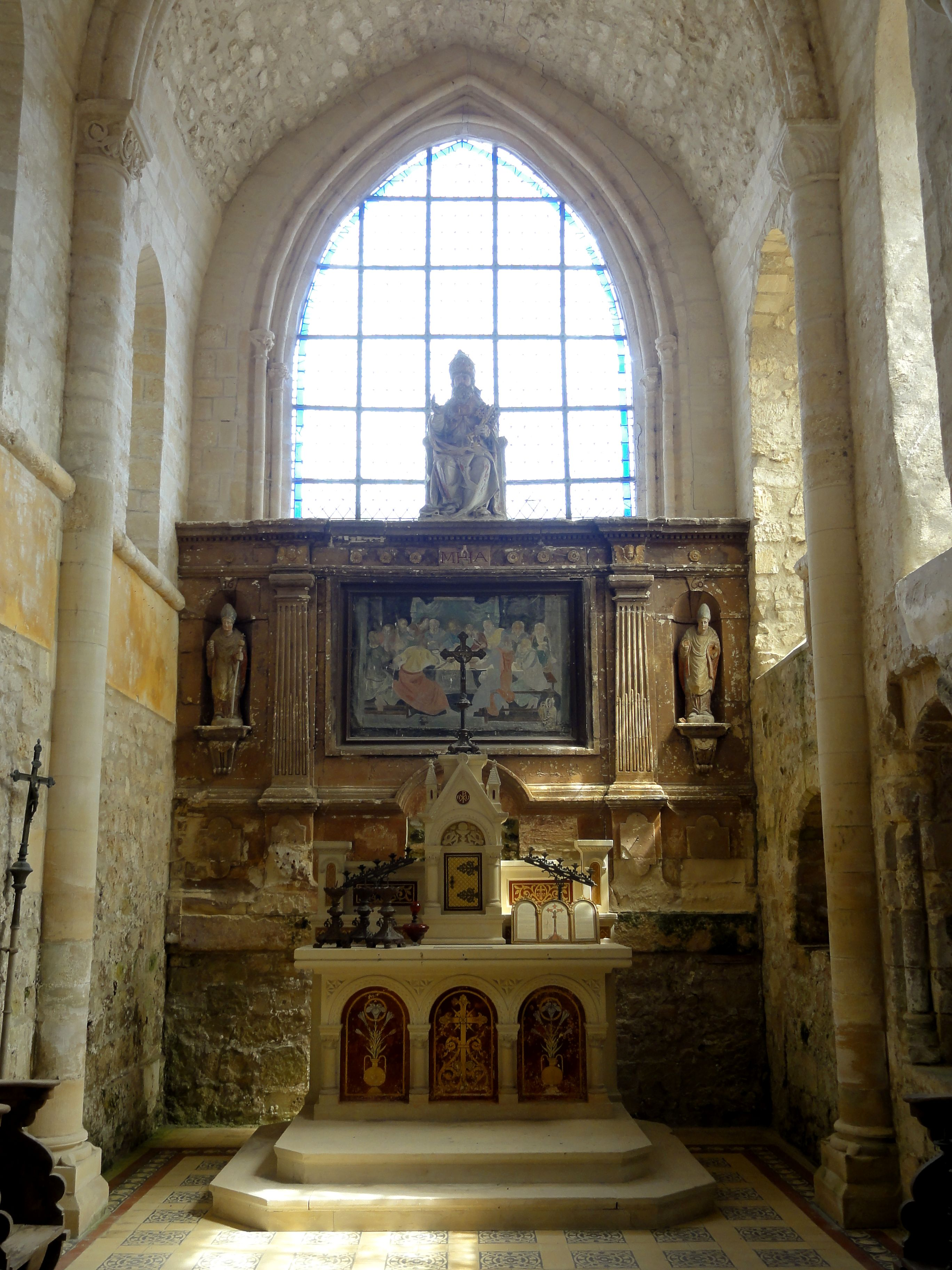
Chevet et baie du XIVe.
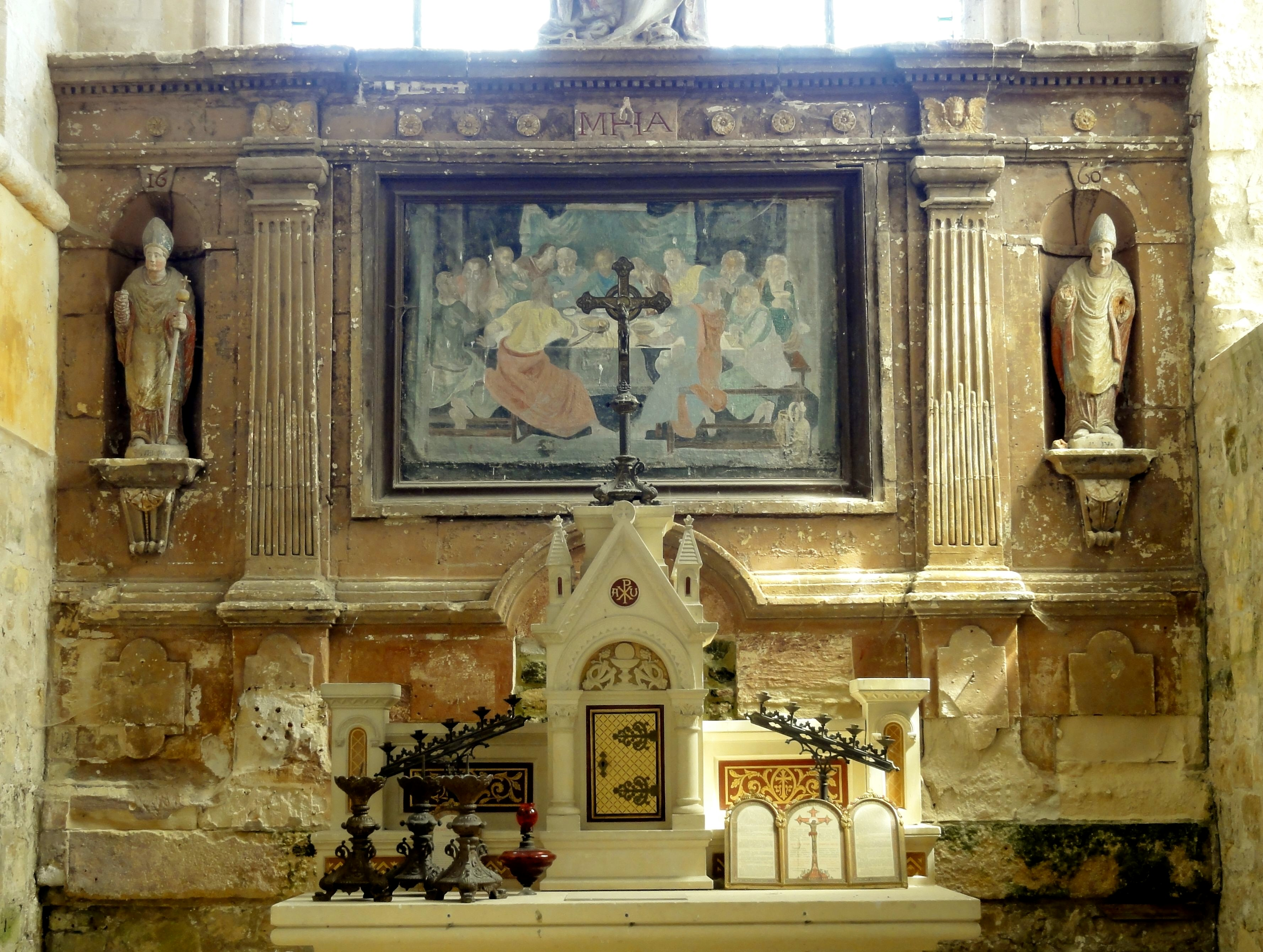
Retable du maître-autel.
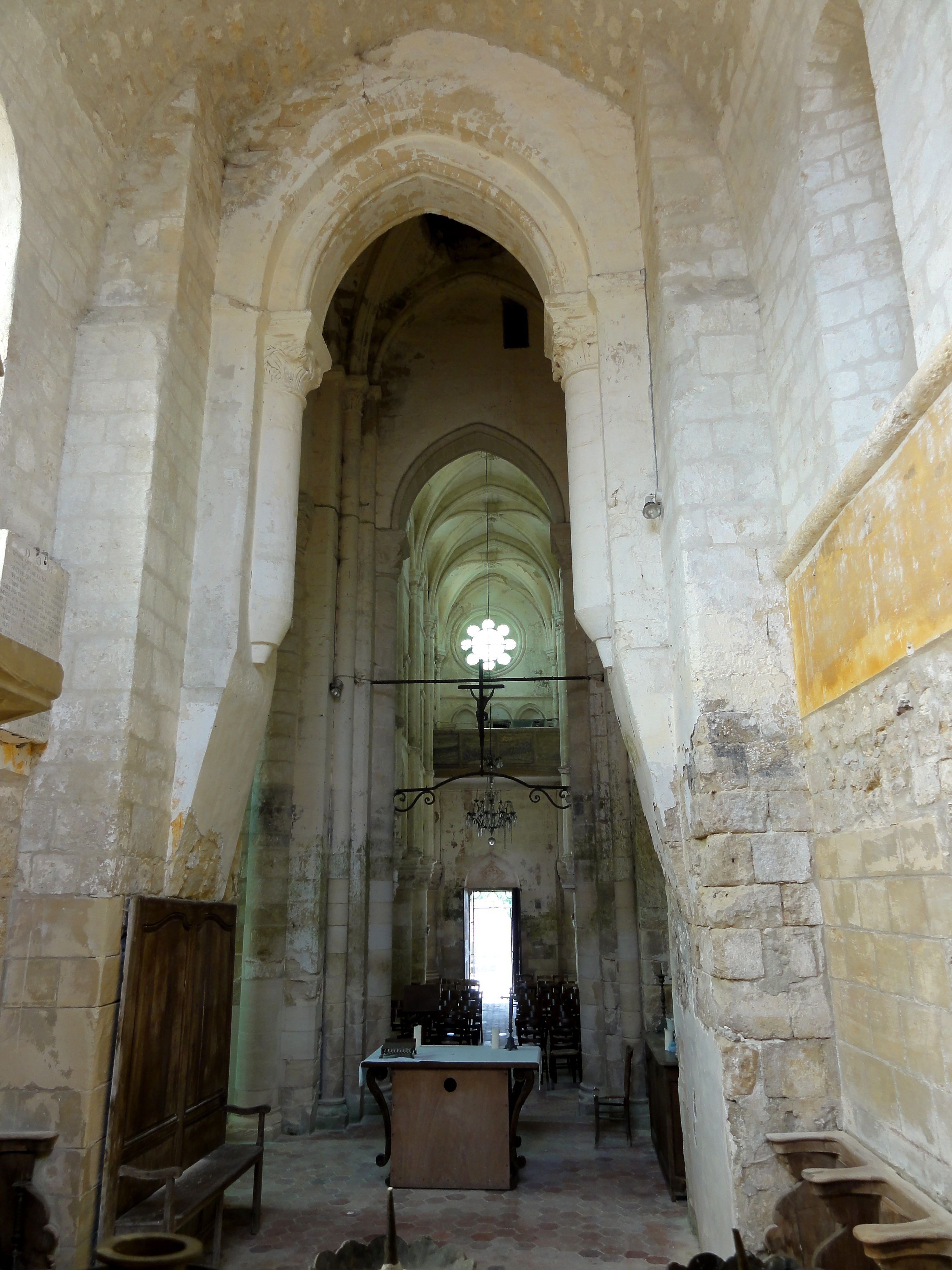
Vue depuis le chevet.
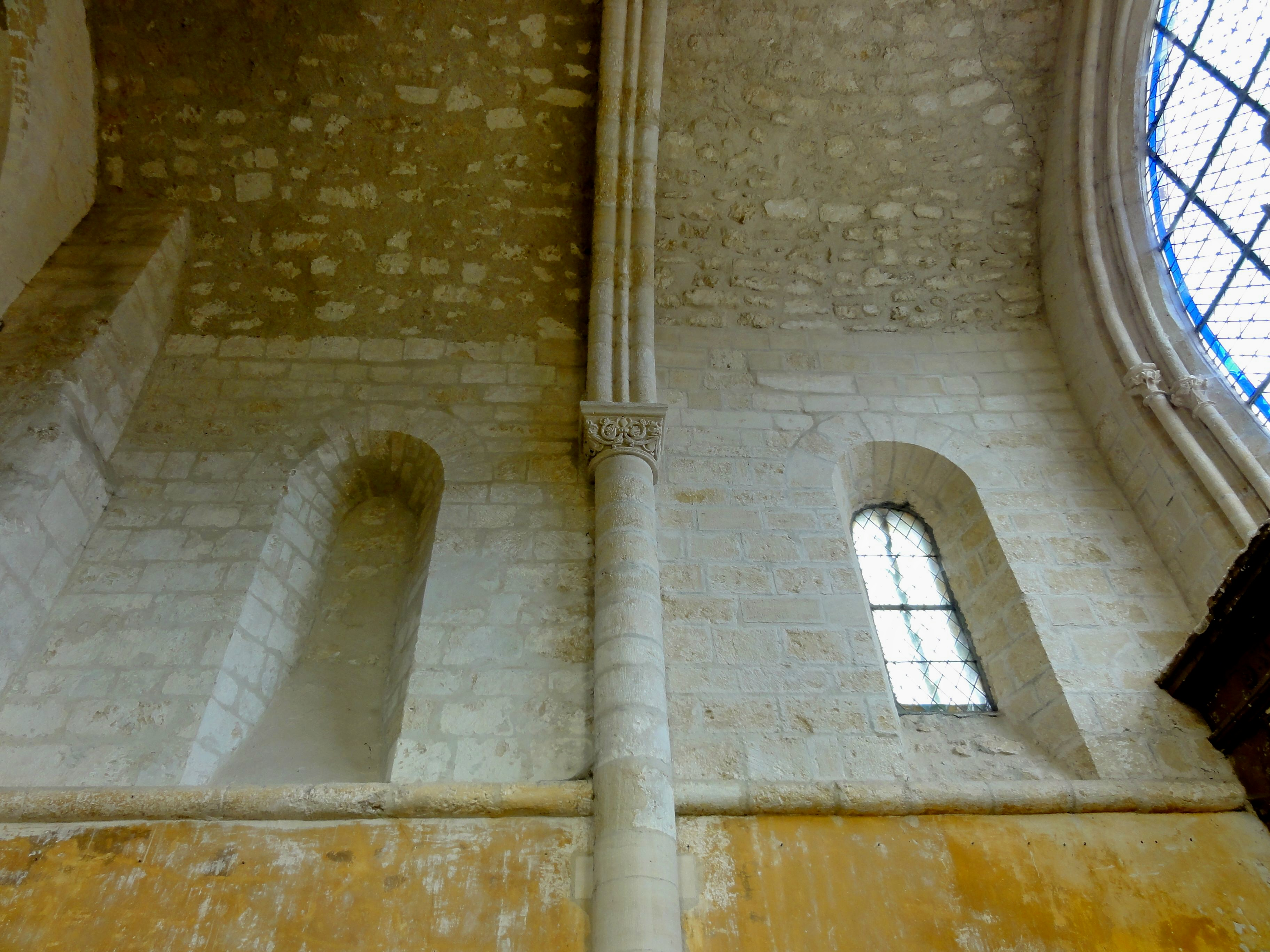
Parties hautes, côté nord.
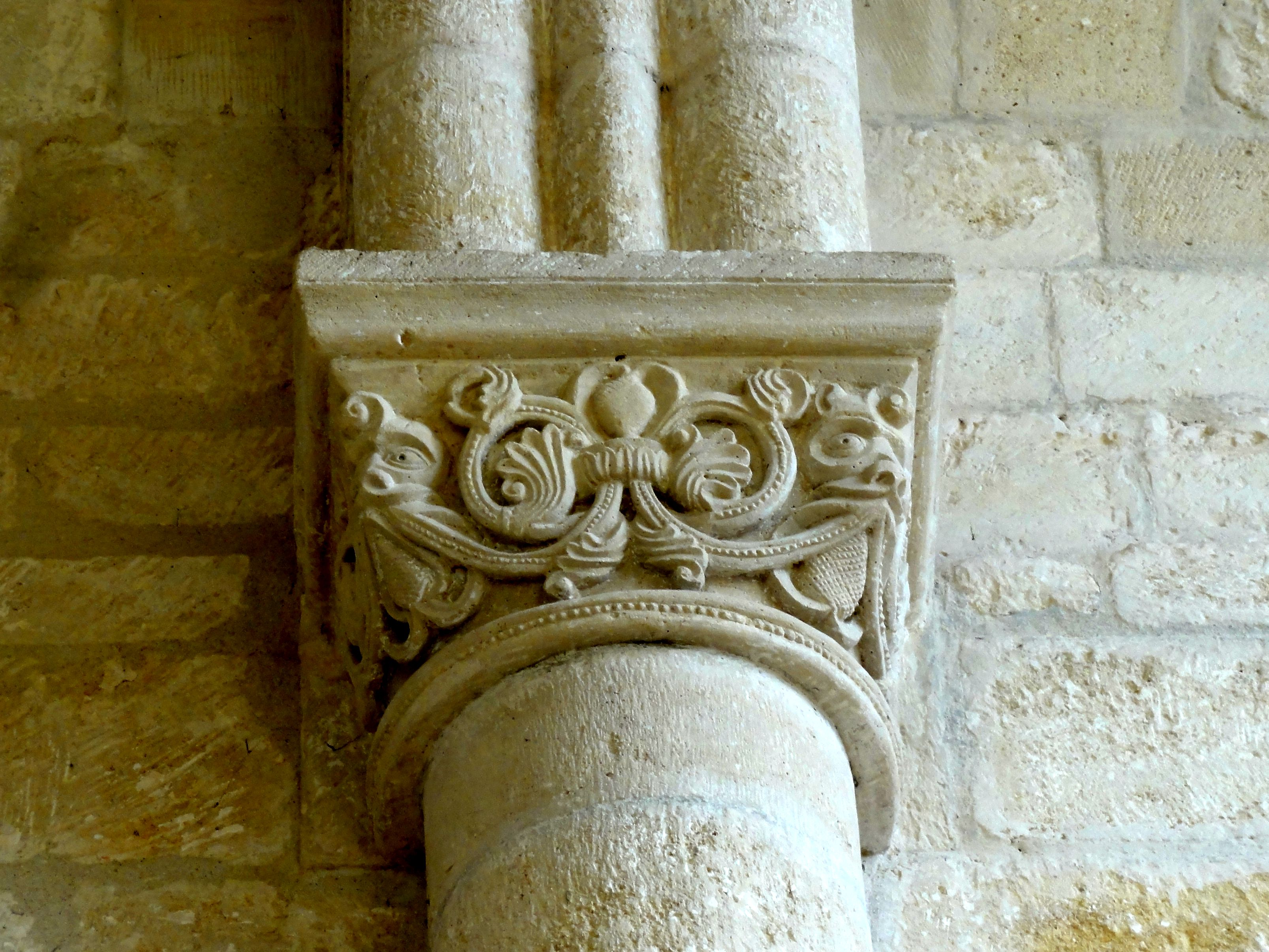
Chapiteau côté nord.
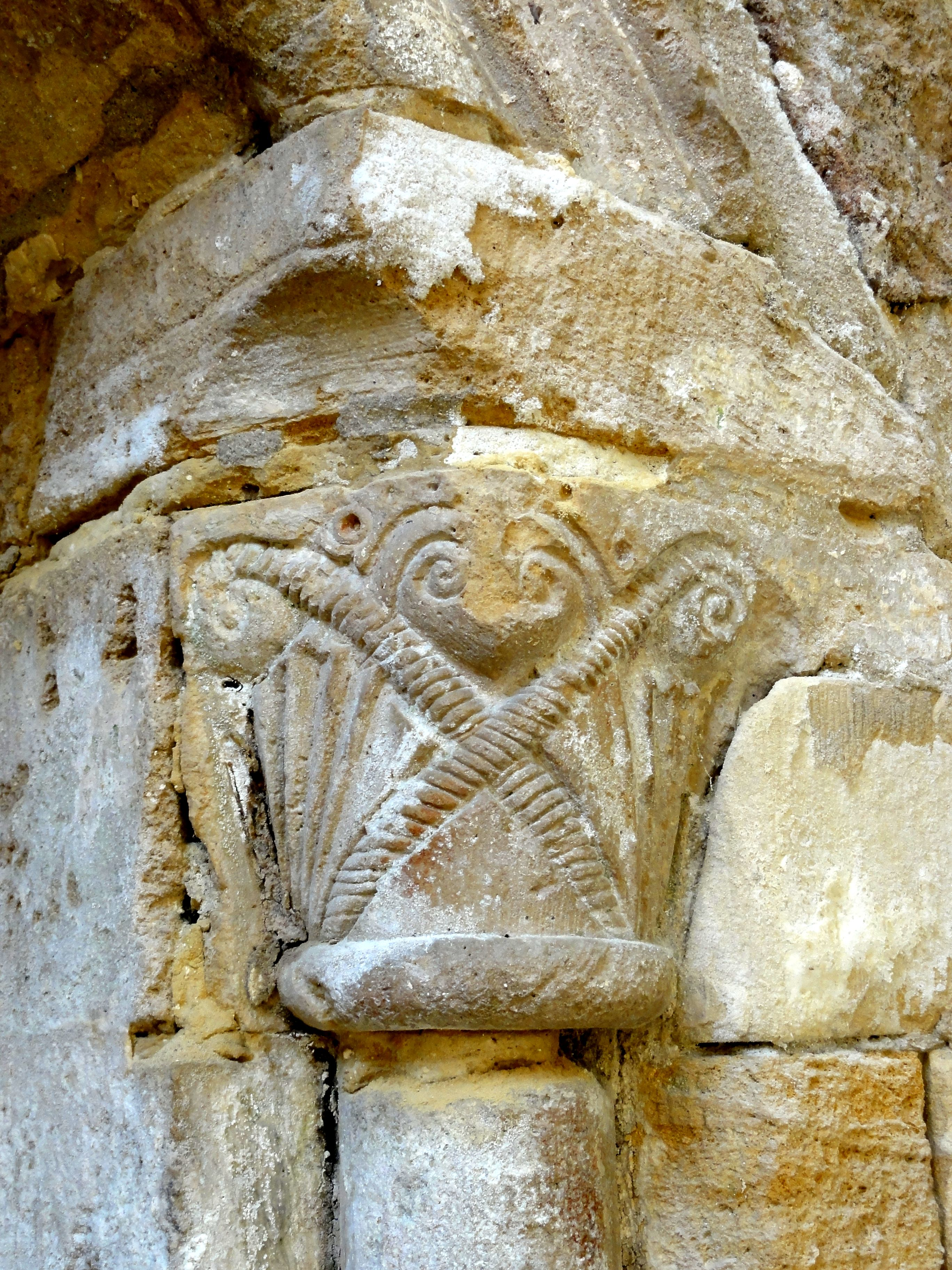
Chapiteau de la niche.

### Extérieur

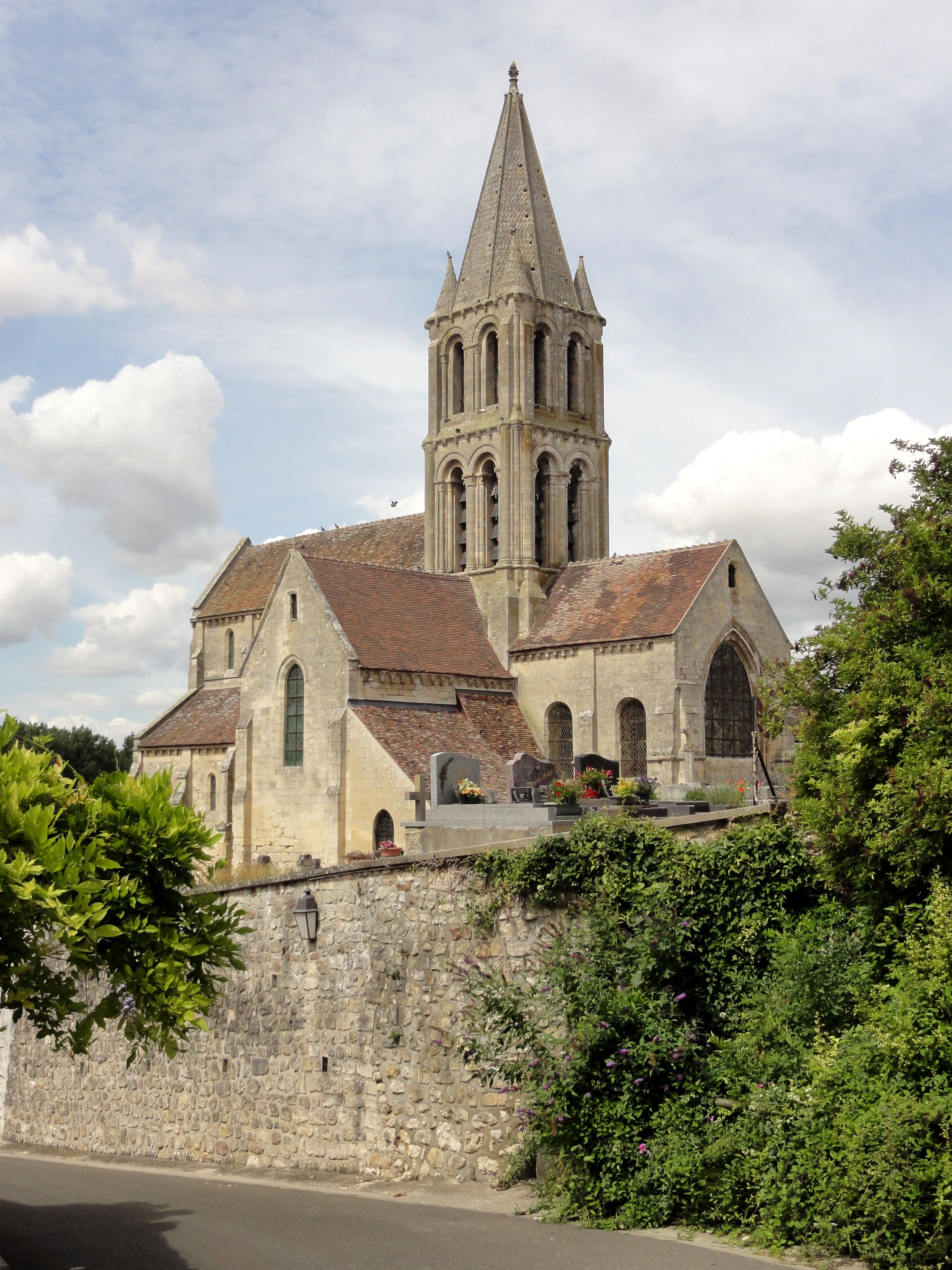
Vue depuis le sud-est.

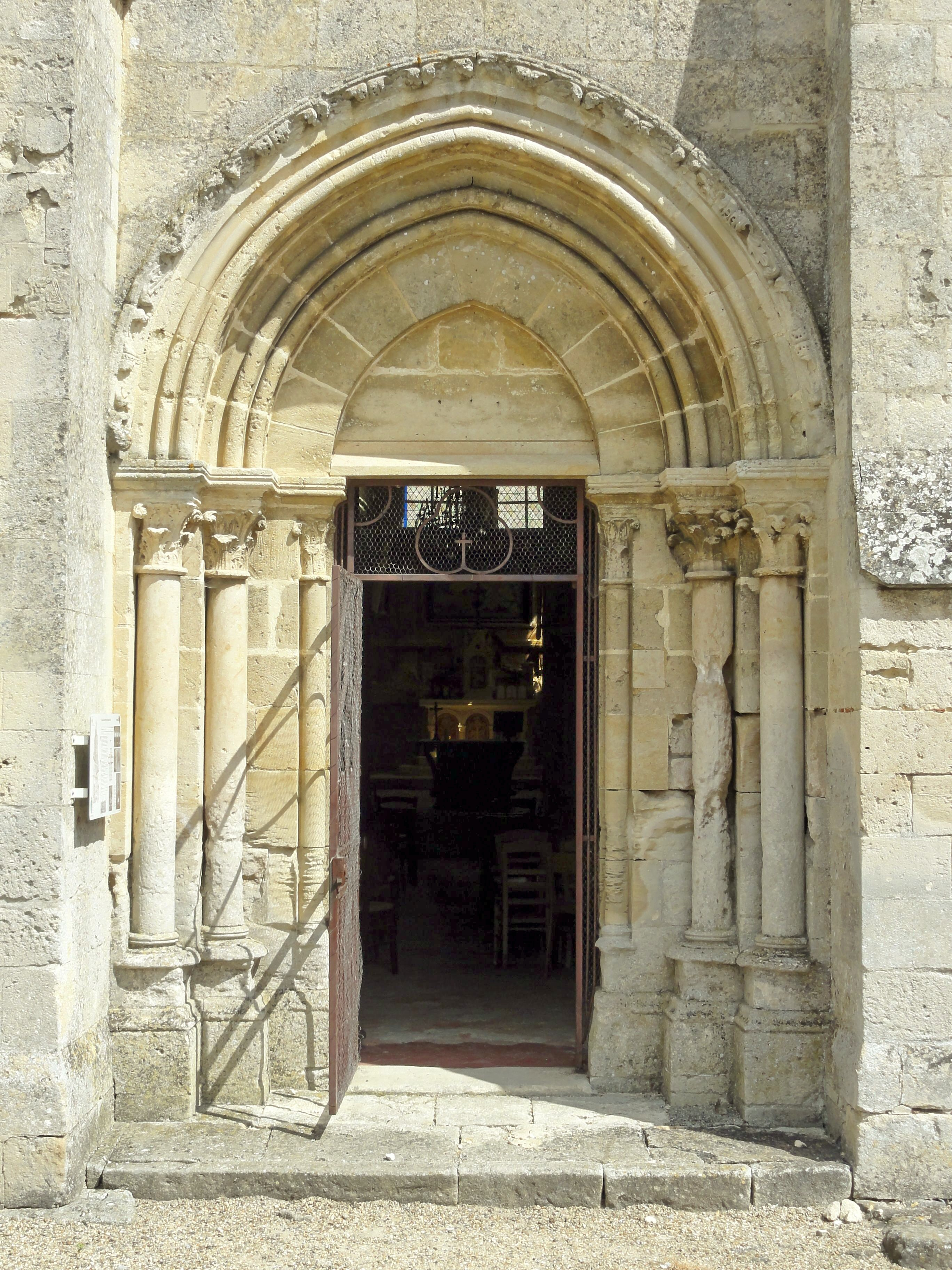
Portail occidental.

Comme le soulignent Maryse Bideault et Claudine Lautier, l'extérieur de l'église est très homogène, et les parties romanes ne se distinguent donc guère des parties gothiques. Il est vrai que guère plus de cinquante ans s'écoulent entre l'achèvement du transept et le début du chantier de la nef actuelle. Tout l'édifice est bâti en pierres locales issues d'une même carrière, et des pierres de taille ont été employées pour le chœur, le transept et la nef, seuls les bas-côtés et les chapelles orientées étant bâtis en moellons. Les contreforts peu saillants des murs hauts de la nef et des murs gouttereaux des croisillons ainsi que du chœur se ressemblent étrangement : ils présentent un court glacis à hauteur des fenêtres puis se terminent comme contreforts plats et butent contre la corniche, sans glacis final. Les contreforts des croisillons et du chœur sont plus forts dans leur partie inférieure et sont ceints par un bandeau mouluré les reliant aux murs, ce qui est une disposition rare. Un autre bandeau mouluré du même profil torique court tout autour des parties orientales près des fondations. Les contreforts des murs gouttereaux des bas-côtés sont étroits sur toute leur hauteur, mais sont scandés par deux glacis formant larmier. Une autre ressemblance concerne les corniches, qui sont de modillons sculptés de masques ou de motifs géométriques, tant sur le croisillon nord, les chapelles et le chœur, que sur la nef et les bas-côtés, ce qui a suscité l'hypothèse que des modillons de l'ancienne nef romane aurait été réemployés sur la nef. Les modillons qui restent encore bien visibles sont des produits des restaurations, et sur les chapelles, presque toutes les modillons ont disparu. Le croisillon sud possède par ailleurs une corniche beauvaisine qui n'est pas rare en Vexin, et non la corniche de modillons. Cette corniche est encore très saillante, ce qui indique en principe une construction au cours des années 1130 ou 1140. Reste à rappeler le caractère presque roman des fenêtres de la nef et des bas-côtés. Elles ont dû toutes être en arc brisé comme les dernières fenêtres hautes qui demeurent authentiques, mais l'emploi de l'arc brisé est déjà systématique dans les parties romanes de l'église, hormis les passages entre les bas-côtés et les croisillons. Or, l'ébrasement extérieur des fenêtres romanes véritables est encore plus élaboré, comme l'on peut le constater sur le mur oriental du croisillon nord,,.
La façade occidentale est très étroite ce qui empêche une véritable composition, mais elle a toutefois été soignée. Entre la tourelle d'escalier carré qui ne devient octogonale qu'à son dernier niveau et le contrefort à droite du mur occidental de la nef, l'espace est juste suffisant pour une rosace de 1,60 m de diamètre en hauteur et le portail occidental au rez-de-chaussée. Les deux sont profondément enfoncés et entourés de moulures toriques, et la frise de feuilles d'acanthe qui entoure la fenêtre à huit festons de la rosace se retrouve également au-dessus de l'archivolte supérieure du portail. Une rosace similaire, sans remplage, se trouve également sur le transept de l'église Saint-Martin de Laon. Le portail est assez singulier. Deux paires de colonnettes à chapiteaux de crochets soutiennent des archivoltes composées chacune de deux tores. Une troisième paire de colonnettes prend un peu de recul par rapport aux autres et flanque la porte, qui est assez étroite. Les chapiteaux de ces dernières colonnettes sont plus petits et soutiennent un simple rang de claveaux non décorés. Leurs tailloirs supportent un mince linteau qui supporte les quatre pierres de taille qui forment le tympan nu. Horizontalement la façade est structurée par trois bandeaux plats, dont les deux en haut et en bas de la rosace reposent sur une frise de feuilles d'acanthe qui se retrouve également au sommet de la tourelle d'escalier. Pour Maryse Bideault, Claudine Lautier et Monique Rivoire, il ne fait pas de doute que la façade ait été élevée d'un seul jet. Le début de contrefort roman qui est engagé dans le mur de la tourelle d'escalier pourrait provenir de la nef précédente et indique sans doute que la tourelle est un peu postérieure à la nef (même si sa frise se retrouve de façon strictement identique en haut du mur occidental). En tout cas il ne prouve pas que la façade remonte au milieu du XIIIe siècle. Elle peut être comparée à celle de l'église Notre-Dame-de-l'Assomption d'Auvers-sur-Oise qui elle aussi date du début du XIIIe siècle. Plus que les élévations latérales, la comparaison entre le portail occidental et le portail bouchée à l'ouest du croisillon sud met en exergue la période d'une soixantaine d'années qui sépare la construction des parties orientales et de la nef. Le portail roman est en plein cintre, forme quasiment absente de l'intérieur de l'église. L'archivolte torique est décoré d'un cordon de fleurs de violettes et repose sur deux colonnettes à chapiteaux, dont celui de gauche est neuf et celui de droite illisible. Les piédroits de la porte prennent beaucoup de recul par rapport aux colonnettes et supportent le linteau avec le tympan, qui présente une décoration de trois rangs de bâtons brisés. La porte flamboyante du bas-côté sud est en anse de panier. Elle est sommée par une accolade garni de crochets, et encadrée par de petits contreforts qui donnent naissance à de fins pinacles en bas-relief, agrémentés des mêmes crochets. Le trumeau entre les deux baies entièrement refaites comporte une niche à statue vide. À droite du portail, un fruit dans le mur et un petit oculus proviennent de l'enfeu,,. 

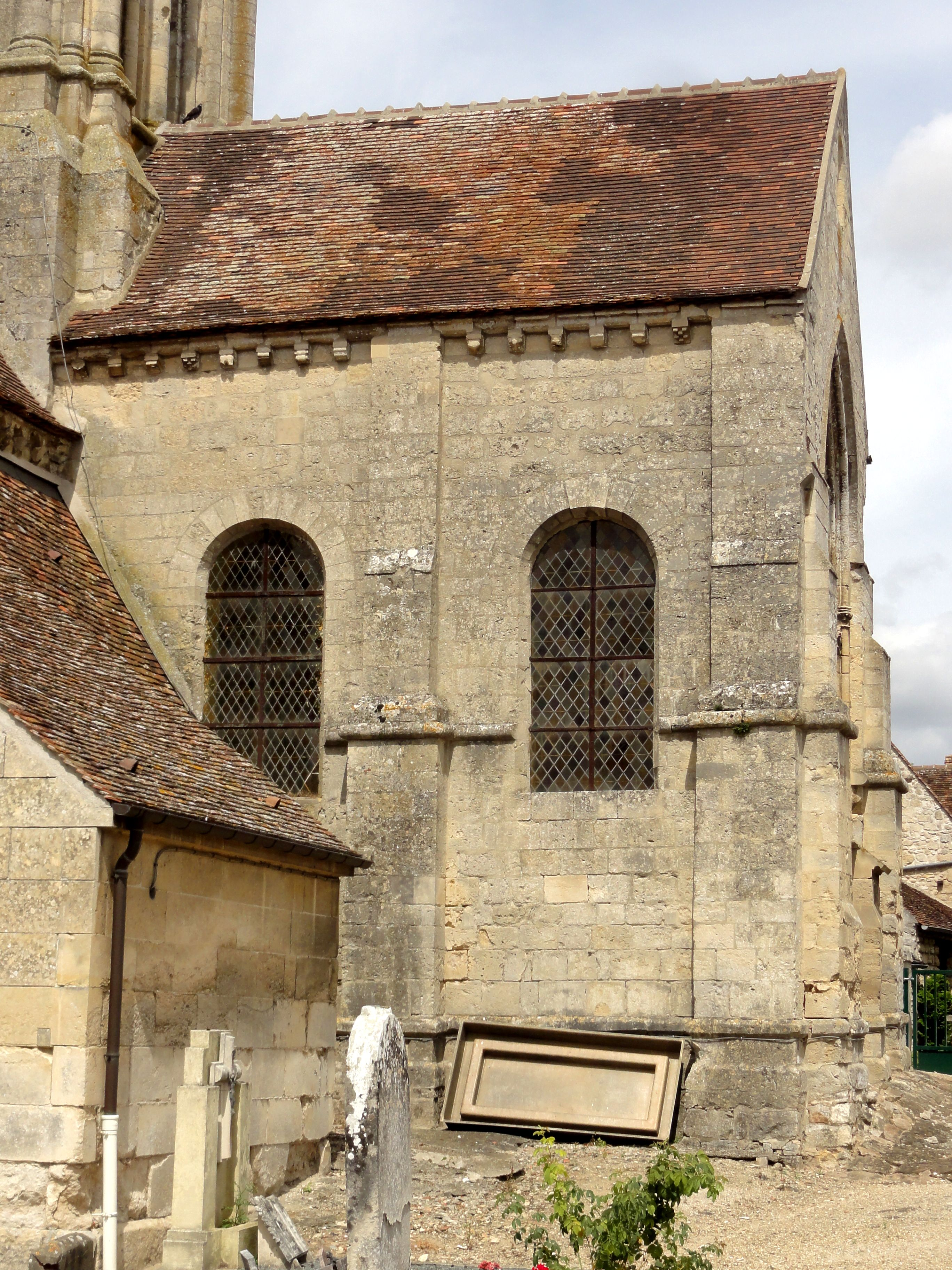
Chœur, côté sud.
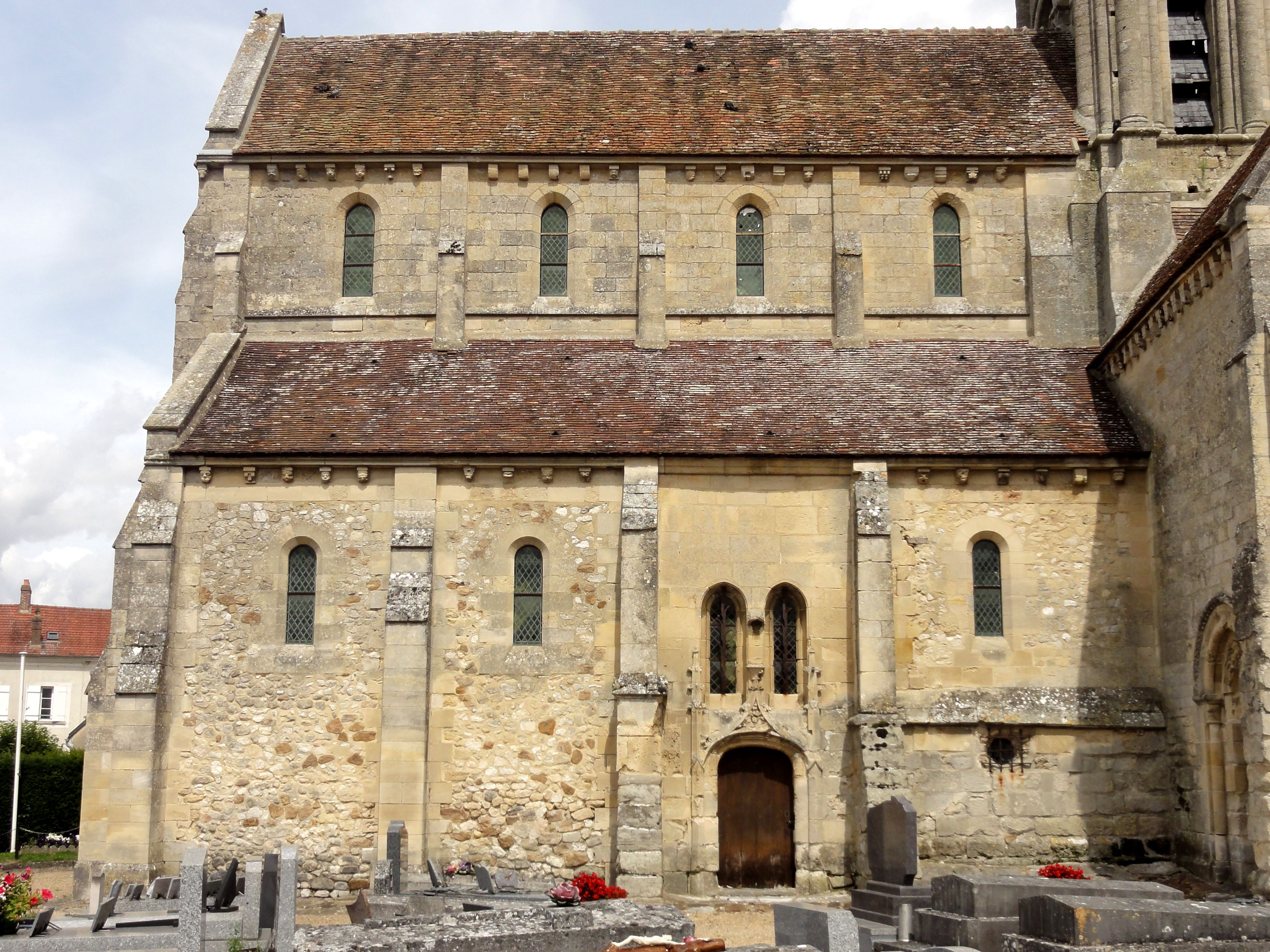
Nef et bas-côté sud.
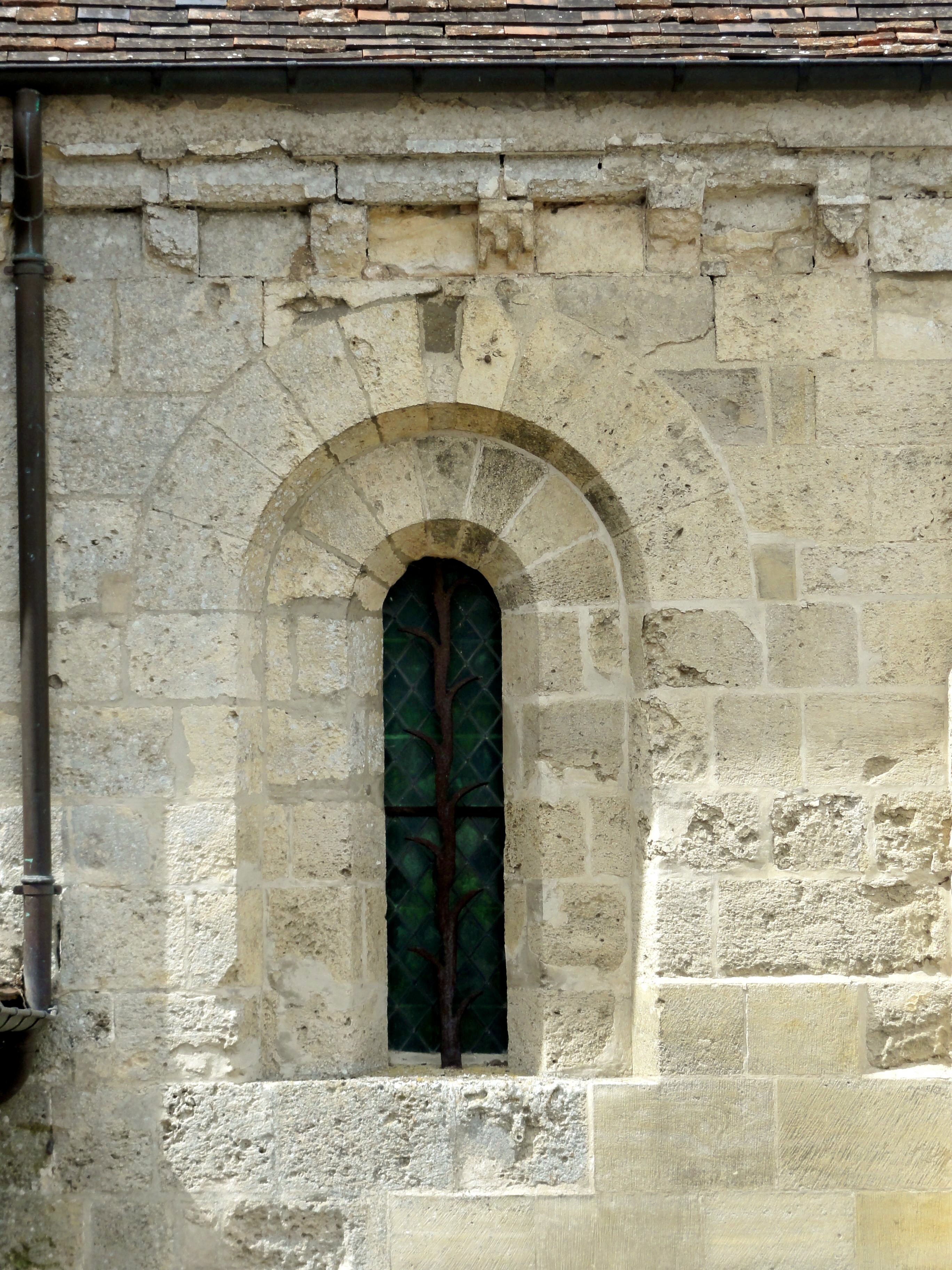
Fenêtre orientale du croisillon sud.
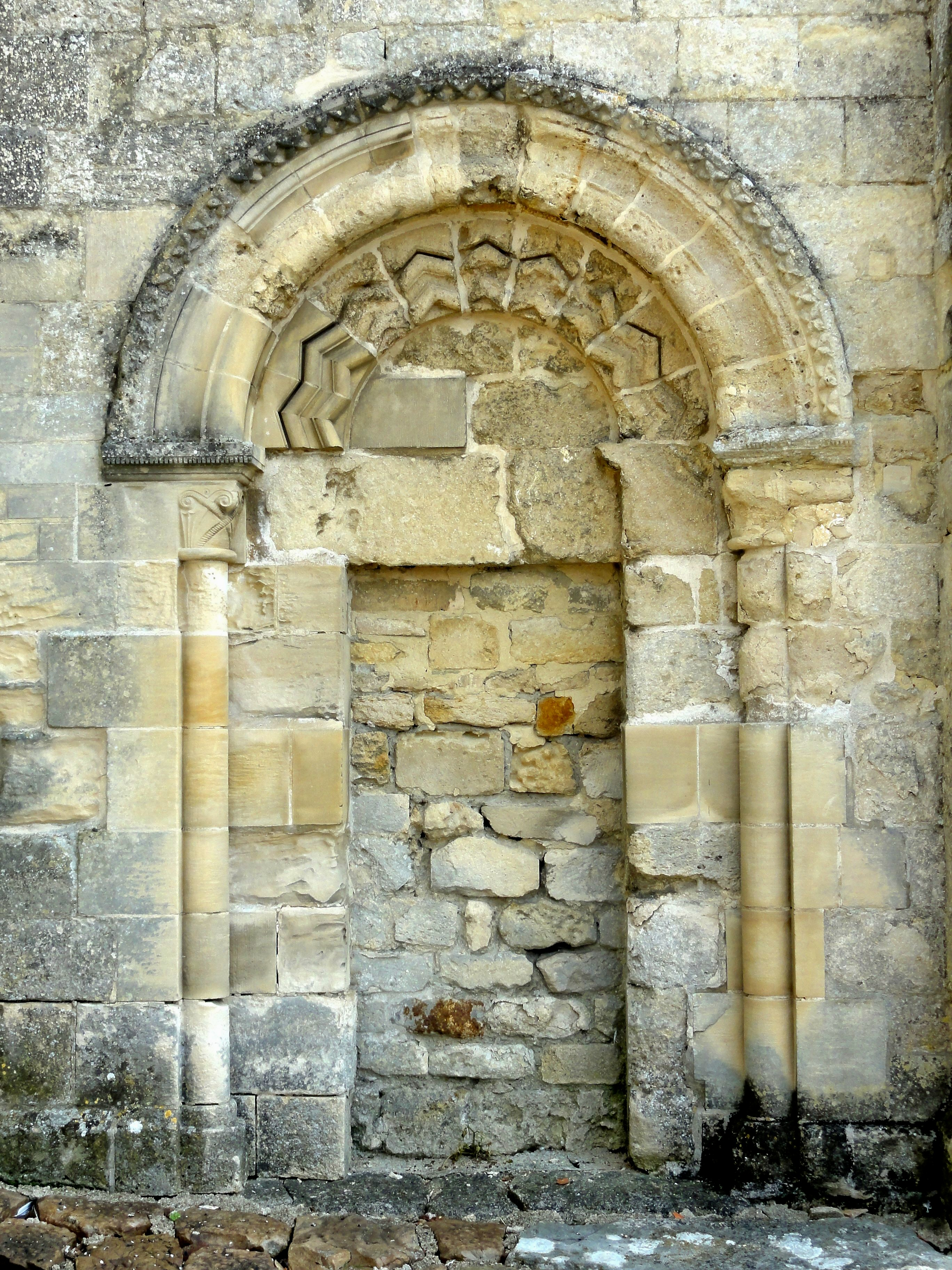
Ancien portail roman du croisillon sud.
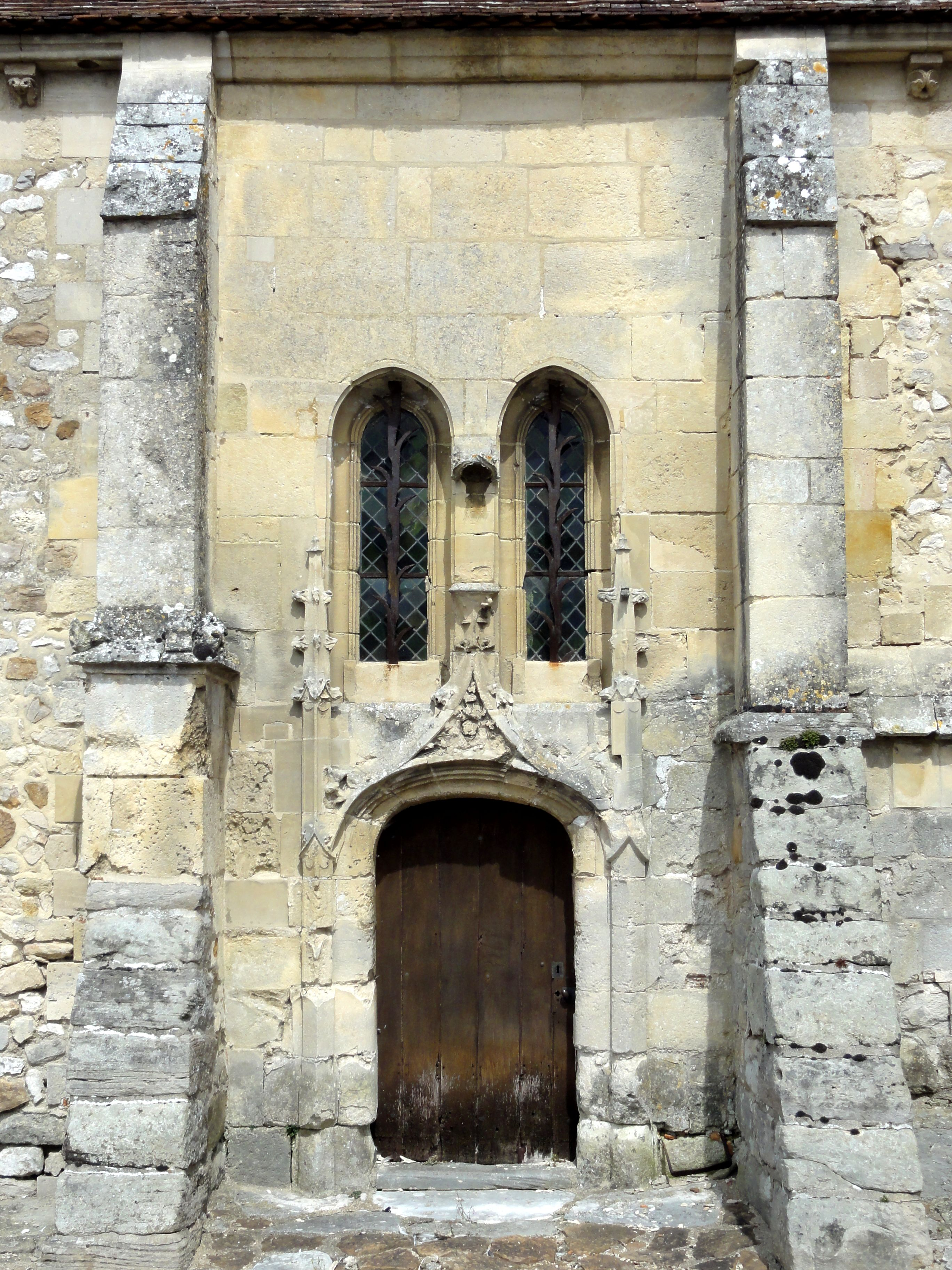
Portail flamboyant du bas-côté sud.
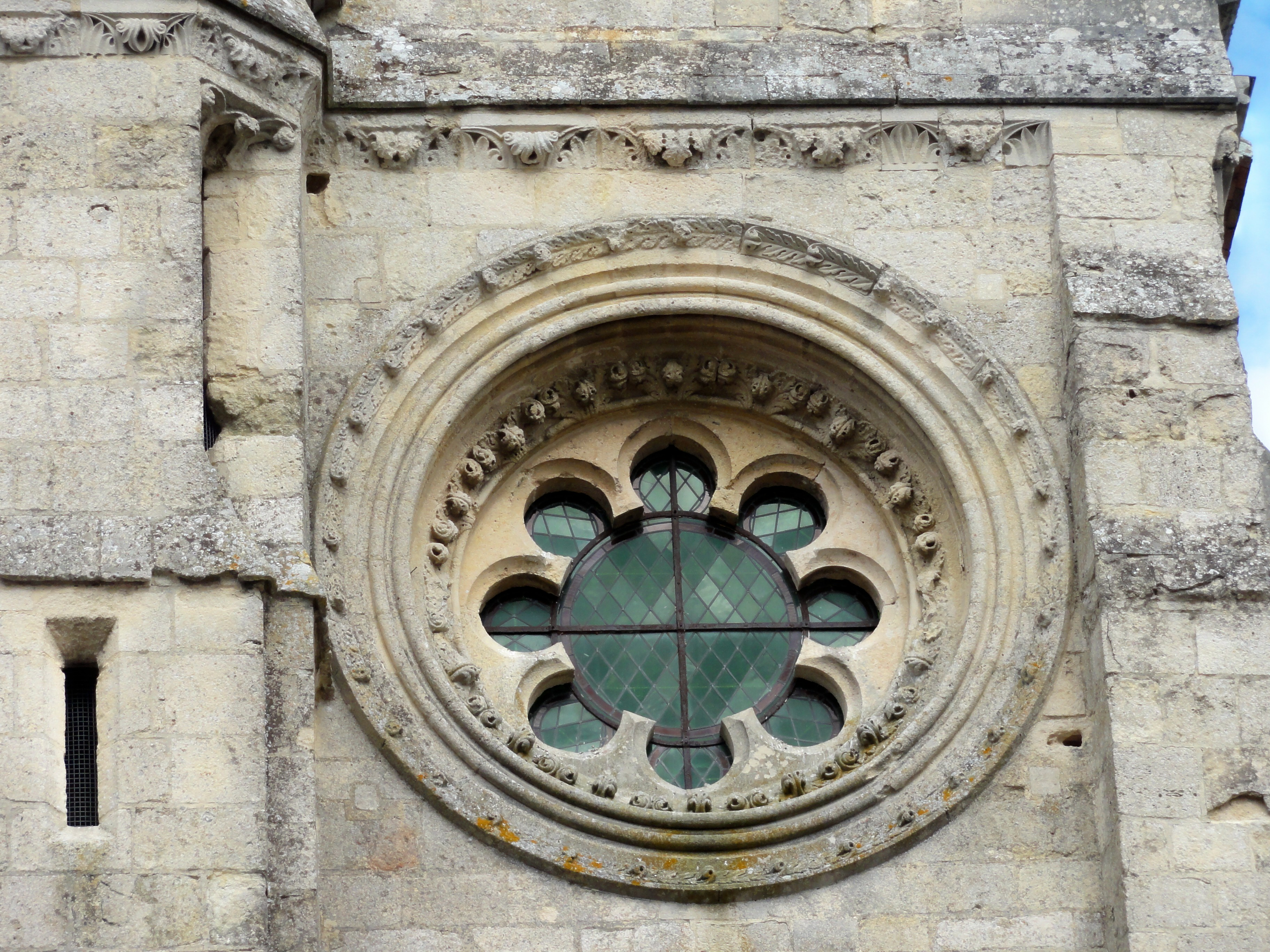
Rosace de la façade.

### Clocher
Le clocher particulièrement gracieux remonte aux origines de l'église et se compose de deux étages ajourés de deux baies abat-son plein cintre par niveau et par face, ainsi que d'une flèche octogonale en pierre assortie de quatre cônes aux extrémités. À l'intérieur, le passage du plan carré vers le plan octogonal s'opère par des trompes. À l'extérieur, les angles du clocher sont occupés par des colonnes enserrées entre les contreforts, et jusqu'au premier étage, ces derniers prennent eux-mêmes la forme de colonnes. Des corniches de modillons terminent les deux étages, et à la hauteur de la corniche entre le premier et le second étage, des cordons de fleurs de violettes marquent la fin des colonnes d'angle du premier étage. Les baies plein cintre assez étroites sont précédées par des archivoltes beaucoup plus généreuses, dont les colonnes sont garnies de chapiteaux décorés essentiellement de volutes d'angle, mais parfois de motifs géométriques comme des chevrons superposés, et sur les faces des gros chapiteaux des colonnes communes aux deux archivoltes du premier étage, l'on aperçoit des masques. Au niveau du second étage, les deux archivoltes ne se partagent pas une colonne commune au centre, mais reposent chacune sur deux colonnettes dédiées ; par contre, les baies proprement dites ne sont plus cantonnées de colonnettes comme c'est le cas au premier étage. Le décor est complété par des cordons de pointes-de-diamant au-dessus des archivoltes, et une frise de dents de scie sur les claveaux des archivolts du second étage. La flèche est couverte des mêmes dents de scie, et leur dessin est curieusement très irrégulier. Les faces de la pyramide ne sont pas ajourées par des oculi, et séparées par des arêtes sous la forme de tores. Un fleuron couronne le sommet. Dans son ensemble, le clocher ressemble le plus à celui des églises Saint-Christophe de Cergy et Saint-Aubin d'Ennery,,.

## Mobilier
L'orgue à cylindre est construit au commencement du XIXe siècle, en tout cas avant 1819, par François-Goëry Dumont facteur d'orgues et de serinettes à Mirecourt. La tuyauterie de métal d'origine a totalement disparu. L'instrument a été complété par seize cylindres permettant un actionnement automatique. Sa collection de cylindres est parmi les plus variées connues en France. Seule la partie instrumentale de l'orgue a été classée au titre des objets en 2002. L'orgue se trouve actuellement sur la tribune.
Six autres éléments du mobilier ont également été classés au titre des objets :
- La clôture en bois taillé du XVIe siècle de la chapelle attenante au croisillon sud du transept servant de sacristie[25]. Elle a toutefois été enlevée.
- Une statue polychrome en pierre de la Vierge à l'Enfant, haute de 123 cm et datant du XIVe siècle[26]. Elle se trouve sur le mur occidental du croisillon sud.
- Une statue polychrome en pierre de saint Pierre en costume pontifical, datant du XVIe siècle[27]. Cette statue trône au sommet du retable devant la grande baie du chevet.
- Le monument funéraire du curé Henri Tibert, en pierre et de petites dimensions, datant de 1624[28]. Il se trouve sur la pile sud-ouest du clocher, orientée vers la nef.
- Le monument funéraire du curé René de La Brière, sous la forme d'une petite dalle d'ardoise gravée, datant de 1662[29]. Il se trouve sur la pile nord-ouest du clocher, orientée vers la nef.
- La dalle funéraire d'un chevalier et de sa femme à effigies gravées, mais pratiquement effacées, datant du XIVe siècle et conservée en mauvais état[30]. Elle a été redressée contre le mur occidental du bas-côté sud.

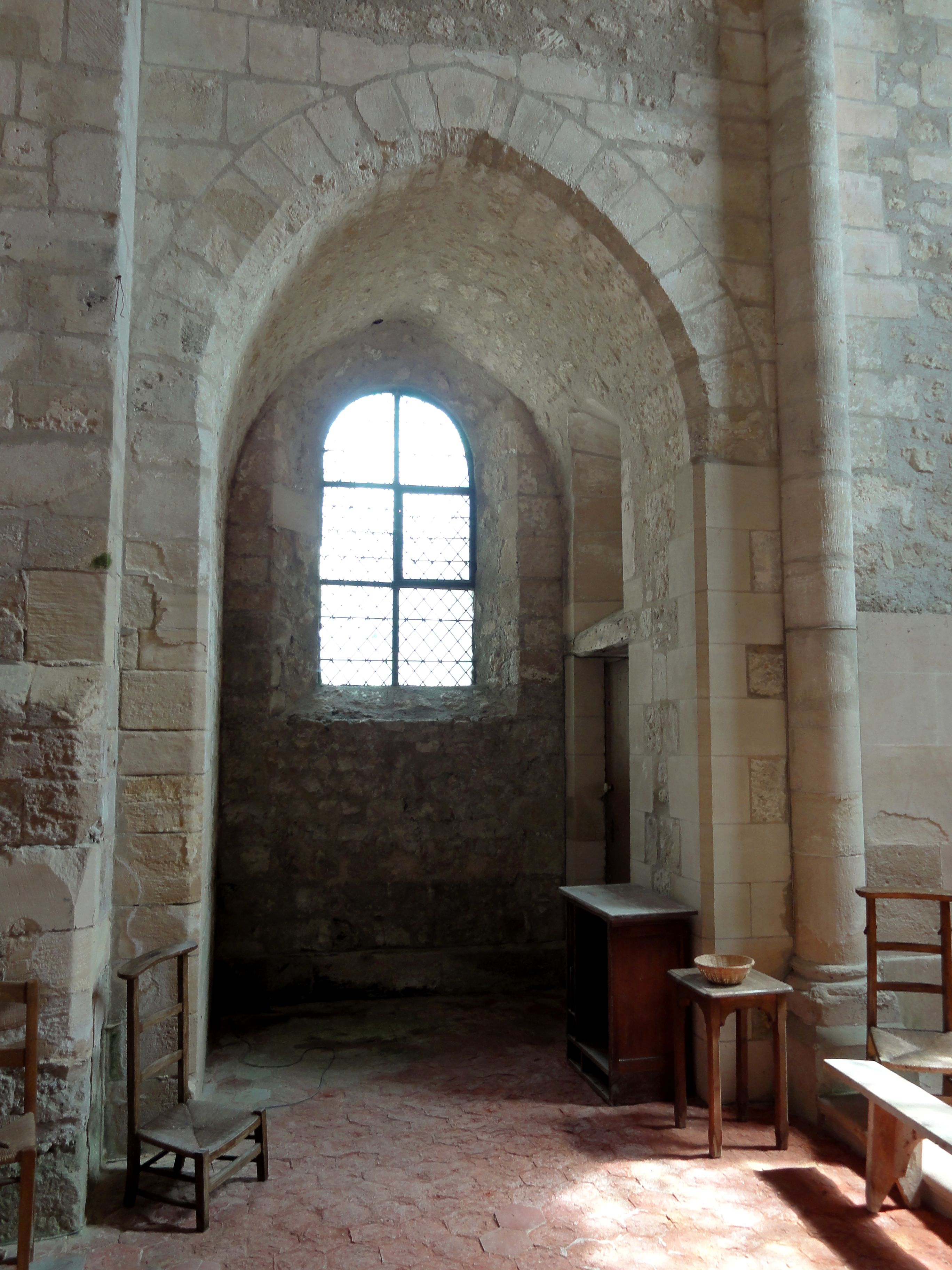
La clôture en bois de la chapelle sud a disparu.
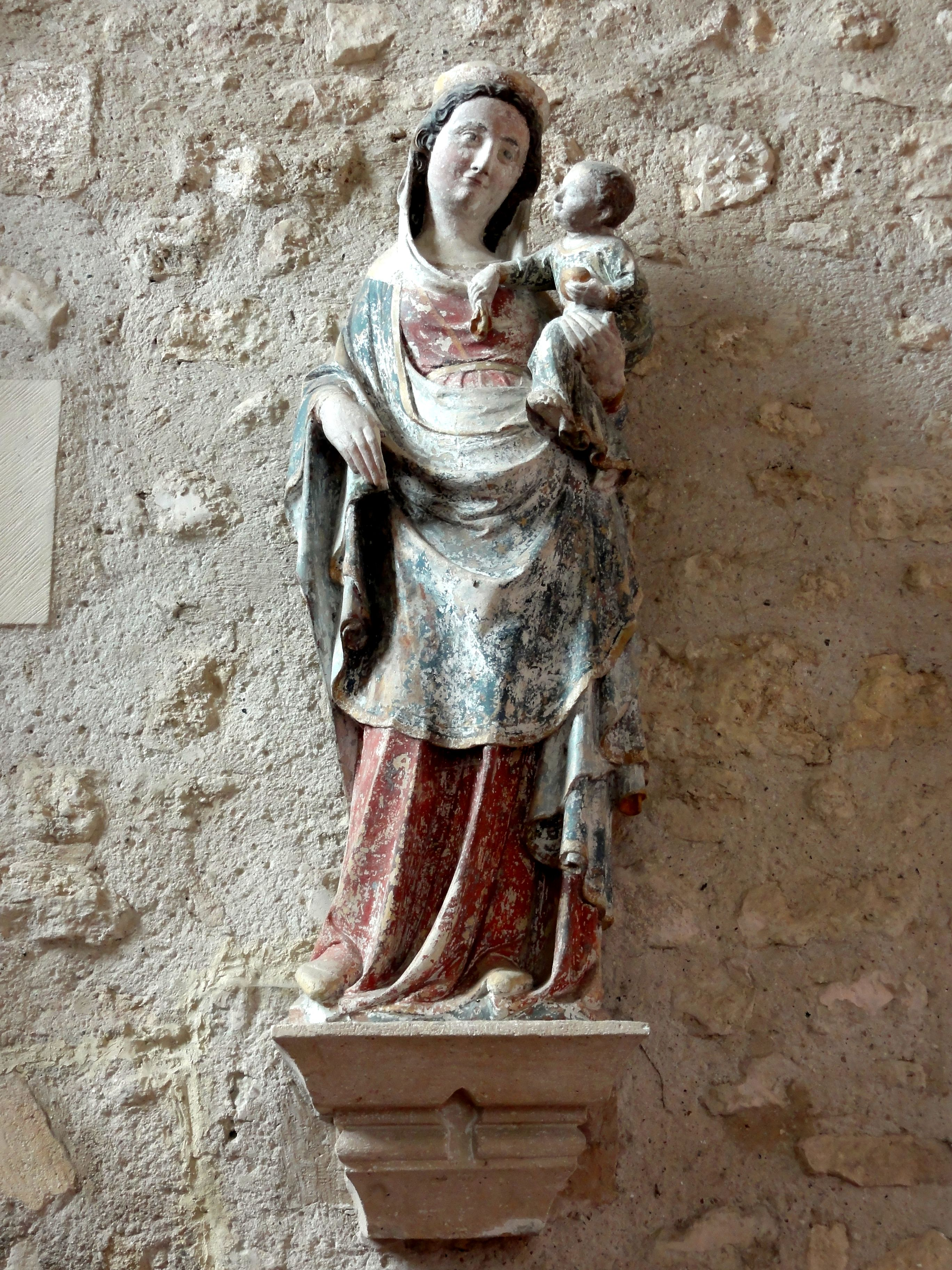
Vierge à l'Enfant polychrome du XIVe siècle.
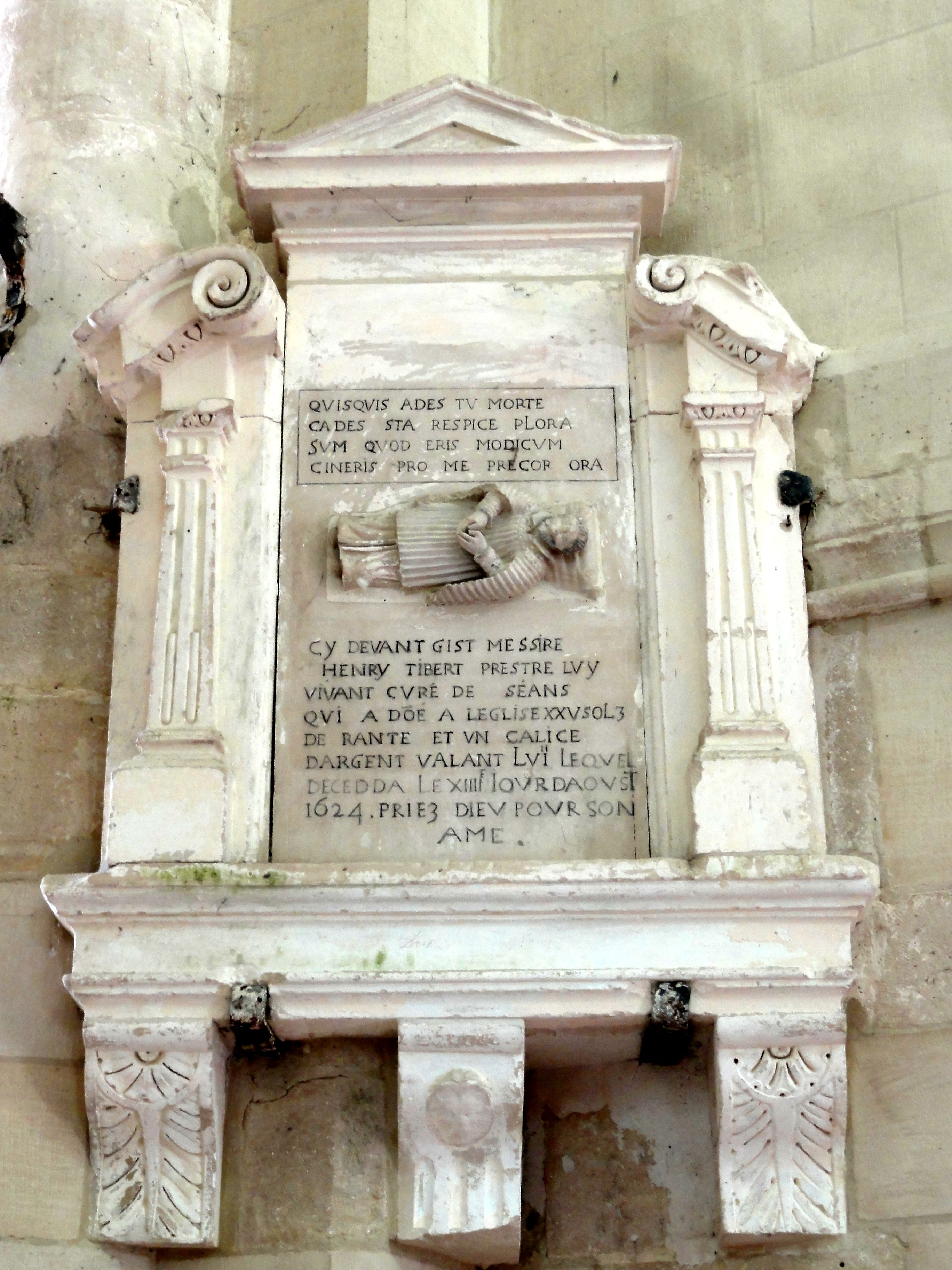
Monument pour le curé Henri Tibert, de 1624.
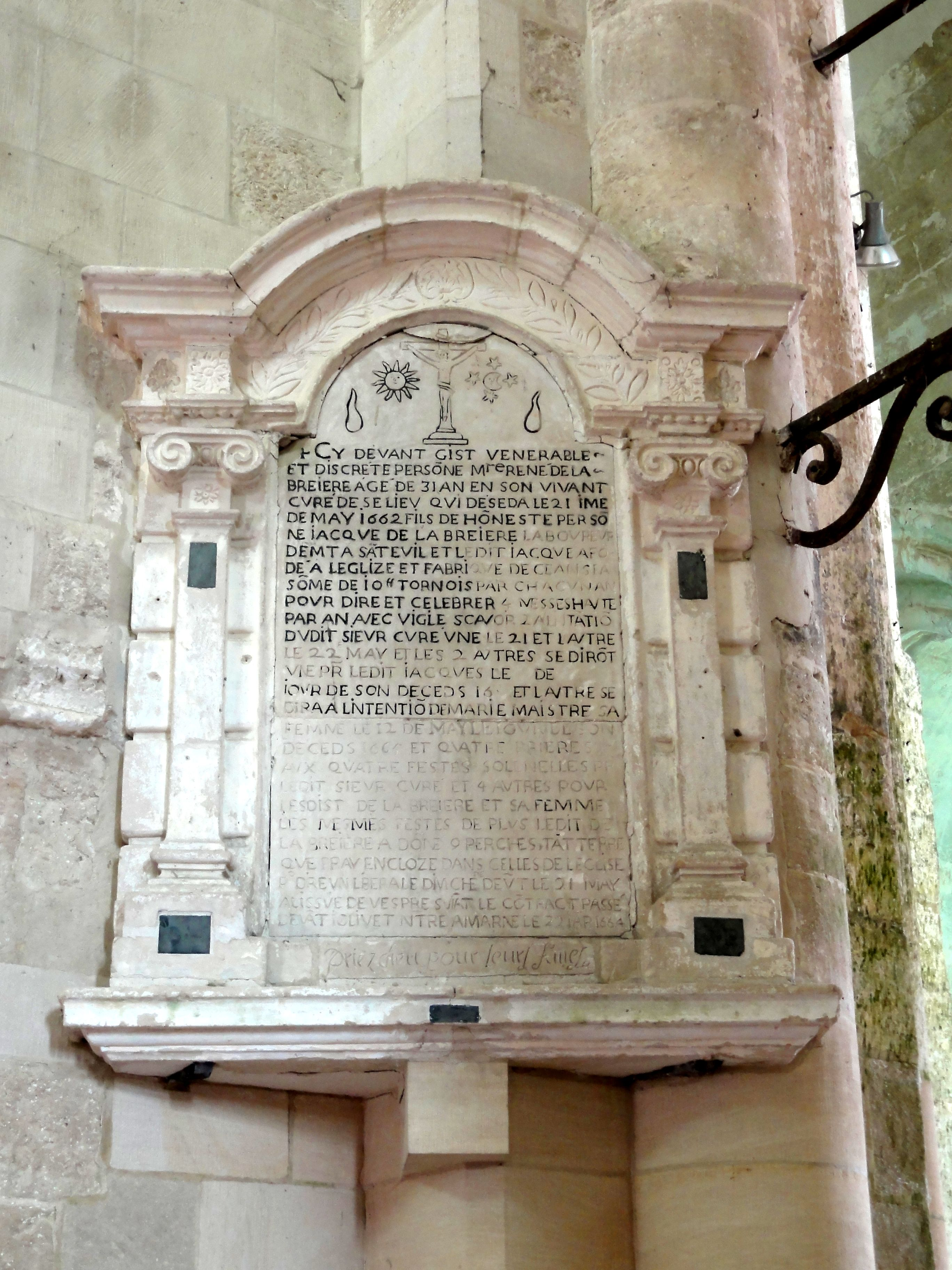
Monument pour le curé René de la Brière, de 1662.
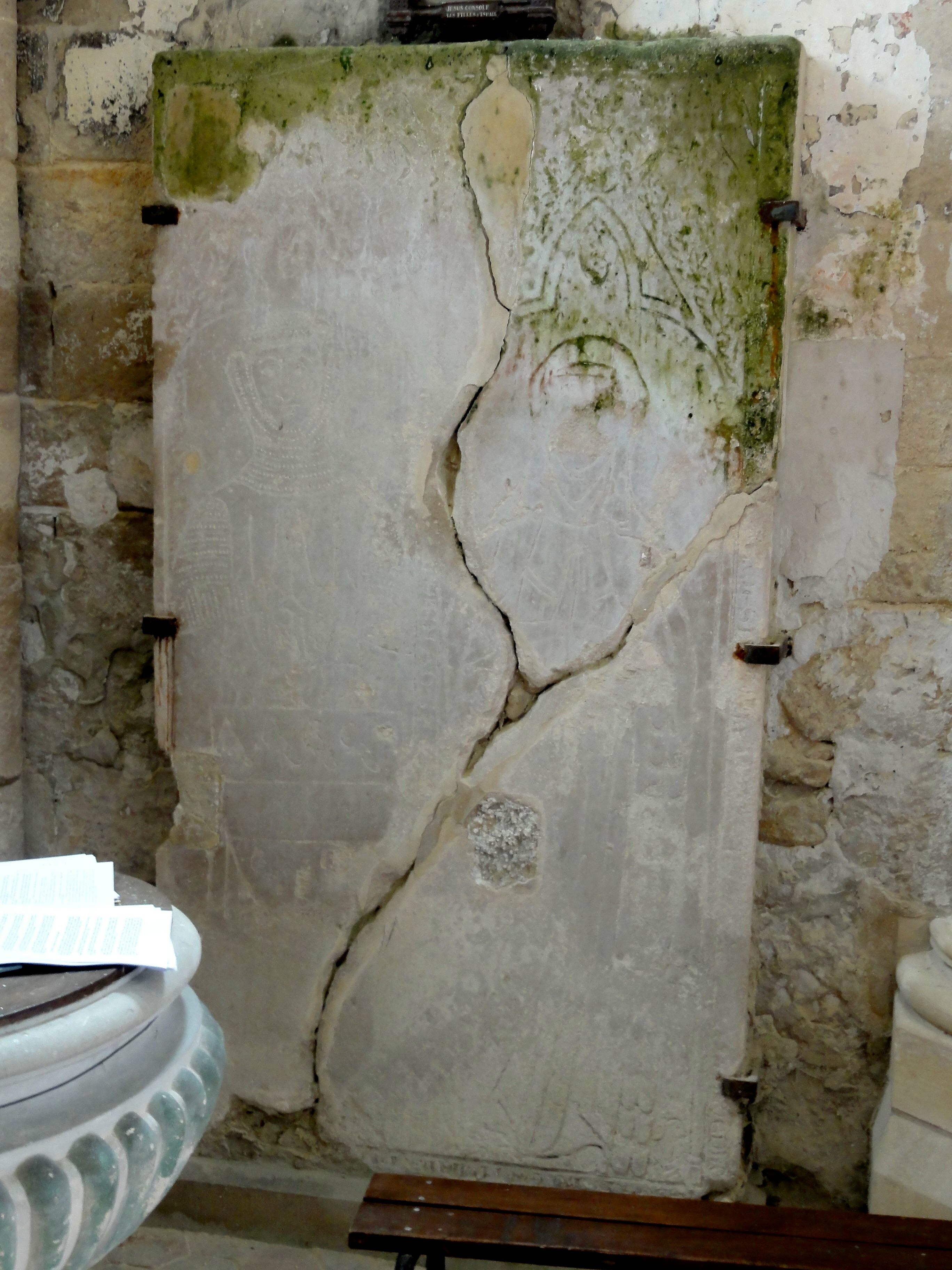
Dalle funéraire d'un chevalier et de sa femme.